# Середньовіччя

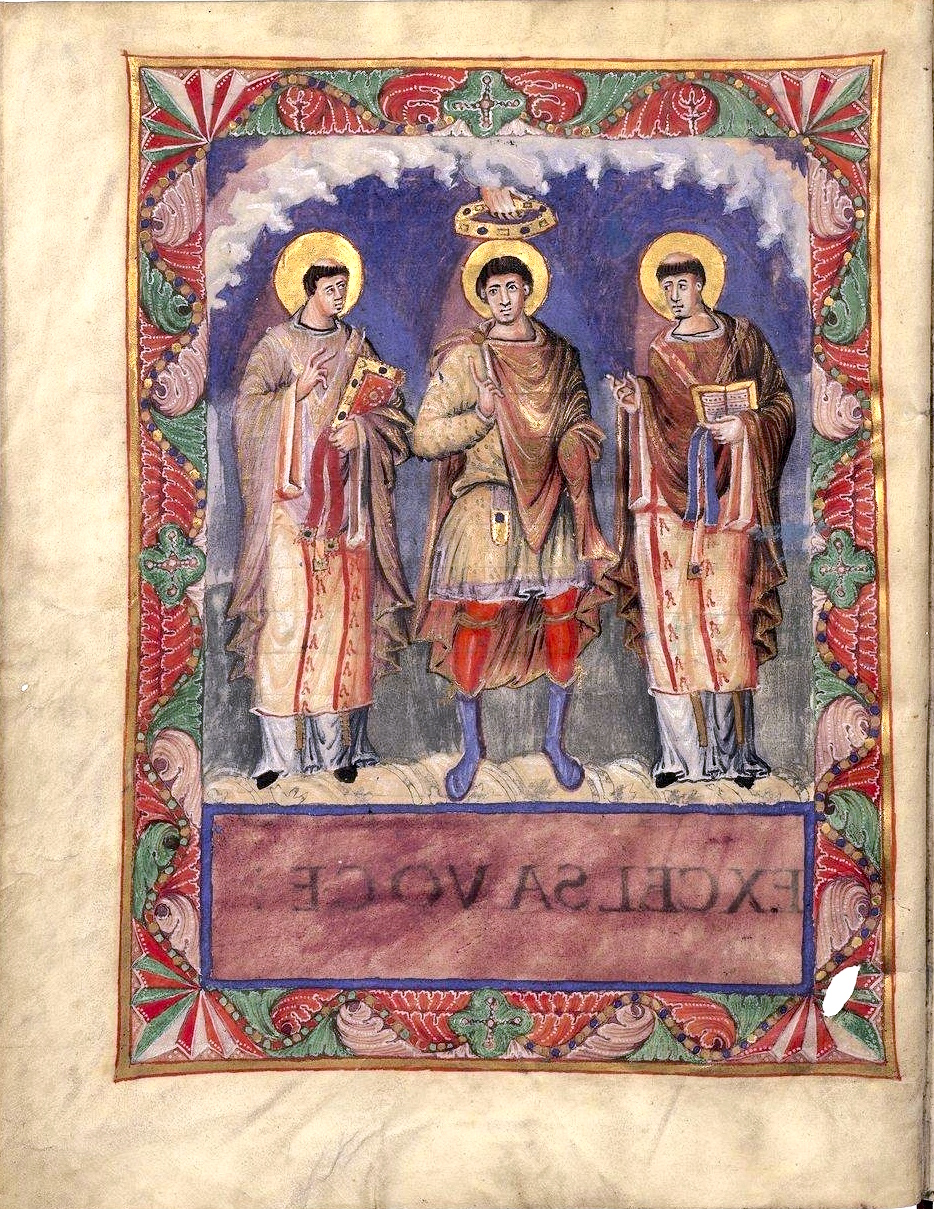
IX ст. Карл Великий з папами Геласієм I і Григорієм I

Середньові́ччя — період європейської історії від V століття (падіння Римської імперії і Велике переселення народів) до епохи Відродження та Реформації, кінець XV століття — початок XVI століття. За усталеним часовим розподілом, раннє середньовіччя ймовірніше відбулося у Західній Європі, аніж у Східній (близько IX–XI).
Середньовіччя як загальносвітовий період в історичному розвитку країн Азії, Північної Африки, Америки є суперечливим питанням. Панує думка, що середньовіччя як явище є суто регіональним,[джерело?] але цим словом часто користуються для опису подій, що сталися 500–1500 років тому, незалежно від регіону та своєрідностей.

## Тлумачення
Термін «середньовіччя» виник в Італії у X–XVI століттях у колі істориків і літераторів, прогресивних людей свого часу. Вони схилялися перед культурою Стародавньої Греції і Стародавнього Риму, намагалися відродити її. «Середньовіччям» вони назвали час між античністю і своєю епохою. В науці закріпився розподіл історії на стародавню, середньовічну і нову. Середньовіччя в сучасній періодизації всесвітньої історії охоплює час від падіння Західної Римської імперії в V столітті до Доби великих географічних відкриттів, натомість повне панування саме середньовічного типу культури в Європі зв'язують не з усім періодом, а з V–VIII ст. Згодом в Італії зароджується перехідна культурна епоха — Відродження, що охоплює кінець середньовіччя і початок Нового часу.
Оцінка Середньовіччя у науці змінювалася. Гуманісти епохи Відродження  і просвітники XVIII ст. називали його «темними віками», писали про глибокий занепад культури. На противагу їм романтики XIX ст. у наукових і, насамперед, в художніх творах прикрашали середньовіччя, були схильні бачити в ньому втілення вищої моралі. Сучасні вчені переважно уникають крайнощів. Визнається, що порівняно з античністю, було втрачено чимало досягнень культури, але водночас у сферу культурного розвитку було залучено нові народи, зародилися національні культури.
Утворення середньовічного типу культури на території колишньої Римської імперії відбувалося різними шляхами. Візантійська імперія зберегла свою державність і єдність. Візантія протягом всього середньовіччя залишалася великою і впливовою державою, а візантійська культура стала прямим продовженням античної. Але 1453 року, після завоювання турками-османами її історія перервалася.
Соціально-економічний лад середньовіччя в Західній Європі схематично можна змалювати таким чином. На руїнах Західної Римської імперії виникла низка часом дуже великих (як, наприклад, Каролінзька імперія часів Карла Великого), але неміцних ранніх феодальних монархій. Основа економіки — сільське господарство й кустарне виробництво. Спочатку всі землі належали королю і він розподіляв їх між своїми васалами — феодалами (феод — назва наділу), які служили в його війську. Феодали і собі наділяли землею селян, що виконували різні повинності (панщина, оброк). Встановлювалися складні взаємовідносини між кріпосними селянами і панами і всередині класу феодалів (принцип «васал мого васала — не мій васал»). Кожний феодал прагнув розширити власні володіння, війни велися майже безперервно. В результаті королівська влада втрачала свій вплив, що вело до роздрібненості. Пригноблені селяни не припиняли боротьби в різний спосіб — від втечі в міста до великих селянських воєн і повстань. Виникають самостійні міські комуни, вони стають опорою королівської влади. З'являється новий клас — міська буржуазія (власне саме слово «буржуа» утворене від німецького «бург» — місто).

## Періодизація
Виділяють основні періоди:
- Раннє середньовіччя (кінець V ст. — середина XI ст.);
- Високе середньовіччя (XI–XIV ст.);
- Пізнє середньовіччя (XIV–XVI ст.), коли розпочалася централізація держав під королівською владою.

Французький історик Жак Ле Ґофф пропонує концепцію Довгого Середньовіччя (IV–XIX ст.), коли на його думку, безперервно існували фундаментальні структури, що дають змогу вловити зв'язок між цими п'ятнадцятьма сторіччями. Цей тривалий проміжок часу історик пропонував поділити на проміжні періоди:
- Високе середньовіччя IV–IX ст., що є водночас пізньою античністю та часом зародження феодальної системи; власне Середньовіччя історик пропонує виділяти із VIII–X ст.[3];
- центральне Середньовіччя X–XIV ст., період найбільшого розвитку, до якого варто звести Середньовіччя у вузькому значенні;
- пізнє середньовіччя XIV–XVI ст., що є періодом кризи, Великої Чуми.
- Новий час XVI — XVIII/XIX ст., після-середньовіччя, або часи абсолютної монархії та відмирання феодальних структур. Цей період завершується Французькою революцією та глибинними змінами всього суспільства що відбулися в XIX ст.

Ще один підхід: визначення «Середньовіччя» (лат. Medivm aevvm) вперше почало вживатися християнами в значенні тривалого проміжку часу між першим і другим пришестям Христа.

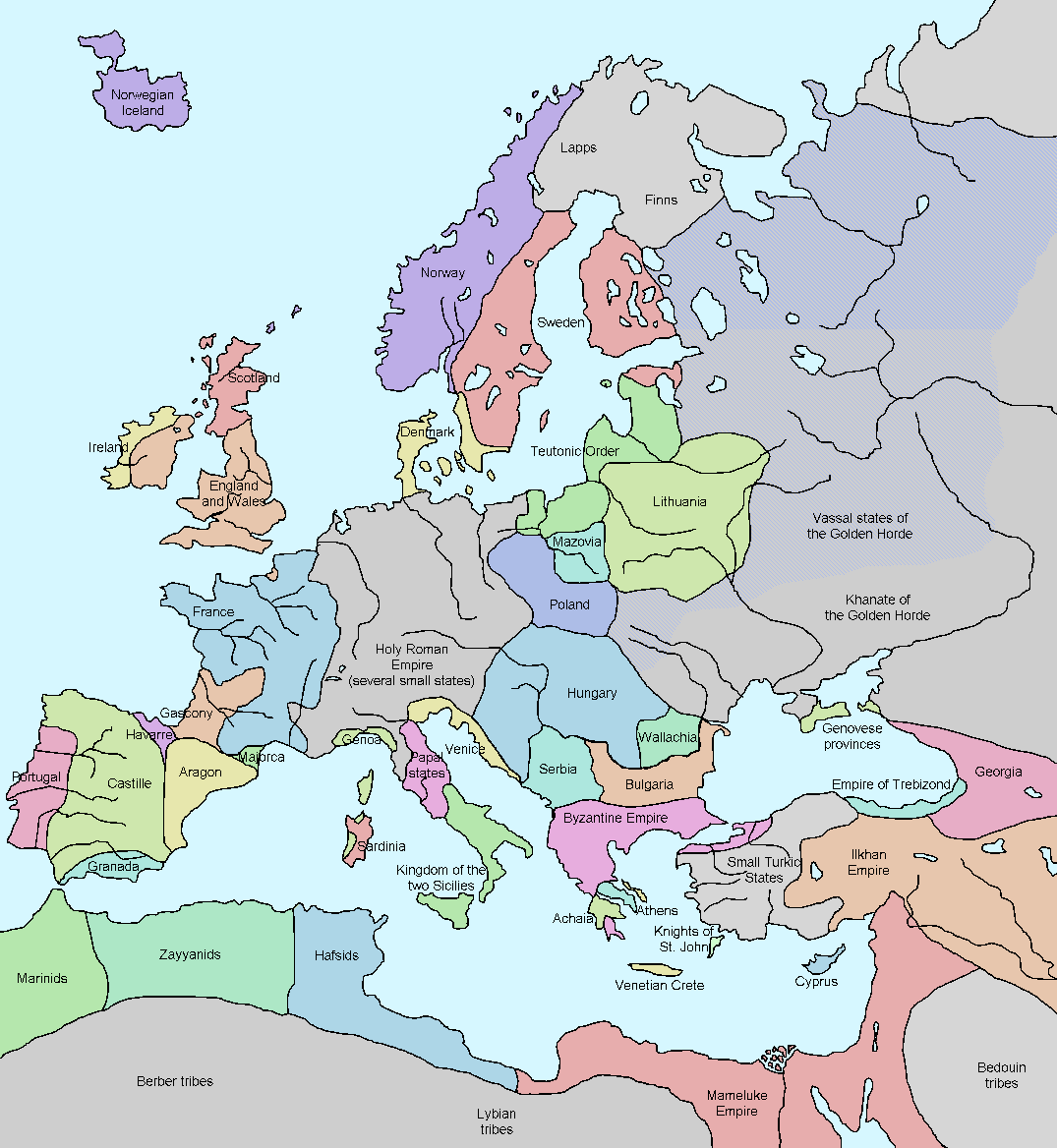
Європа в 1328
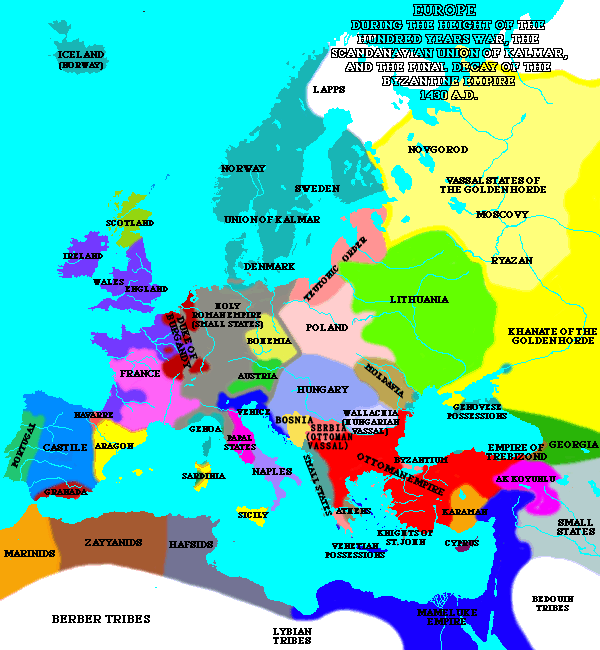
Європа в 1430-і роки
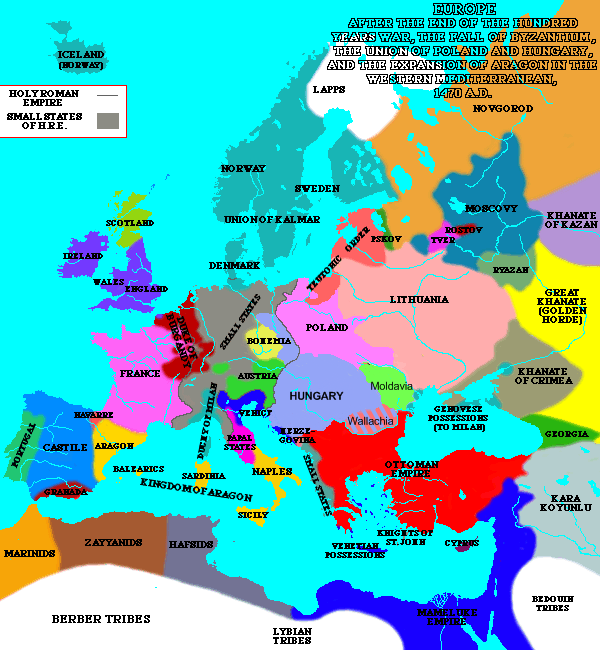
Європа в 1470-і роки

## Роль релігії та церкви в середньовічному суспільстві

Король на будівництві храму. Мініатюра з англійського рукопису Житіє Св. Оффара, до XIV ст.

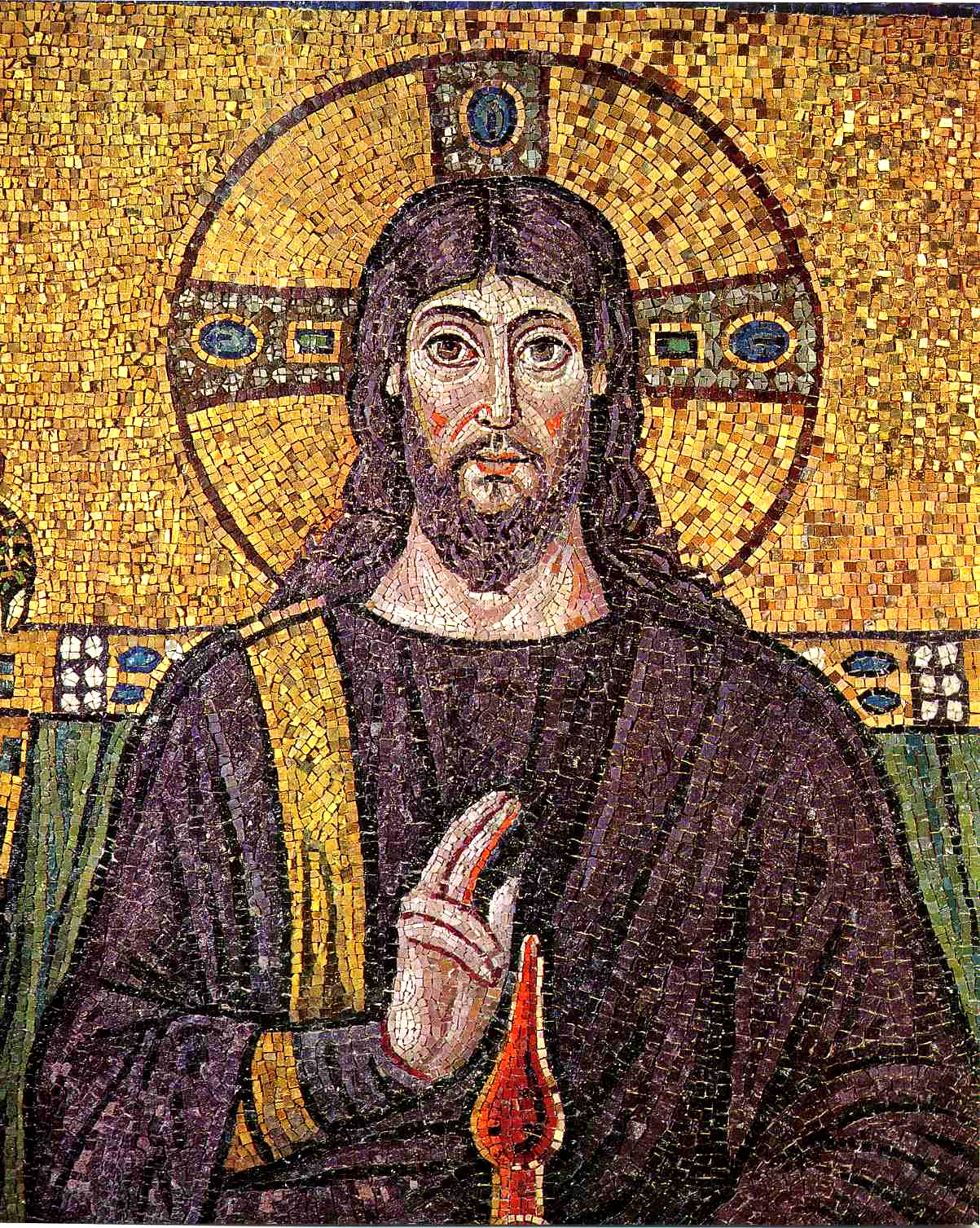
Христос, мозаїка в Сант-Аполлінаре-Нуово, Равенна.

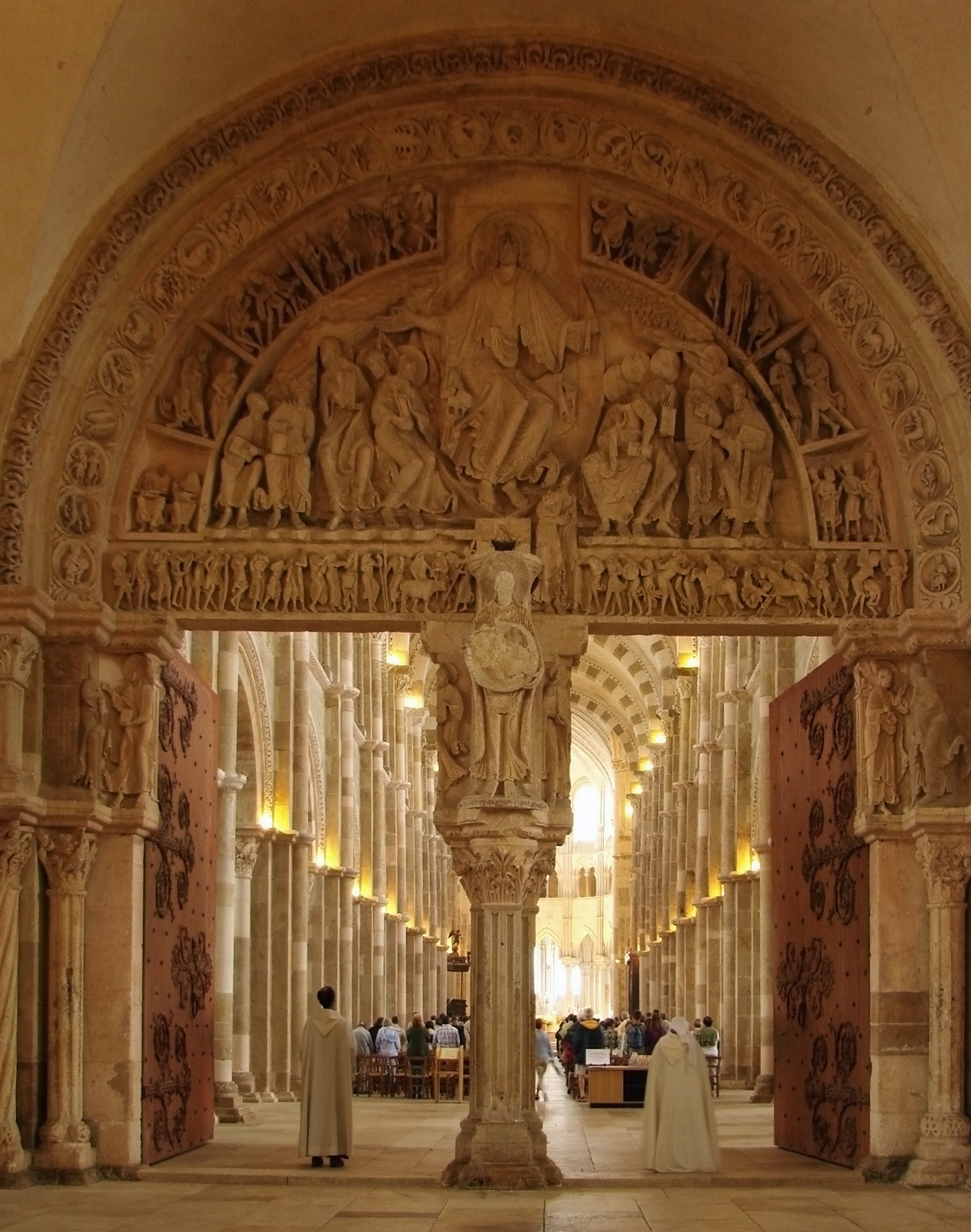
Базиліка Марії Магдалини в Везеле, центральний вхід

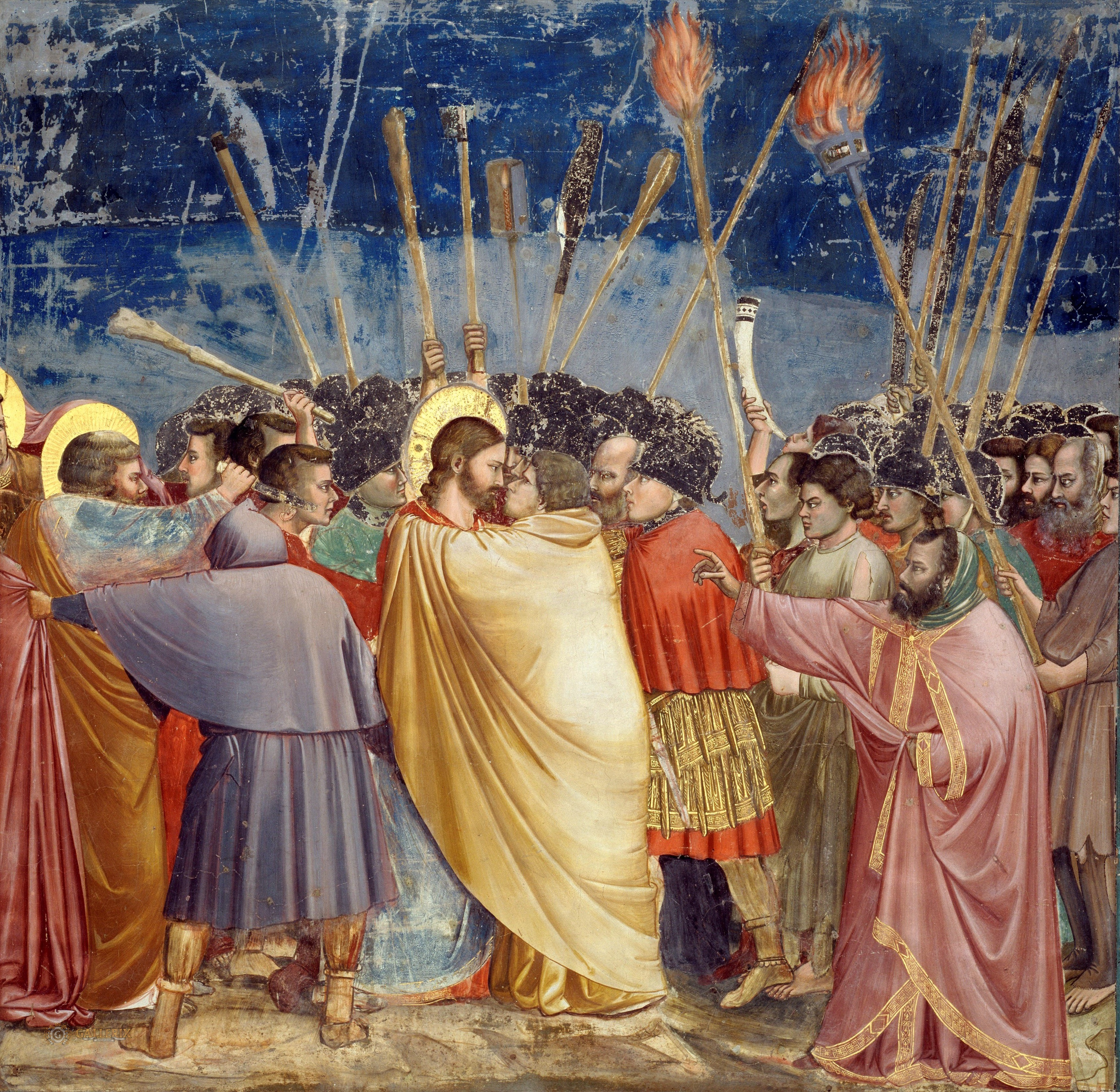
Худ. Джотто, фреска «Поцілунок Юди» або «Взяття Христа під варту»

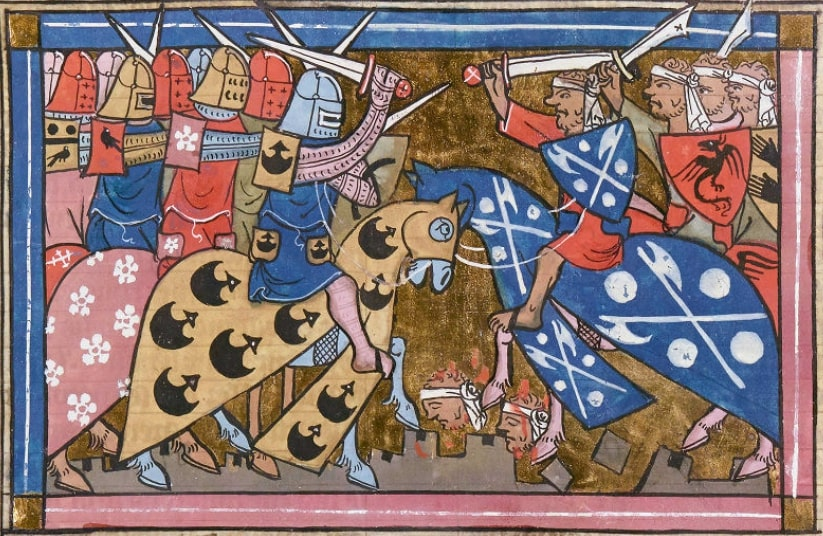
Хрестовий похід до Єрусалима

Для середньовічної культури притаманні дві ключові ознаки: корпоративність і панівна роль релігії та церкви.
Середньовічне суспільство, як організм з клітин, складалося з великої кількості соціальних станів (соціальних прошарків). Людина за народженням належала до одного з них і не мала можливості змінити власне соціальне становище. З кожним таким станом було пов'язано своє коло політичних і майнових прав та обов'язків, наявність привілеїв або їх відсутність, властивий уклад життя, навіть характер одягу. Існувала сувора станова ієрархія: два вищі стани (духівництво, феодали — землевласники), далі купецтво, ремісники, селяни (останні у Франції об'єднувались у «третій стан»). Чітку формулу вивів на межі X–XI століть єпископ французького міста Лана Адальберон: «одні моляться, інші воюють, треті працюють…». Кожен стан був носієм і відповідного типу культури.
Могутнім об'єднавчим чинником за таких умов були релігія та церква. Визначальна роль християнської релігії і церкви в усіх галузях суспільного і культурного життя складала принципову особливість європейської середньовічної культури. Церква підпорядкувала собі політику, мораль, науку, освіту і мистецтво. Весь світогляд людини середньовіччя був теологічним (від грецького «теос» — Бог). Чим же можна пояснити таке виняткове становище релігії в середньовічному суспільстві?
Одну з відповідей на питання дає сам зміст християнського віровчення. Воно виникло з боротьби і взаємного впливу безлічі філософських і релігійних течій. Якщо говорити про первинне християнство, то однією з головних ідей, що забезпечили повсюдне поширення нової релігії, був задум рівності людей — рівність як гріховність істоти перед всемогутнім і всемилостивим Богом — але також рівність. Християнство, виникнувши в колоніях Стародавнього Риму в середовищі рабів і вільновідпущених, з самого початку не було релігією якогось окремого народу, воно мало наднаціональний характер. Як релігійне вчення, християнство засновується на трьох головних ідеях:
- ідеї гріховності усього людського роду, зараженого первородним гріхом Адама і Єви;
- уявлення про порятунок, який необхідно заслужити кожній людині;
- задуму спокутування всіх людей перед Богом, на шлях якого стало людство завдяки стражданням і добровільній жертві Ісуса Христа, який з'єднав у собі як божу, так і людську природу.

У первинному християнстві сильною була віра в швидке друге пришестя Ісуса Христа, Страшний суд і кінець грішного світу. Однак час ішов, нічого подібного не відбувалося, і на місце цієї ідеї приходить концепція посмертного воздання за добрі або погані вчинки, тобто пекла і раю.

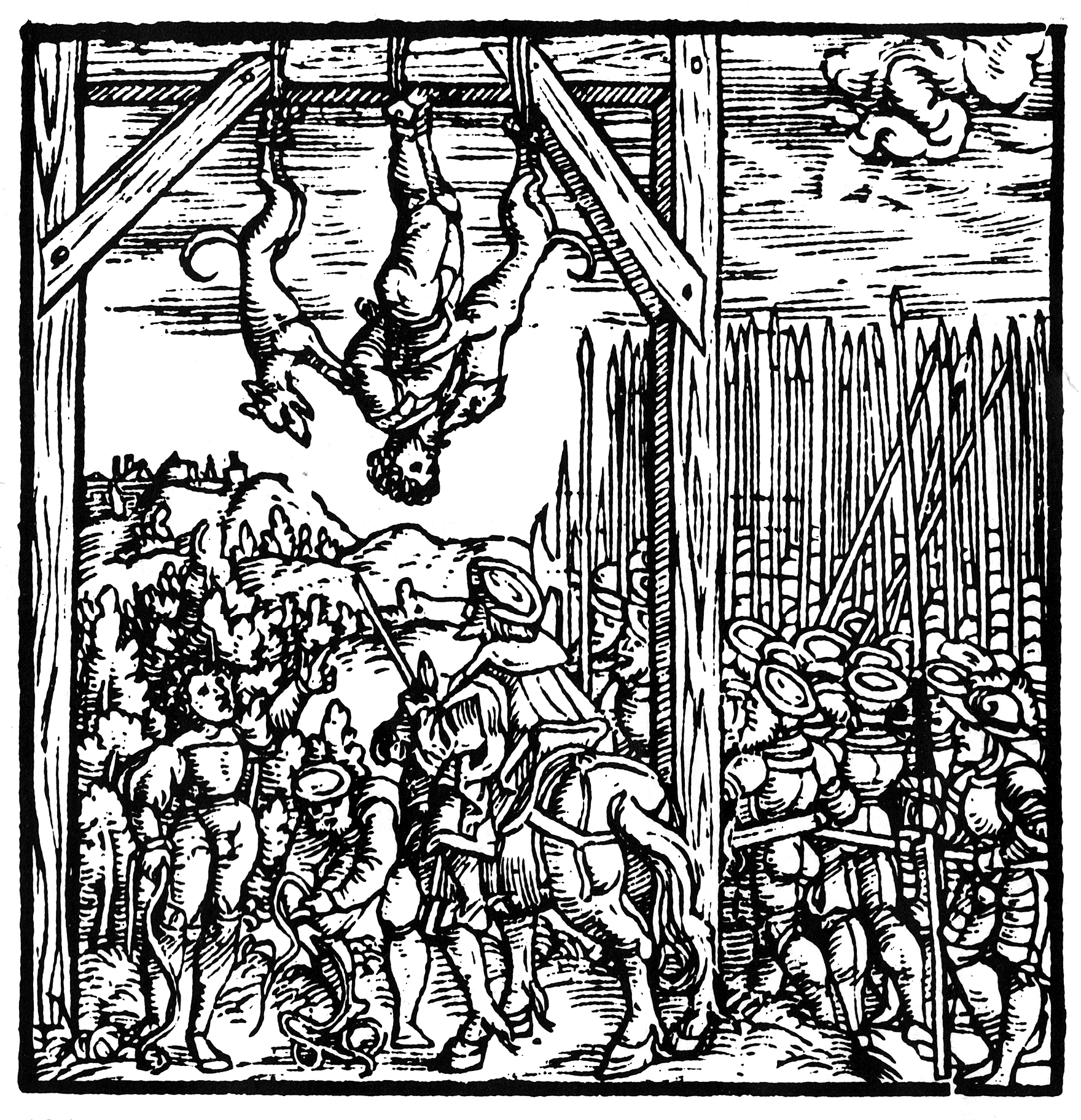
Смертна кара у середньовіччі

Засади офіційного церковного світогляду середньовіччя було закладено на межі IV–V ст. в працях Августина, згодом долученого до образу святих. Він розробив вчення «Про Божественну благодать», згідно з яким церква є посередником між Богом і людьми («єдинорятівна роль церкви»). Тільки церква залучає людей до Бога. Як хранительниця «благодаті Божої», вона може дати людині спокутування гріхів. Згідно з Августином, весь хід історії приречений божественним промислом, тому людина є не в силах його змінити і грішно навіть намагатися це зробити. Треба покірливо приймати як багатство, так і бідність, вони — наслідок першородного гріха Адама і Єви. Цей же гріх спотворив людський розум, відтоді він має шукати собі опертя у вірі. Звідси — постулат: «Crede ut intelligas» («Вір, щоби розуміти»), який проголошував першість віри над розумом.
До кінця античності християнство являло собою розвинену світоглядну систему. Було вироблено «символ віри» — короткий виклад основних догматів християнської церкви. До нього ввійшли догмат про «троїчність Бога», який є єдиний і, разом з тим, складається з трьох осіб — Бога Отця, Бога-Сина і Бога-Духа Святого, догмат про воскресіння Христа і інші.
Перші християнські громади вирізнялися демократизмом, однак досить швидко служителі культу — духовенство, або клір (грец. κλήρος — жереб; спочатку їх обирали по жеребу) перетворюються на сувору ієрархічну організацію. Спочатку найвище становище у клірі посідали єпископи. Римський єпископ став домагатися визнання за ним першості серед всього духівництва християнської церкви. Наприкінці IV - початку V ст. він став іменуватися Папою і поступово набув владу над всіма іншими єпископами Західної Римської імперії. Християнська церква стала іменуватися католицькою, що означає всесвітня.
Вже в останні століття існування Римської імперії християнство з релігії пригноблених перетворюється на державну релігію. Папа оголосив себе «намісником Христа на Землі», на ту ж роль претендував патріарх Константинопольський, у церкві виявилося два організаційні центри. 1054 року Папа римський і патріарх Константинопольський прокляли один одного. У часи загальної релігії церква розкололася на західну — римо-католицьку і східну — православну.
В умовах краху Західної Римської імперії, швидкого утворення і такого ж швидкого розпаду «варварських» королівств, постійного перекроювання кордонів, потім феодальної роздрібненості церква виявилася найорганізованішою силою, своєрідним островом «порядку у безладді». Мабуть, найбільш сталою державою Європи була Папська область — середня Італія, що перейшла в VIII ст. під безпосереднє правління римських пап (і яка існувала до XIX ст.). Саме для обґрунтування права на владу в цій державі було створено легенду про «Костянтиновий дар»: ніби римський імператор Костянтин, переносячи столицю до Візантії, своїм наступником в Римі залишив Папу.

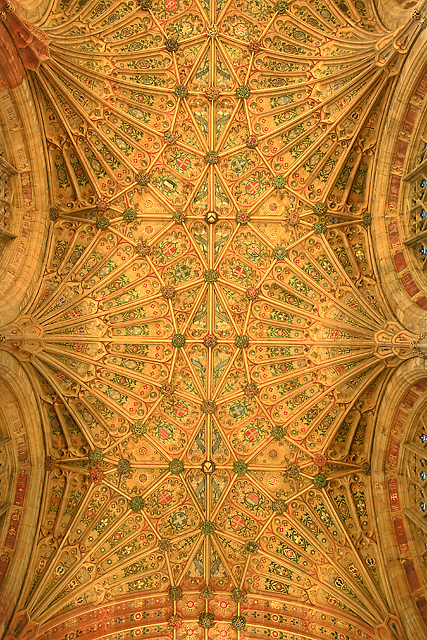
Абатство Шерборн, Англія, готичне склепіння

Політичний вплив папства розповсюджувався на всю Європу. Дуже довго лише папа призначав єпископів до всіх країн. Церква широко використала систему покарань (в тому числі проти правителів): «відлучення», що ставило людину поза церквою, «анафему» — урочисте прилюдне накладення прокляття, «інтердикт» — заборону відправляти культ на цілій території і інші. Обрання Папи з XI ст. стало проходити на особливих зборах кардиналів без найменшої можливості втручання світської влади.
Приблизно третина всіх орних земель Європи належала церкві, всі держави виплачували «десятину» (десяту частину податків, що збираються) на її користь. У католицькій церкві до X ст. встановлюється звичай безшлюбності (целібату) духовенства. Цей звичай тісно зв'язав стани феодалів і духівництва: у сім'ях феодалів старший син звичайно успадковував земельну власність, а другий ставав священником.

### Феномен монастиря в Європі

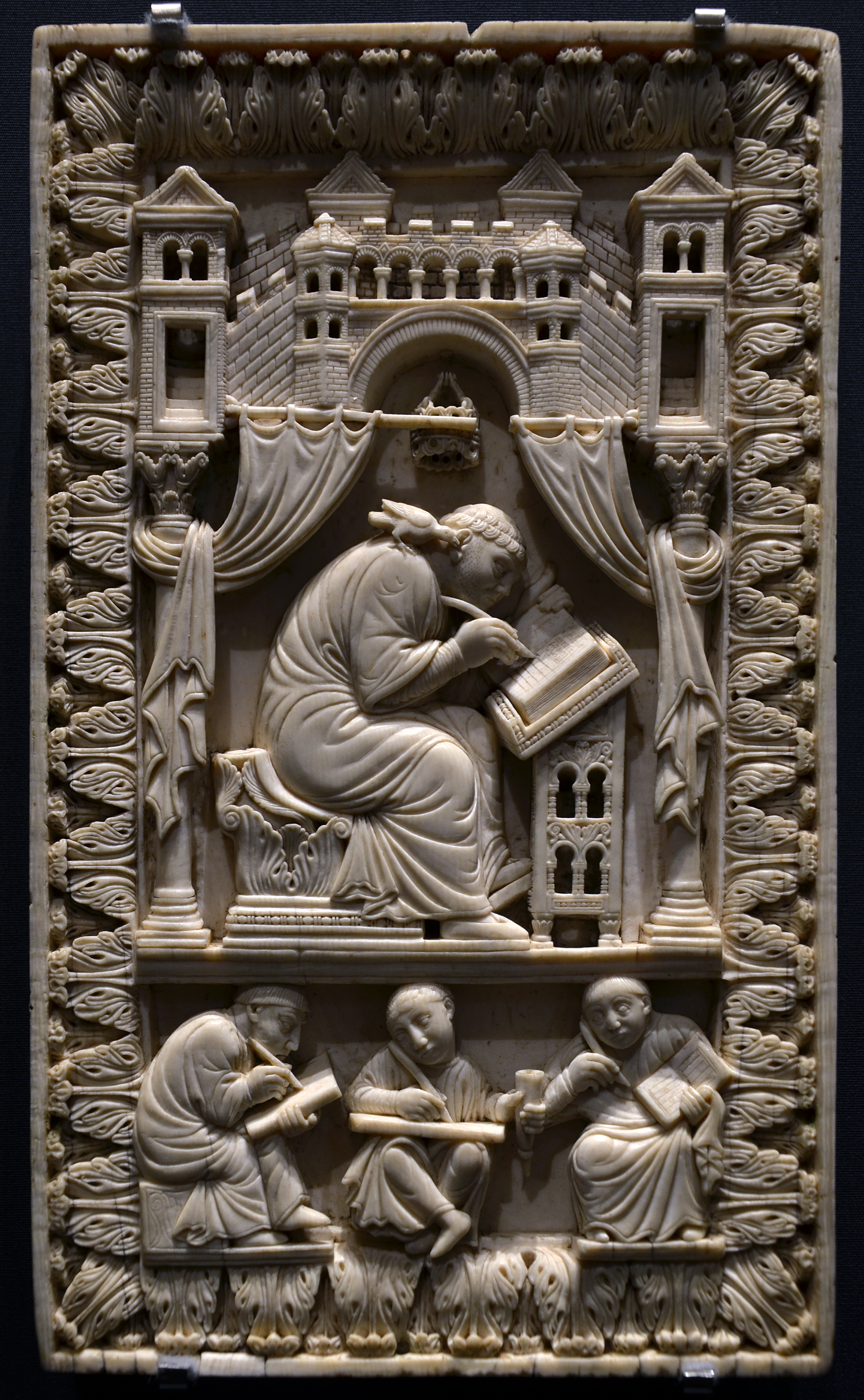
«Святий Григорій із писарями». Рельєф X ст., Лотарингія, слонова кістка. Музей історії мистецтв, Відень.

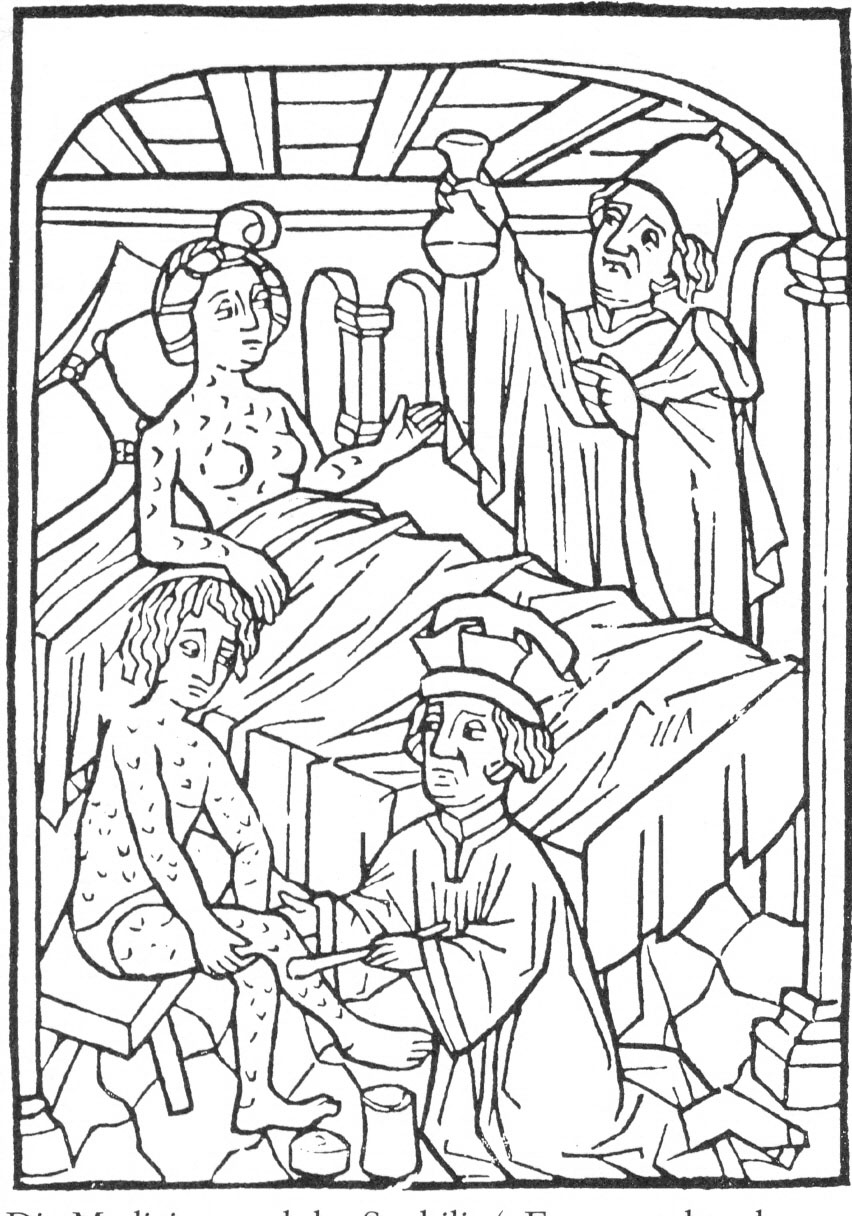
Середньовічна лікарня в монастирі для хворих сифілісом, дереворит 1496 року.

Ініціал латинської літери S у плетеному орнаменті із зооморфними фігурами, 1153 р.

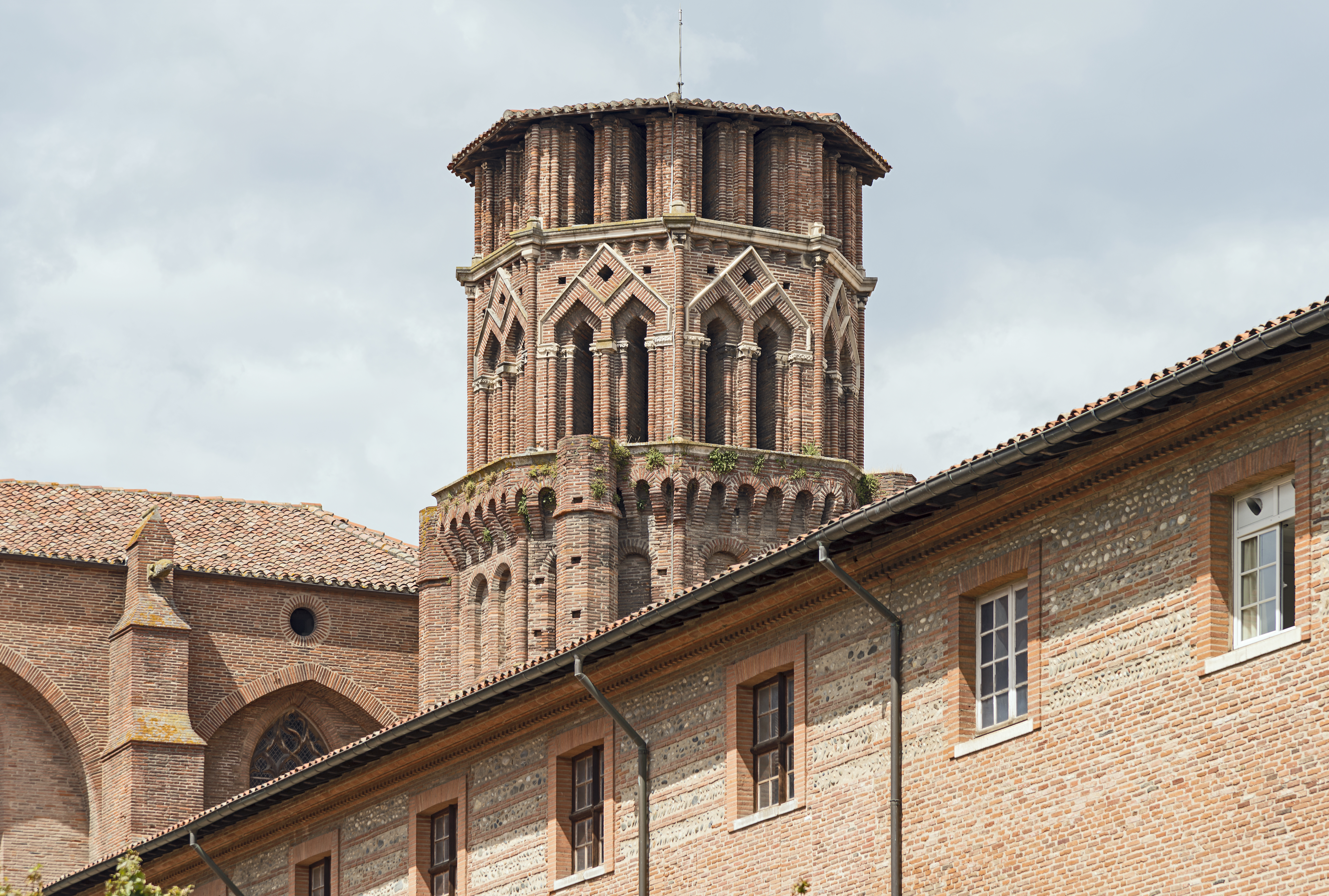
Монастир августинців, місто Тулуза, Франція

Особливе призначення в поширенні впливу церкви мали монастирі. Вони виникли в III столітті в Єгипті і являли собою спочатку поселення відлюдників (від грецького «монах» — відлюдник). Монастирі в Європі стають і великими землевласниками, і центрами багатогалузевих господарств, і укріпленими фортецями, і вогнищами культурного життя. Перший чернечий орден створив Бенедикт Нурсійський в VI столітті. Надалі, орден бенедиктинців об'єднував до двох тисяч монастирів, у XII столітті через низку великих народних повстань, виникає нова течія в чернецтві. Франциск Ассізький в Італії і Домінік в Іспанії майже одночасно виступають з проповіддю бідності, відмови від власності, поваги до простої праці. Головним для священника вони вважали не урочисте богослужіння, а проповідь в мандрівках серед простих людей. Такі погляди знайшли дуже широку підтримку. Рим офіційно визнав францисканців і домініканців — орденами жебручих ченців-проповідників. Треба врахувати ще одну причину впливовості церкви, особливо в ранньому середньовіччі. Це — загальний культурний занепад, виродження античної культури, що настало після V століття. Руйнувалися політичні, культурні зв'язки, більшість населення стала аграрною. Письменність перетворюється на рідкість. На зміну класичній приходить вульгарна (народна) латина. В таких умовах саме церква виступає охоронцем античної культурної спадщини. Священники виявляються найосвіченішими людьми. Адже і серед правителів тоді письменні люди були відносною рідкістю. Наприклад, Карл Великий — творець величезної імперії, герой переказів і легенд — поважав освіту, розмовляв латиною, грецькою, знався на літературі, але не вмів писати. Його біограф розповідає, що імператор возив «на ліжку під подушкою дощечки й листки, щоб у вільний час привчити руку виводити букви. Але мало мав успіху».
При монастирях організовувалися скрипторії — спеціальні майстерні для переписування книг. Рукописні книги виготовлялися з пергаменту — особливим способом обробленої телячої або овечої шкіри. Для виготовлення однієї Біблії великого формату було потрібно 300 овечих шкір, на її виконання йшло 2–3 роки. Коштували такі книги, природно, неймовірно дорого. При монастирях звичайно організовувалися бібліотеки. Крім Біблії, переписувалися книги християнських богословів, життєписи святих, вцілілі античні твори (без такого переписування до нас ці твори просто не дійшли б). Тут складаються хроніки — описи подій по роках.
Школи протягом раннього середньовіччя відкривалися лише при церквах і монастирях. Поступово складається шкільна програма. Вона не мінялася потім віками. До неї входили «сім вільних мистецтв»: три ввідні дисципліни — «тривіум» — граматика, риторика (опанування красномовством), діалектика (опанування правильним красномовством, тобто формальна логіка); чотири дисципліни вищого циклу — «квадріум» — арифметика, геометрія, астрономія, музика.

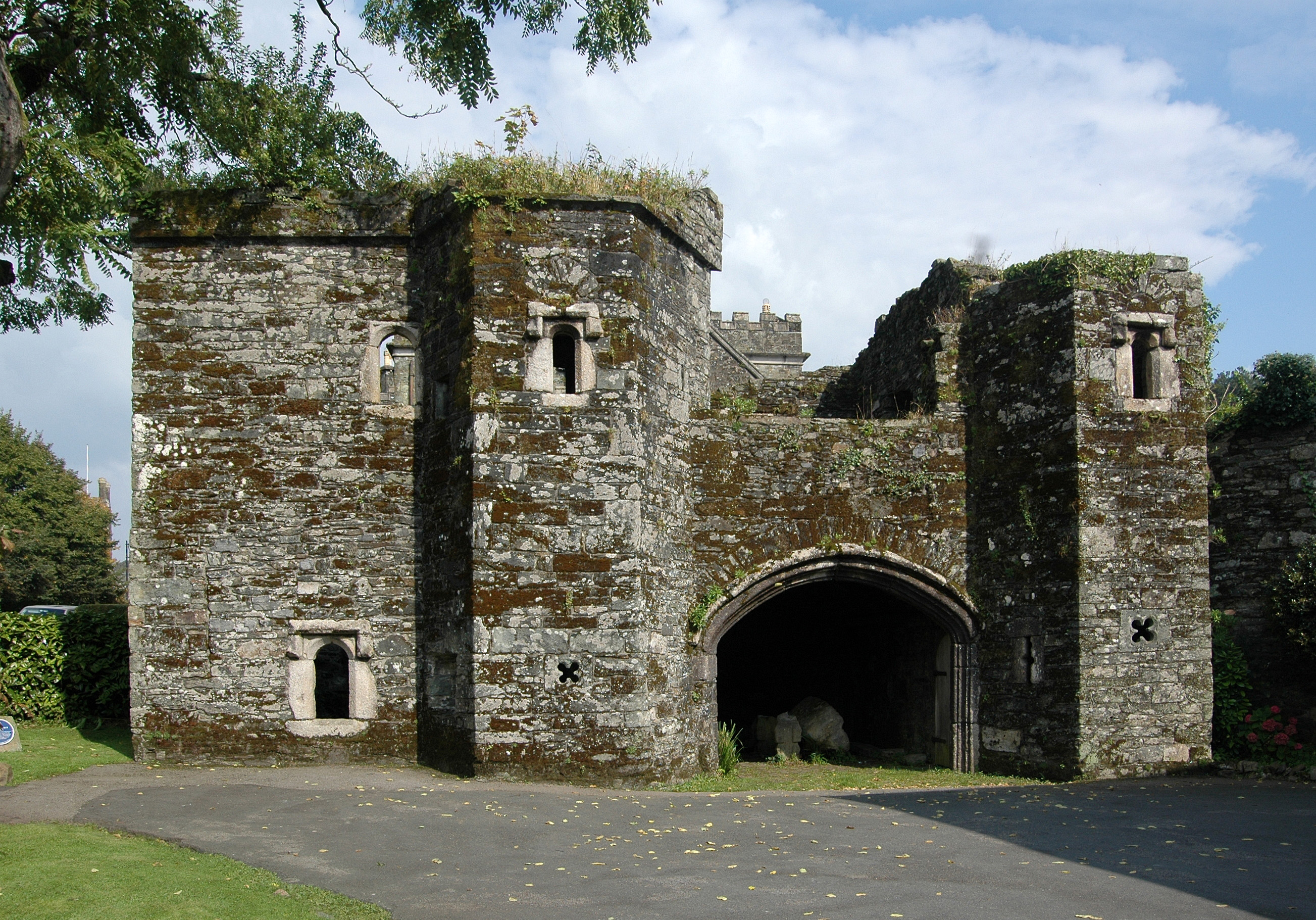
Абатство Тевісток бенедиктинців, Девон, Англія. Західна брама.
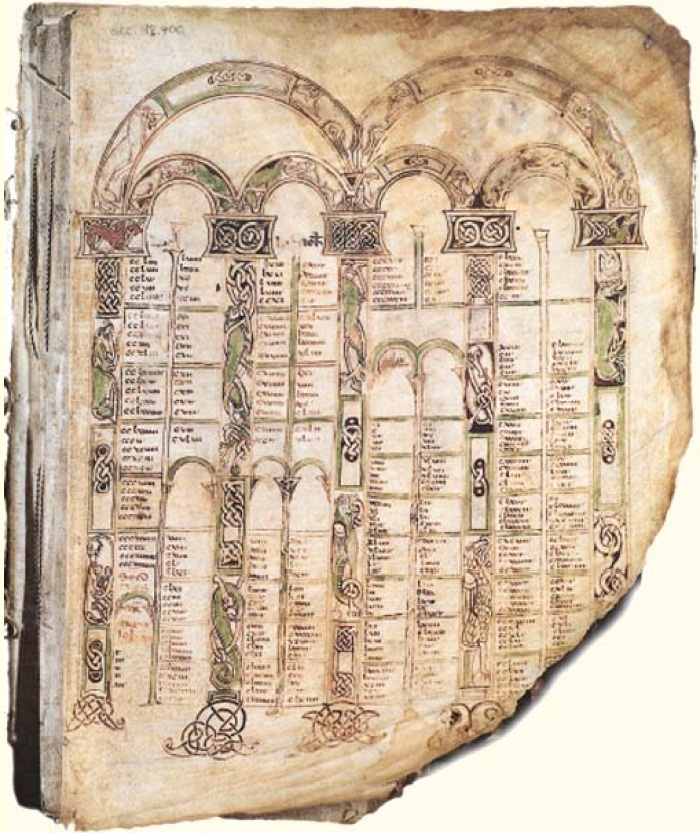
Тестаментум, пергамент-аркуш VIII ст. Варшава, Нац. бібліотека.
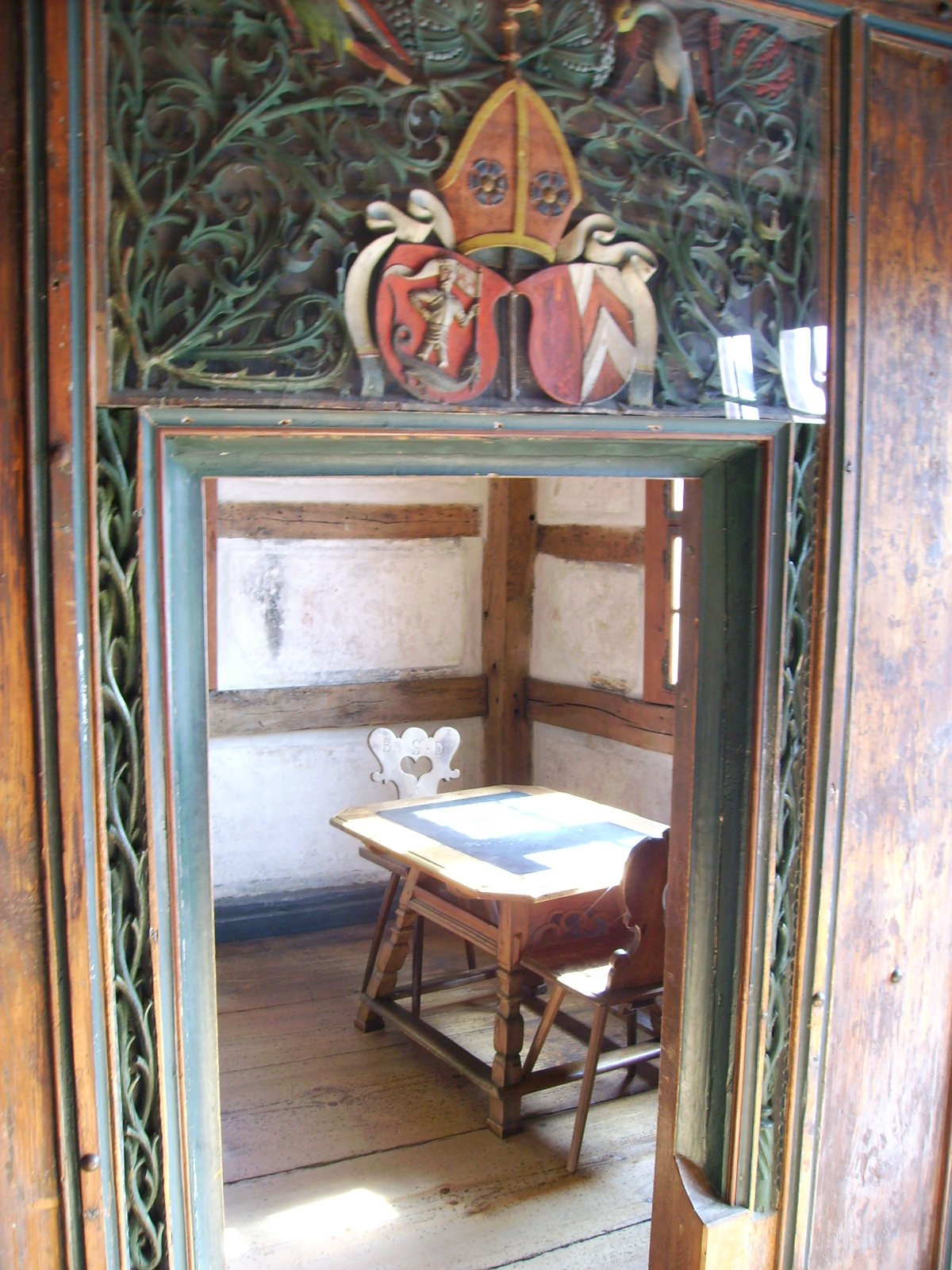
Келія, монастир Св. Георгія, Штайн на Рейні. Швейцарія
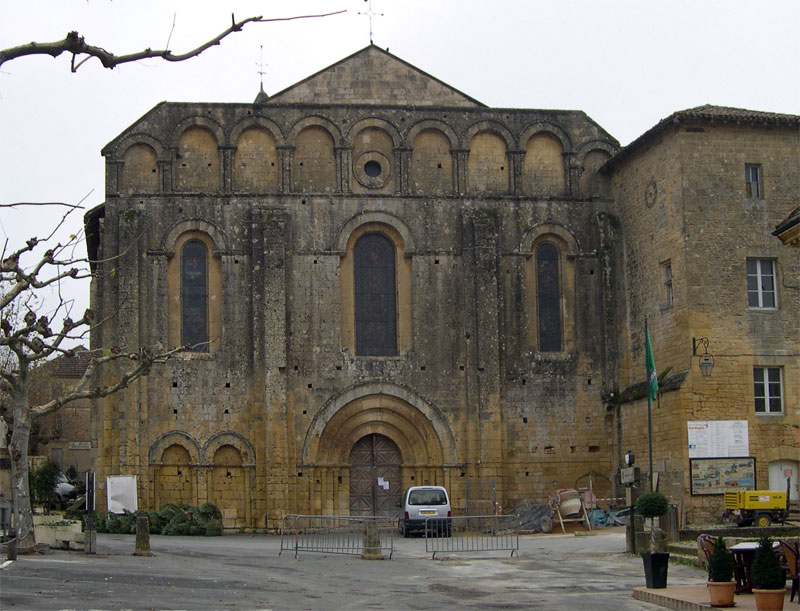
Абатство Кодон, XII ст, Дордонь. Франція

## Лицарська культура

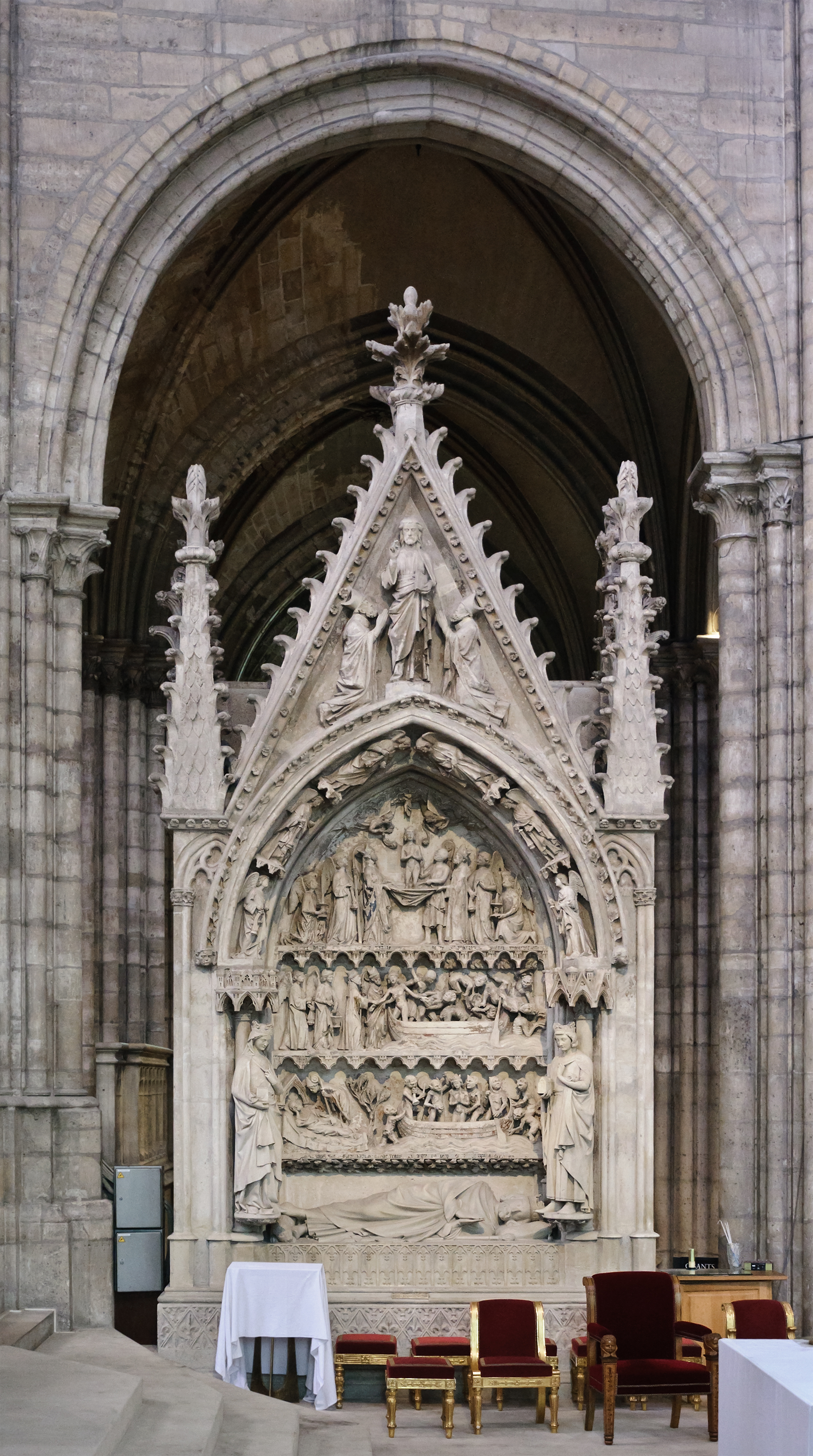
Надгробок Дагобера І. Абатство Сен Дені.

Сам образ середньовіччя часто поєднується з фігурою лицаря в латах. Лицарі — професійні воїни — являли собою корпорацію, членів якої об'єднували: спосіб життя, етичні цінності, особові ідеали. Лицарська культура виникає в феодальному середовищі. Сам стан феодалів був неоднорідним. Нечисленну знать феодального класу, утворювали найбільші землевласники — носії гучних титулів. Ці найбільш родовиті і благородні лицарі були на чолі своїх дружин, часом справжніх армій. Лицарі рангом нижче служили в цих дружинах з власними загонами, які з'являлись на перший поклик пана. На нижніх рівнях лицарського підпорядкування стояли безземельні лицарі, все надбання яких перебувало у військовому виторзі та зброї. Багато з них мандрували, примикаючи до загонів тих або інших ватажків, стаючи найманцями, а нерідко і просто грабували.

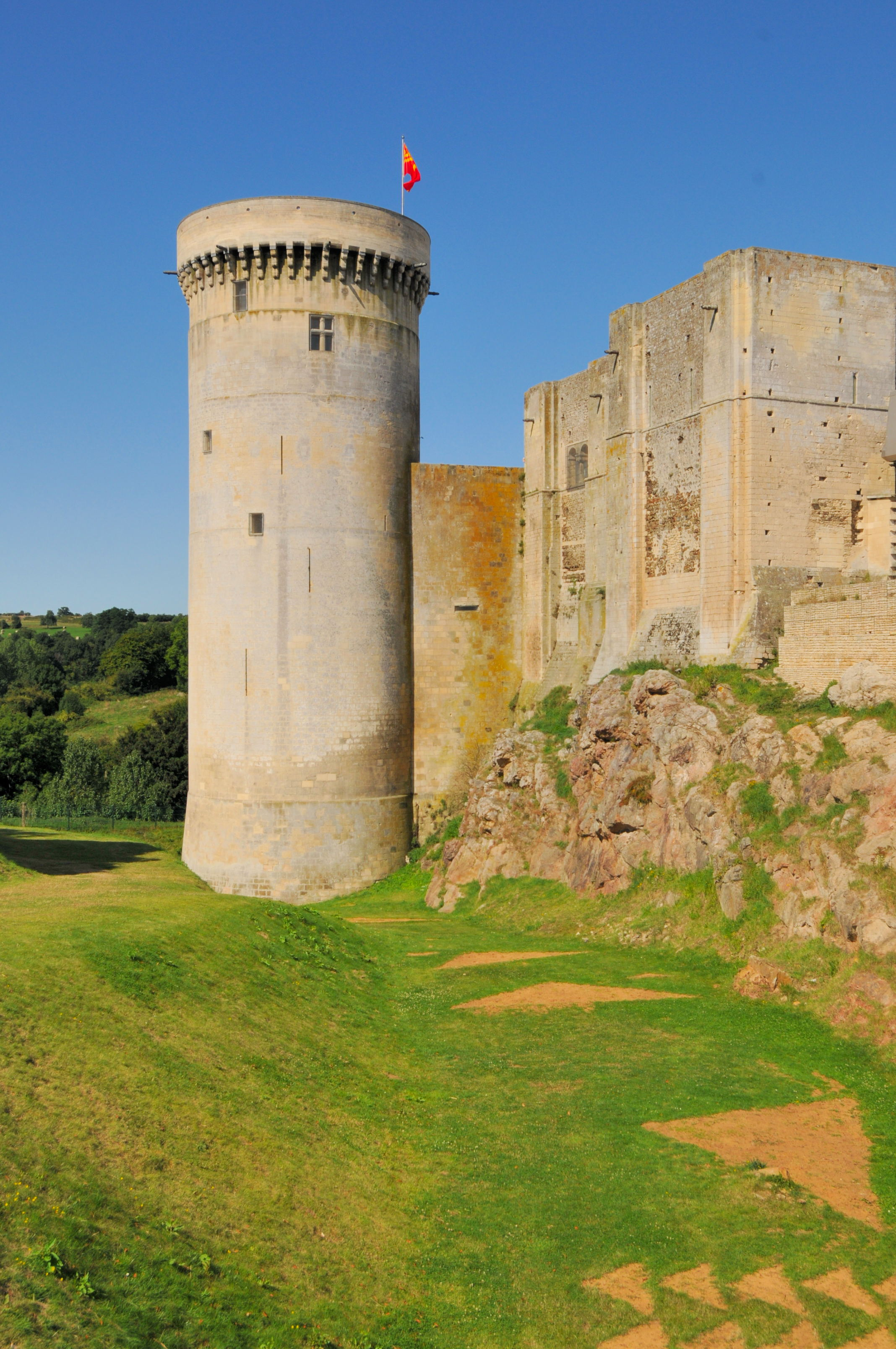
Замок Фалез, Нижня Нормандія

Військова справа була прерогативою феодалів і вони робили все, щоб якнайбільше не допустити участі в битвах «грубих мужиків». Часто заборонялося носіння зброї і верхова їзда «базарним торговцям, селянам, ремісникам і чиновникам». Бували випадки, коли лицарі відмовлялися брати участь у битвах разом з простолюдинами і взагалі з піхотою.

Згідно з поширеними в лицарському середовищі уявленнями, справжній лицар повинен був походити з хорошого роду. Шанобливий лицар посилався для підтвердження свого шляхетного походження на гіллясте генеалогічне дерево, мав родовий герб і родовий девіз. Належність до стану передавалася у спадок, в окремих випадках у лицарі посвячували за виняткові військові звитяги. Суворість правил стала порушуватися в ході розвитку міст — цей привілей стали все частіше купувати.

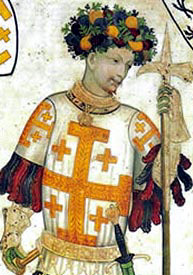
Жак Іверні. Фрагмент фрески «Дев'ять героїв і дев'ять уславлених жінок минулого», до 1420 р., замок Манта, південний П'ємонт, Італія.

У різних країнах існували схожі системи виховання лицарів. Хлопчика вчили верховій їзді, володінню зброєю — насамперед мечем і списом, а також боротьбі і плаванню. Він ставав пажем, потім зброєносцем при лицарі. Лише після цього юнак відзначався честю пройти через обряд посвячення в лицарі. Існувала і спеціальна література, присвячена лицарським «мистецтвам». Майбутнього лицаря навчали, крім іншого, і способам полювання. Воно вважалося другим після війни заняттям, гідним лицаря.
У лицарів вироблявся особливий тип психології. Зразковий лицар повинен бути гідним цього звання. Він мав бути гарним і привабливим. Тому спеціальна увага приділялася поставі, одягу, прикрасам. Лати й кінська упряж, особливо парадні, були справжніми витворами мистецтва. Від лицаря вимагалась фізична сила, інакше він просто не зміг би носити лати, що важили до 30 кг. Лати починають втрачати свою роль тільки з винаходом вогнепальної зброї.
Від лицаря очікувалося, що він буде постійно піклуватися про свою славу. Власну доблесть треба було весь час підтверджувати, і багато які лицарі знаходилися в постійному пошуку можливостей для цього. «Коли тут війна, я тут залишуся», — говорить лицар в одній з балад поетеси Марії Французької
. Нічого незвичайного не було в тому, щоби помірятися силою з незнайомим суперником, якщо той хоч чим-небудь викликав незадоволення. Організовувалися спеціальні лицарські турніри. У XI–XIII ст. виробилися правила лицарських поєдинків. Так, їх учасники повинні були користуватися однаковою зброєю. Здебільшого спочатку суперники мчали один на одного зі списом напереваги. Якщо списи ламалися, бралися за меч, потім за булаву. Турнірна зброя була тупою, і лицарі прагнули лише вибити суперника з сідла. Під час проведення турніру після численних особистих поєдинків, які могли продовжуватися декілька днів, влаштовували головне змагання — удавану битву двох загонів. Лицарські поєдинки стали складовою частиною битв в нескінченних феодальних війнах. Такий поєдинок відбувався перед боєм, єдиноборство завершувалося смертю одного з лицарів. Якщо поєдинок не проводився, то вважалося, що бій почато «не за правилами».
Серед лицарства була розвинена станова солідарність. Історія знає чимало прикладів істинно лицарської поведінки. Під час війни між франками і сарацинами один з найкращих лицарів Карла Великого на ім'я Ож'є зголосився на поєдинок з лицарем сарацин. Коли ж Ож'є хитрістю взяли в полон, його противник, не схвалюючи такої поведінки, сам здався франкам, щоби ті могли обміняти на нього Ож'є. Під час однієї з битв у ході хрестових походів Річард Левове Серце опинився без коня. Його суперник Сайф-ад-Дин послав йому двох бойових коней. Цього ж року Річард звів сина свого суперника у лицарську гідність.
Вищим виявом лицарської войовничості, брутального прагнення феодалів до захоплення нових земель, підтриманого католицькою церквою, стали хрестові походи на Схід під прапором захисту християн і християнських святинь від мусульман. У 1096 р. відбувся перший з них, а в 1270 р. — останній. У їх ході виникають особливі військово-релігійні організації — лицарські ордени. У 1113 р. був заснований орден йоанітів або госпітальєрів (їхньою першою резиденцією був будинок-шпиталь св. Йоанна). В Єрусалимі, поблизу храму був центр ордену тамплієрів, або храмовників. Керував орденом великий магістр, що підкорявся особисто Папі римському. Вступаючи в орден, лицар давав обітниці цнотливості та слухняності. Вони носили чернечі плащі (у госпітальєрів — червоний з білим хрестом, у храмовників — білий з червоним) понад лицарські лати. У агресії проти слов'янських народів головну[джерело?] роль грав Тевтонський орден.
1204 року, під час Четвертого хрестового походу, що мав за мету підпорядкування православної церкви Риму та знищення патріархату у Константинополі, лицарі хрестоносці зруйнували та пограбували столицю Візантійської імперії.
Лицарський кодекс знайшов відбиття в лицарській літературі. Її вершиною вважається світська лірична поезія трубадурів народною мовою, що виникла на півдні Франції (Лангедок). Вони створюють культ Прекрасної Пані, служачи якій лицар повинен слідувати правилам «куртуазії». «Куртуазія», крім військової доблесті, вимагала уміння поводитися в суспільстві, підтримувати розмову, співати. Був розроблений особливий ритуал залицяння до пані. Навіть у любовній ліриці, в описі почуттів лицаря до пані перш за все використовується визначальна станова термінологія: присяга, служіння, дарування, сеньйор, васал.
По всій Європі розвивається і жанр лицарського роману. Для його сюжету були обов'язкові взірцева «лицарська» любов, військові подвиги в ім'я особистої слави, небезпечні пригоди. Романи широко змальовували побут і вдачі свого часу. Водночас у них вже помітна цікавість до окремої людської особи. Найпоширеніші сюжети — про лицарів «Круглого столу», про легендарного короля бритів Артура, про лицаря Ланселота, про Трістана та Ізольду. Багато в чому завдяки літературі, в нашій свідомості досі живе романтичний образ шляхетного середньовічного лицаря.

## Народна селянська культура та культура міст

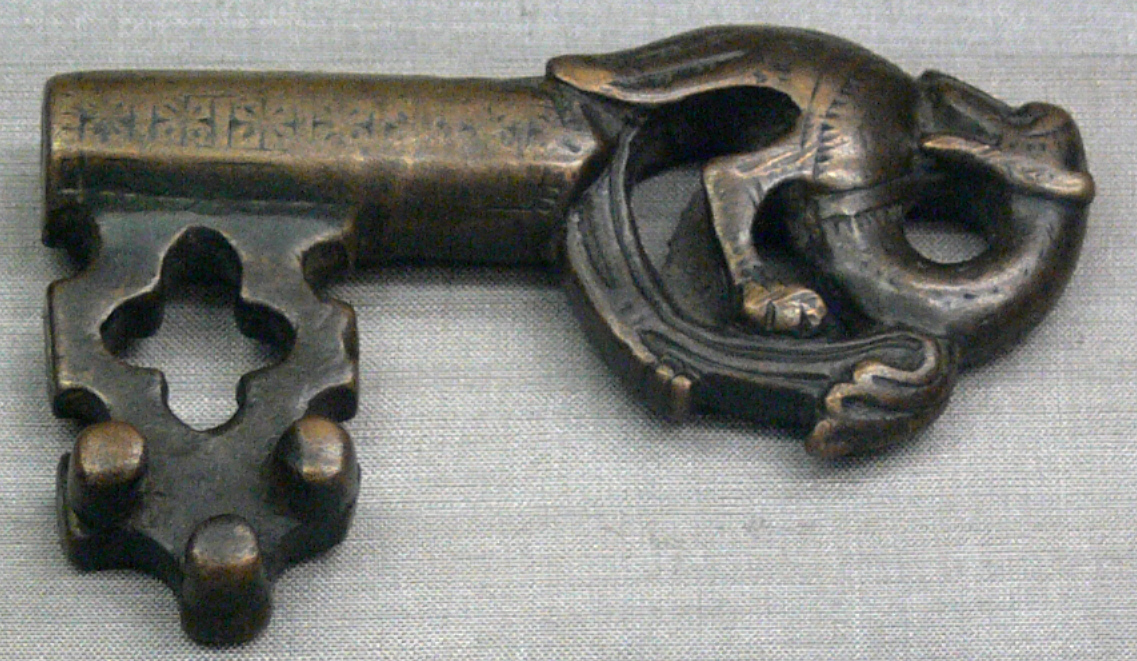
Металевий ключ, Музей, Берлін.

Більшість населення середньовічної Європи складали селяни. Як співвідносилися між собою церковна, лицарська культура і культура народної маси? Водночас руками останніх створюються і прикрашаються феодальні замки, храми і монастирі. Ще з варварських часів зберігаються і розвиваються народні усні епічні твори — «Пісня про Нібелунґів», «Пісня про Роланда» — але записують і обробляють їх вже освічені люди. Серед селян, особливо зі встановленням кріпосного гноблення, постійно ж аккультуру феодалів буквально пронизує презирство до гнобителів — землевласників, й одночасно поважається фігура лицаря — захисника християнства. У народному середовищі відбувається утворення національних мов, згодом вони витісняють латину з професійної літератури. Середньовіччя є багатим на подібні суперечності.

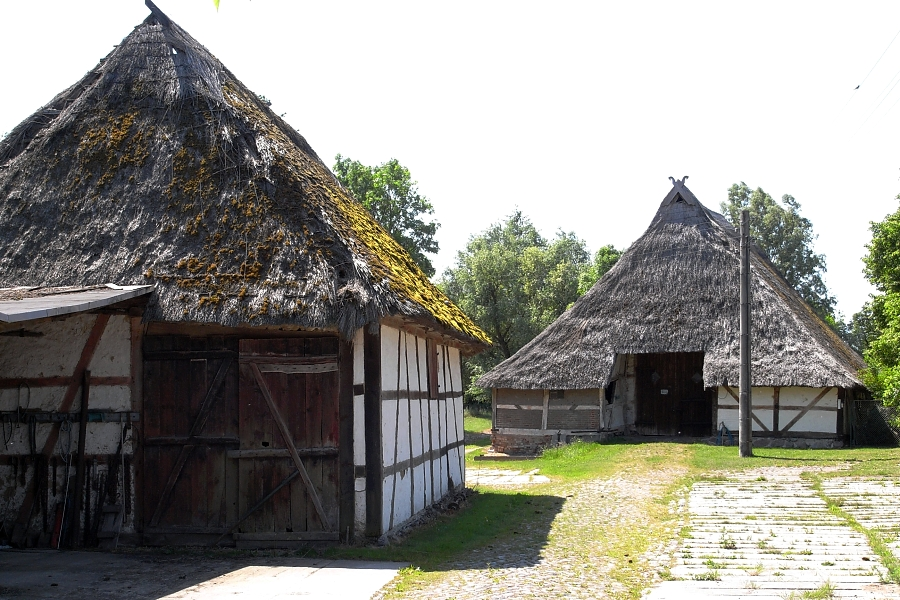
Фахверкові будинки, Німеччина

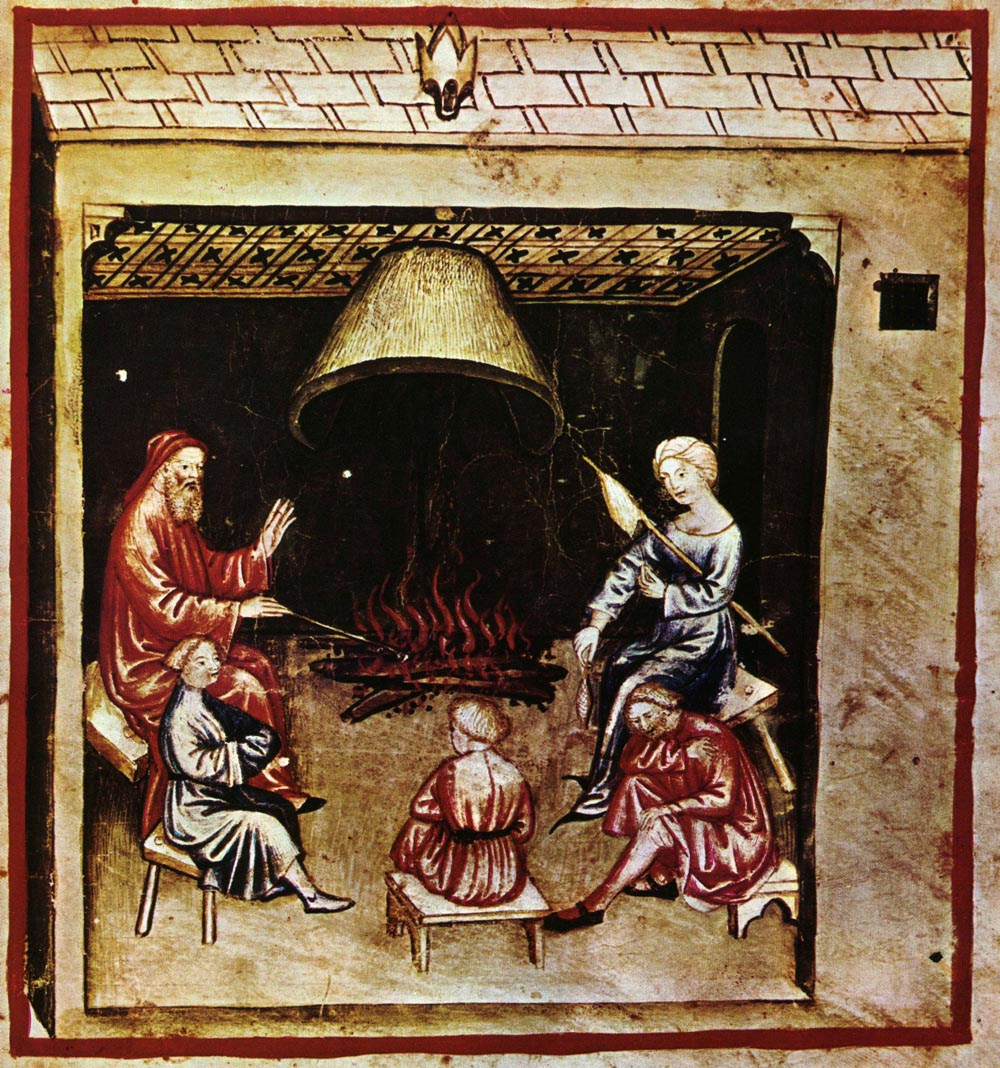
Родина біля каміна, XIV століття

Мініатюра з жінкою, що викладає ошелешеним католицьким ченцям геометрію Евкліда, XIV ст.

Селянське світосприйняття, безумовно, формувалося на основі християнського світогляду, але при цьому релігійні почуття простих людей значно відрізнялися від канонів офіційного богослов'я. Особливе співчуття викликали страждання Христа, в них бачили відгомони власної долі. Шановним стає образ Богоматері, її вважали захисницею і заступницею. Навіть невдоволення селян своїм станом, боротьба проти гноблення осмислювалася в християнських образах. Виникали так звані «народні єресі» (єресь — релігійне вчення, що відхиляється від офіційного, церковного). Проти таких рухів церква боролася жорстоко і наполегливо. Одним із знарядь боротьби стає інквізиція. Виникнувши в XII ст. як форма церковного суду, вона перетворилася у великий церковний заклад і була підпорядкована особисто Папі римському.
Народна селянська культура стала одним з найважливіших джерел прогресу середньовічної культури, що почався в XI ст. і що виразився в формуванні міської культури. У XI ст. в Західній Європі відбувається швидке зростання міст. Їх населення складалося з найрішучіших та найбунтівніших елементів суспільства: в міста бігли кріпаки — «повітря міста робило вільним», змінювали спосіб життя деякі феодали, особливо збіднілі. Нові види діяльності — торгівля, ремесло — вимагали активності, обачності, породжували раціоналістичний підхід до життя. Містяни об'єднувалися в комуни, що мали органи самоврядування. Вони і очолювали боротьбу за звільнення від феодала або монастиря, на землях яких стояло місто. Ця боротьба зажадала героїчних зусиль і зайняла чималий історичний термін, але увінчалася в результаті успіхом. Міста стали опорою королівської влади в ході утворення централізованих національних держав (за винятком Італії, де переважали міста-держави).
Важливим елементом піднесення культури в XI–XIII ст. було розширення освіти, почався вихід її за межі суто богослов'я. Організація міського життя диктувала потребу в письменних людях. Збільшується кількість шкіл, з'являються міські, єпископальні, а також приватні школи. Поступово виникає їх спеціалізація. Наприклад, у Болоньї були юридичні школи, в місті Салерно — медичні, визнаним центром філософії вважався Париж.
Якісно новий етап в розвитку системи освіти — виникнення вищих навчальних закладів. У XII–XIII ст. виникають університети (від латинського «універсум»- загальність, сукупність). Багато в чому типовою є організація Паризького університету. Він отримав королівську грамоту в 1200 р. До його складу входили викладачі, учні, а також книготорговці, посильні, аптекарі, навіть шинкарі. Викладачі об'єднувалися в особливі організації — факультети (від латинського «здатність», здатність викладати який-небудь предмет). У Паризькому університеті їх було чотири: один «молодший», на якому навчали читання, письма і вивчали «сім вільних мистецтв», і три «старших» — медичний, юридичний і богословський. Викладачі обирали голову факультету — декана (від латинського — десятник). Учні — студенти (від латинського «студере» — старанно займатися) — слухали і записували лекції, брали участь у диспутах. До XV ст. в Європі було вже 60 університетів.
Пожвавлення інтелектуального життя в XI–XIII ст. виявилося в розгортанні філософських суперечок. Хоч панівною була теза «філософія — служниця богослов'я», але треба враховувати, що для людей тієї епохи вона несла інше значення, ніж для нас. Адже тільки в Богові бачили вище значення всього земного. У порівнянні з багатовіковою практичною відсутністю філософської думки це був безумовний крок уперед. Середньовічна філософія отримала узагальнене позначення — схоластика (від латинського «школа»). У схоластиці складаються і борються декілька напрямів. Однією з перших була дискусія про універсалії між номіналістами й реалістами. Номіналісти вважали, що насправді існують лише одиничні речі, доступні відчуттям, а загальні поняття — «універсалії» — тільки їх позначення, імена (лат. nomina), «знаки мови». Реалісти відстоювали зворотне.
Найвизначнішим представником офіційної церковної схоластики був Тома Аквінський (1225—1274). Він істотно розвинув католицьке богослов'я, виробив загальні принципи його ставлення до природи і суспільства, що фактично збереглися донині. Він, зокрема, активно використовував спадщину Арістотеля. Вчення Томи Аквінського охопило буквально всі сторони життя. Висловлював він і економічні ідеї, наприклад про «розумну ціну», яка повинна відповідати кількості затраченої праці.
Все частіше звучали «вільні думки»; щоб їх відстоювати, була потрібна велика особиста мужність. Тезі Августина, що панувала віками, «вірую, щоб розуміти», П'єр Абеляр (1079—1142) протиставив тезу «розумію, щоб вірити», стверджуючи пріоритет розуму. Його вчення було оголошене єрессю. Професор Оксфордського університету, францисканський чернець Роджер Бекон (1214 — 11 червня 1294) відстоював важливість досвіду в отриманні знань: «уміння провадити досліди стоїть вище за всі знання та мистецтва». За звинуваченнями в чаклунстві та спілкуванні з дияволом він був підданий церковному суду і провів в ув'язненні 14 років.
З літературних жанрів з міською культурою пов'язаний розквіт латиномовної літератури. Її яскраве явище — лірика вагантів (так називали бідних бурлак — студентів, школярів), вона відрізнялась вільнодумством, насолодами життя, презирством до всіляких, в тому числі церковних, авторитетів. Популярними були твори сатиричних жанрів народними мовами.

## Світські свята середньовіччя і культурні впливи

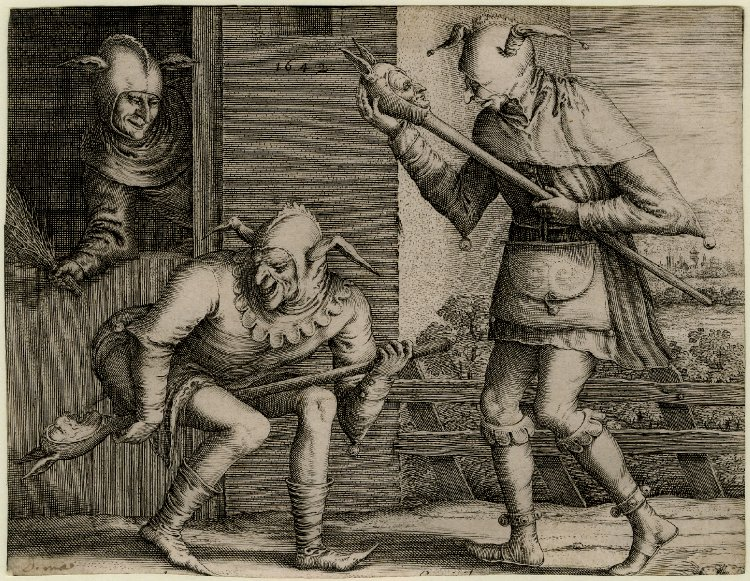
Три блазні карнавалу, гравюра 1542 р.

Середньовіччя — це не тільки молитви, будівництво соборів чи хрестові походи. Це також світські, нецерковні свята. Межі світу в уявленні людей середньовіччя потроху розширяли паломники до святих місць (паломництво до гробниці Якова Компостельського, паломництва в Палестину), купці, дипломати, шпигуни, що побували в дальніх країнах (Марко Поло, Афанасій Нікітін, посли папи римського, серед яких і Вільгельм де Рубрук), бригади мандрівних будівельників, ремісників.
Найпривабливішою країною середньовіччя для європейців довгий час залишалась Візантійська імперія. Географічне розташування на перехресті торговельних шляхів, на перехресті ідей, Сходу і Заходу, барвиста власна культура робили її поза конкуренцією впродовж одного тисячоліття. Копії зразків візантійської архітектури з'явилися в різних кутах середньовічної Європи (каплиця в Фульді й каплиця в Аахені, Німеччина, собор в Чефалі, Сицилія, собор Св. Софії в Києві). Відомі константинопольські мозаїсти створюють коштовні мозаїки як в самій Греції (монастир Дафні), так і в Італії (церква Марторана в Палермо, церква Сан Віталє, місто Равенна, в далекій Руси-Україні). Слава ремісників-мозаїстів з Візантії була такою великою, що їх запросили на працю навіть в осередок мусульманства в тогочасній Західній Європі — в мусульманську Іспанію (мозаїчні твори в соборній мечеті Кордови).
А на константинопольському іподромі виступали тогочасні актори з усіх усюд — акробати з Єгипту, маги з Індії, танцюристи з країн Скандинавії у звірячих шкірах.

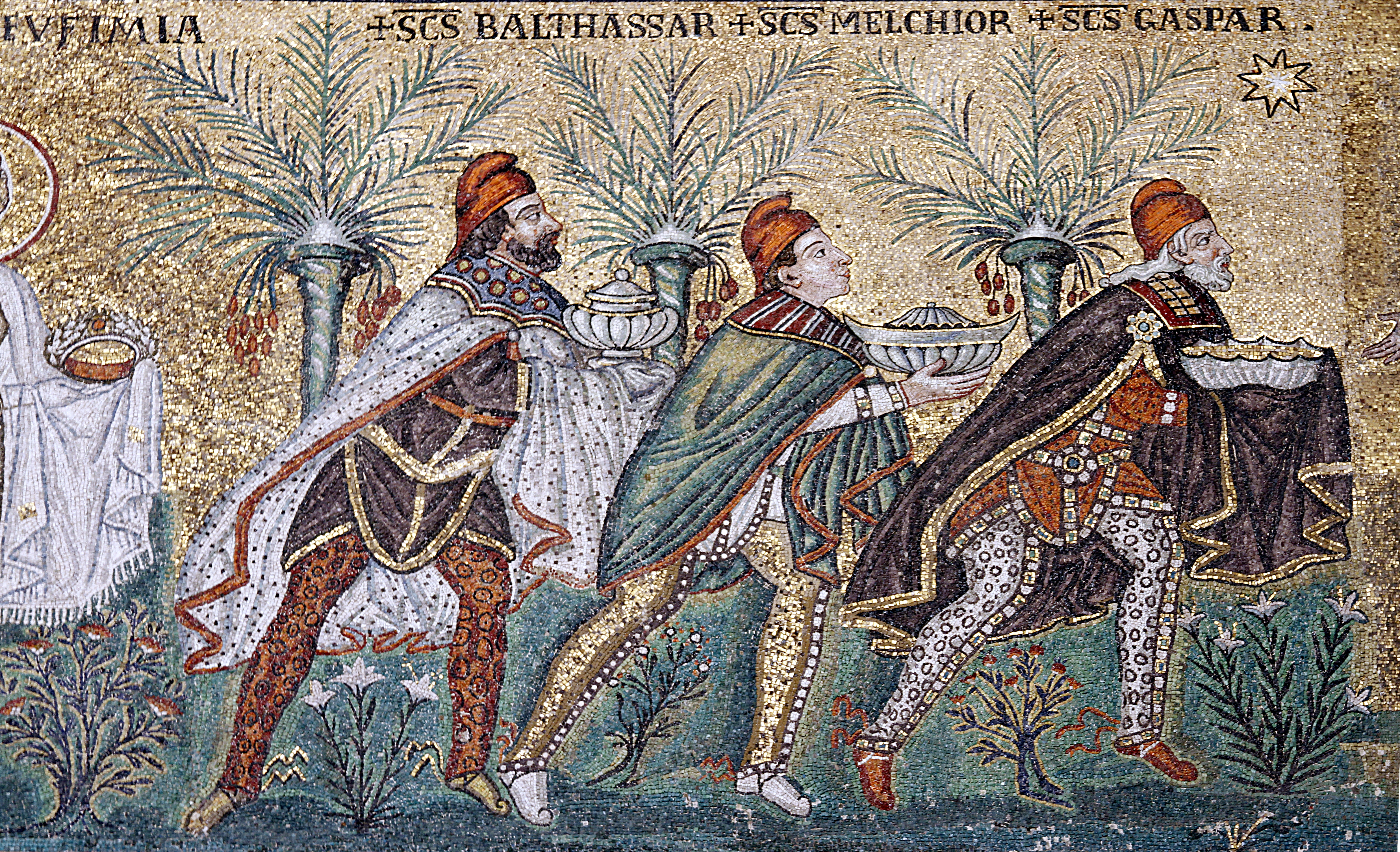
Три волхви, мозаїка в Сант Аполлінаре Нуово, Равенна
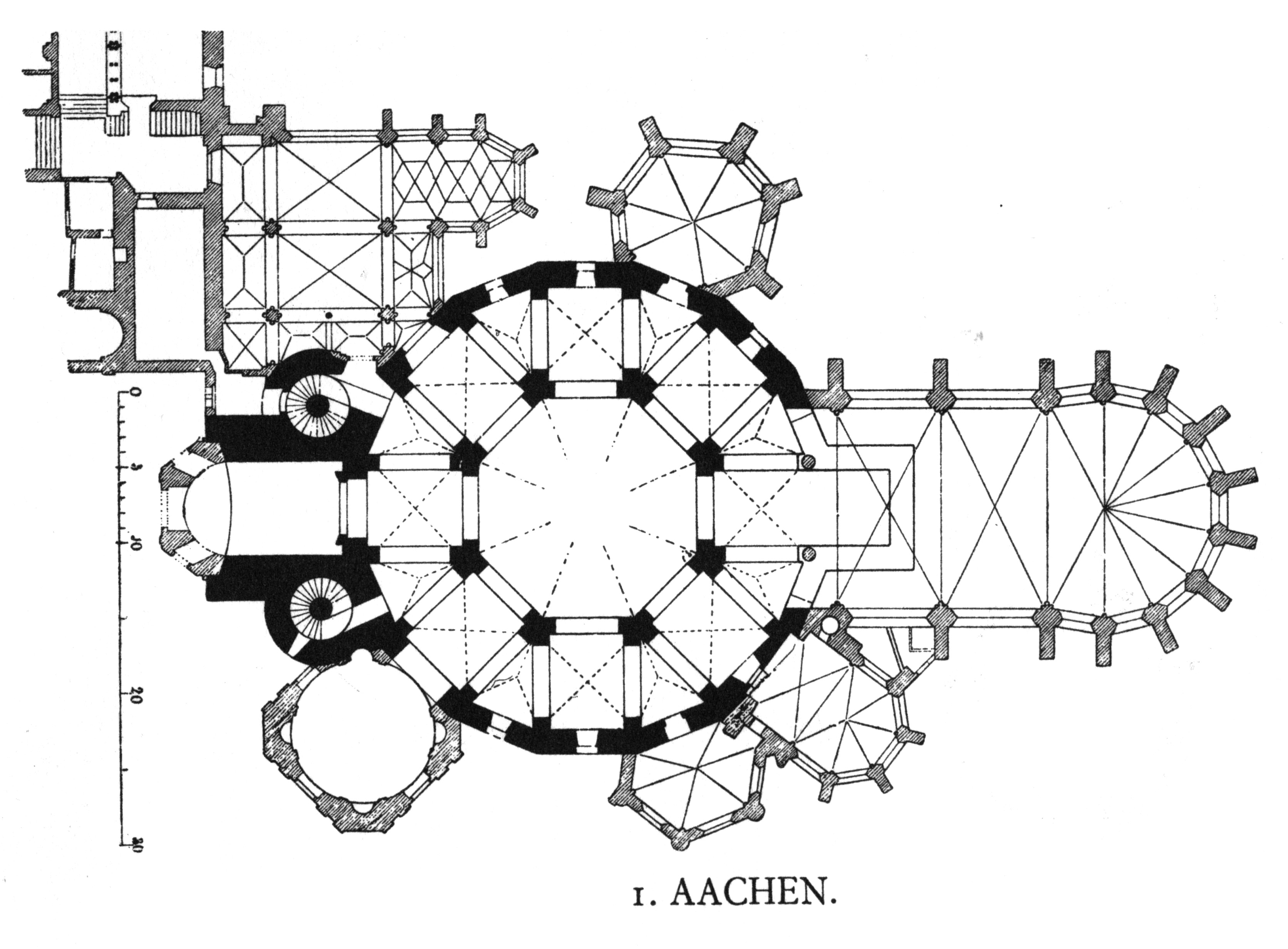
Ахен. План копія-каплиці з Равенни в Німеччині, з пізніми готичними добудовами
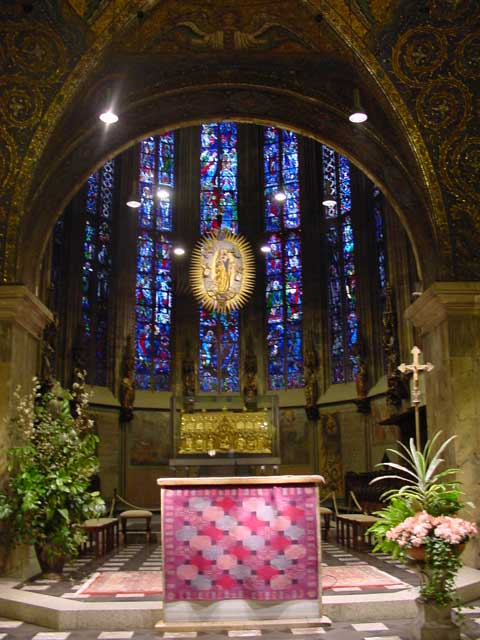
Катедрал в Ахені, вівтар.
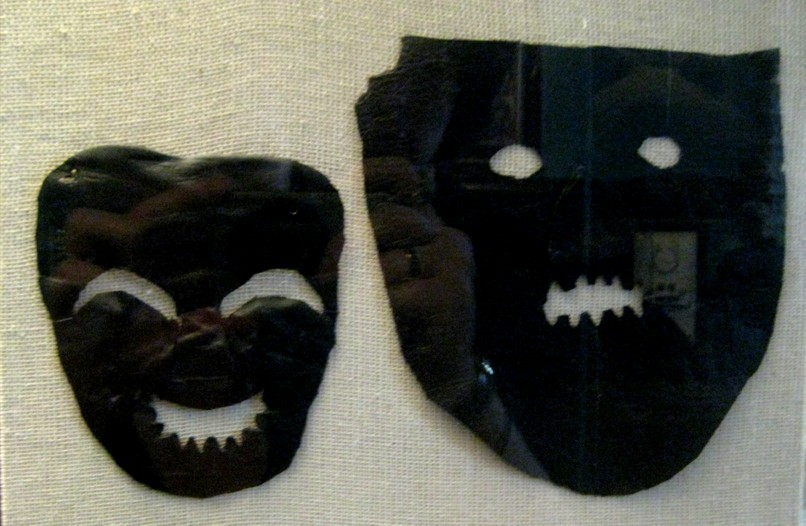
Шкіряні маски скоморохів, знайдені в Великому Новгороді, 12-13 ст, Державний історичний музей, Москва.

В Північній Італії поблизу міста Тревізо вигадали нову забаву. Вибудували невеликий іграшковий замок. Його захищали дівчата. Захопити замок намагались молоді парубки, кидаючи в дівчат — фіалки, лілеї, троянди, інколи фрукти. Аби підкорити серця захисниць, жбурляли навіть кошики з квітами. Потім ця гра перейшла в літературу, пісні, стала відома під назвою «Штурм замку Кохання». Веселе завоювання замку, який захищали дівчата, стало сюжетом для рельєфів на слоновій кістці, що прикрасили ножі, скриньки (скринька з Парижу XIV ст., Метрополітен-музей, Нью-Йорк, фрагмент рельєфу — у Великому Новгороді, Росія).

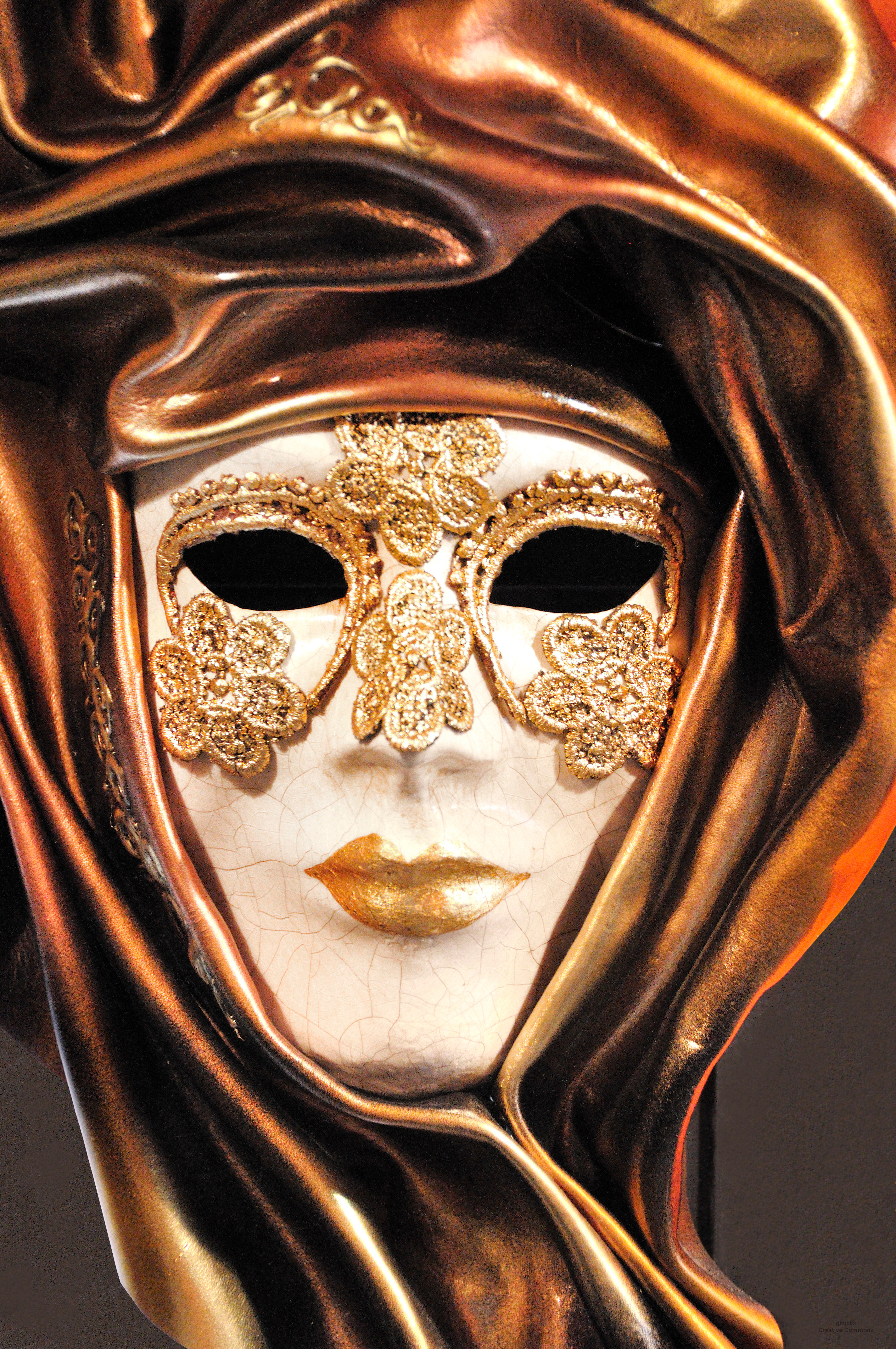
Карнавальна маска

Стихія язичницького свята врожаю та шанування бога врожаю Сатурна перейшло в венеційський карнавал. Дослідники сперечаються, коли саме відбувся перший карнавал. Називають різні дати — 988 рік, коли венеційським воякам вдалося визволити з полону у піратів своїх наречених, наче тоді і відбувся перший карнавал. Інші ведуть походження карнавалу з 1094 р., коли венеційці святкували вдалу угоду з Візантією, що дозволила венеційцям зі значними пільгами торгувати в імперії.
Навіть могутня католицька церква не змогла за століття зробити карнавал цілком своїм. Обов'язковою прикметою карнавалу стали маски. Вони мінялися з часом, але були і постійні, традиційні.
- Бау́та — біла маска, найвідоміша. Вона прикривала обличчя та рот, що дозволяло змінювати навіть голос.
- Маттачіно — її вдягали канатохідці, яких теж запрошували на свято. Маттачіно — одна з найдавніших масок венеційського карнавалу.
- Море́тта — жіноча маска, зазвичай чорного кольору. Пізніше її доповнили капелюхом на три роги або пір'ям.
- Лікар чуми — специфічна венеційська маска. Вона уособлювала лікаря, що допомагав хворим на чуму, бо морська столиця Адріатики сильно потерпала від хвороб у середньовіччя. Маска лікаря чуми нагадує голову птаха, але з окулярами. У довгий дзьоб маски вкладали прянощі чи ароматні трави, аби лікар міг працювати в чумних бараках та монастирських лікарнях, попри сморід.
- З розповсюдженням італійського театру масок, набули популярності маски театральних персонажів — Арлекін, Коломбіна, П'єро, Панталоне, Пульчінела тощо.

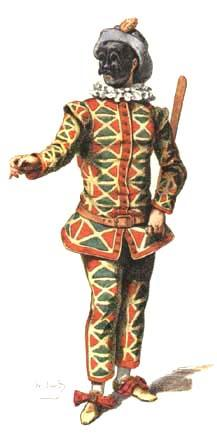
Арлекін
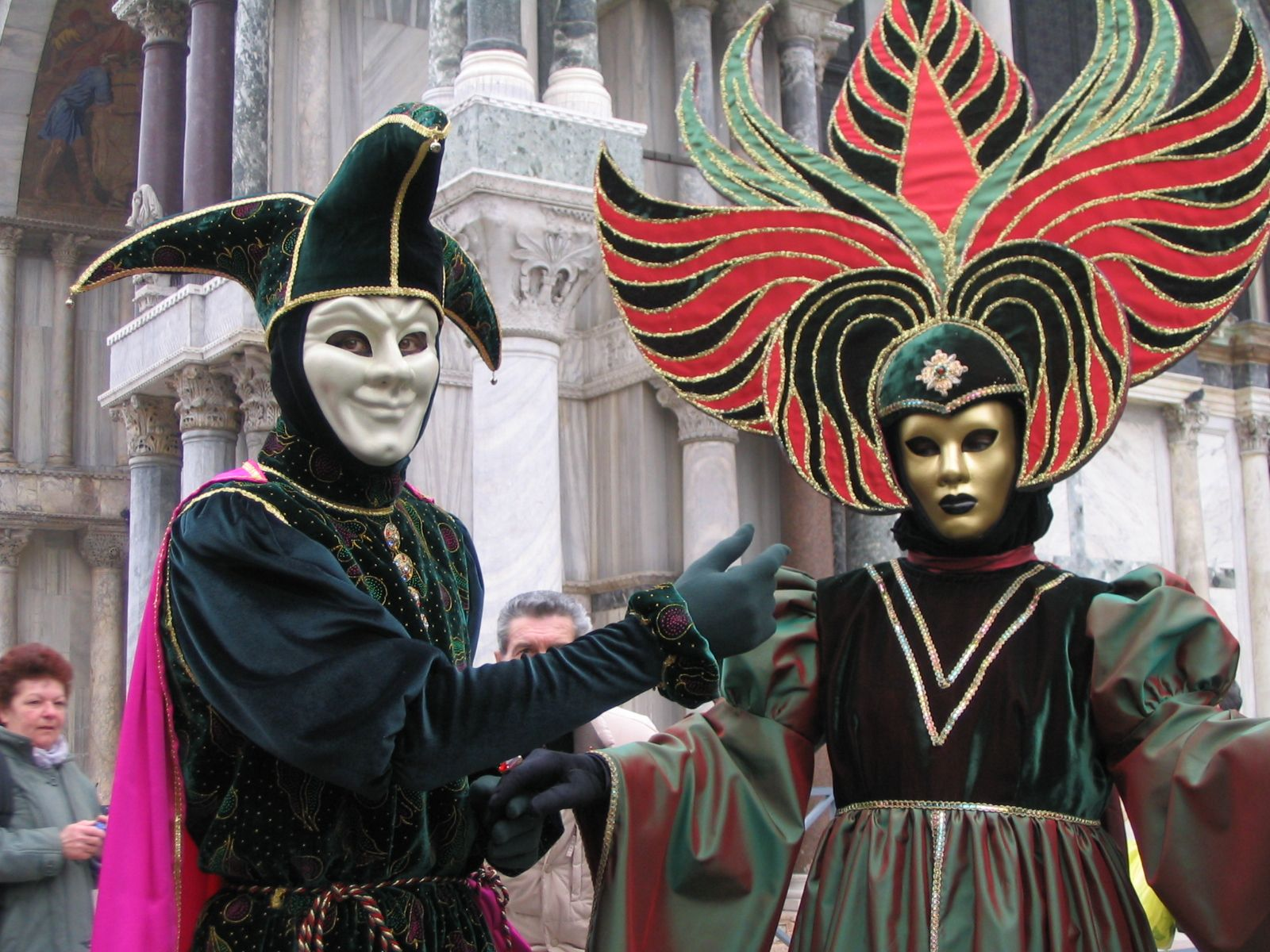
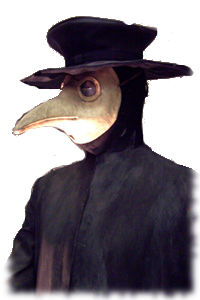
Маска лікаря чуми
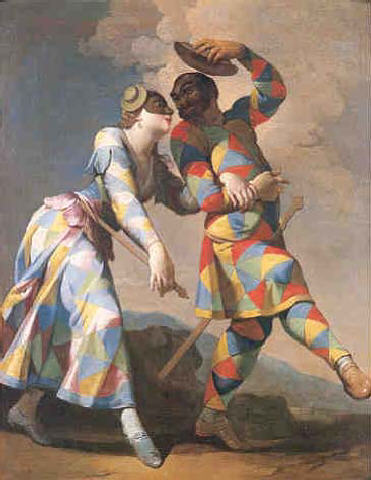
Джованні Доменіко Феретті. «Коломбіна і Арлекін»
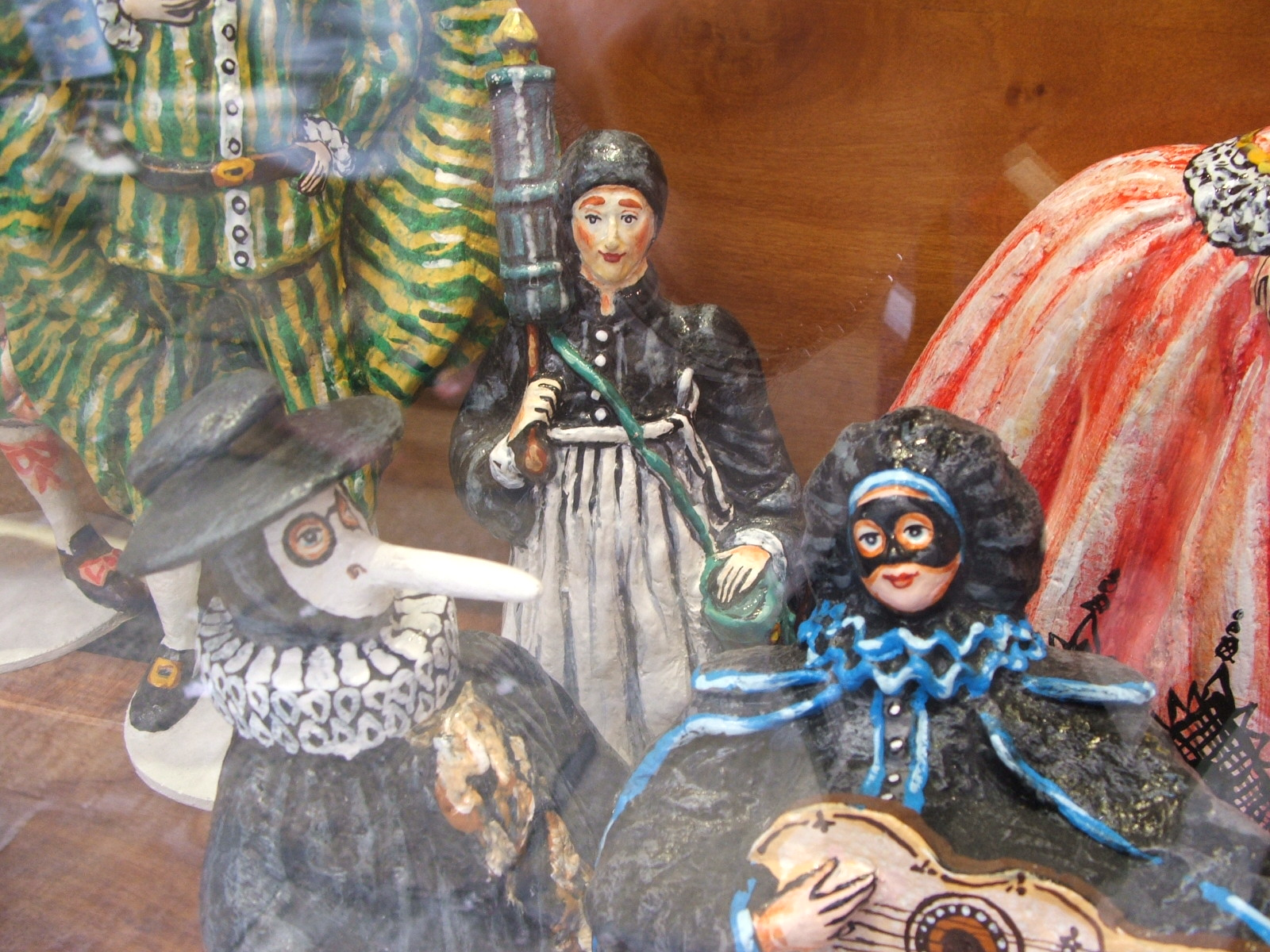
Ляльки персонажі венеційського карнавалу

## Мистецтво середньовіччя
Див.ще:
- Миколай Верденський
- Віллар де Оннекур

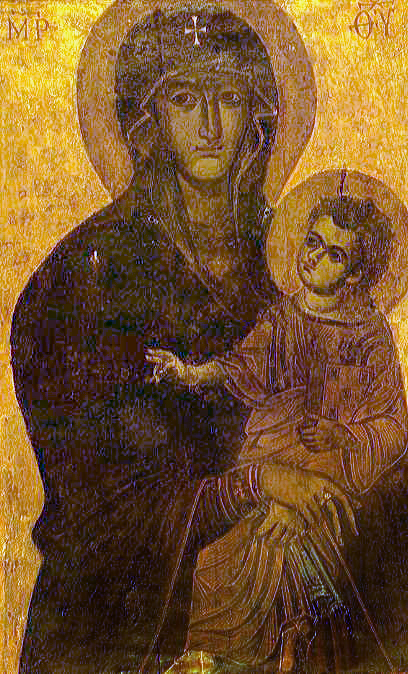
Порятунок римського народу, ікона VI ст. н. е.

- Герард фон Ріла (або Майстер Ґергард)
- Клеман з Шартра

Мистецтво раннього Середньовіччя несе відбиток перехідності, в ньому змішані язичницькі та християнські мотиви. З утратою античних досягнень головну роль отримало декоративно-ужиткове мистецтво, а пізніше — архітектура.

Про формування певного художнього стилю можна говорити приблизно з X століття. Тоді вже виразно проступала особливість середньовічного мистецтва — провідна роль у ньому належить архітектурі. Саме вона відображає основні естетичні ідеї, диктує вигляд малярство, скульптури, є основою синтезу мистецтв.

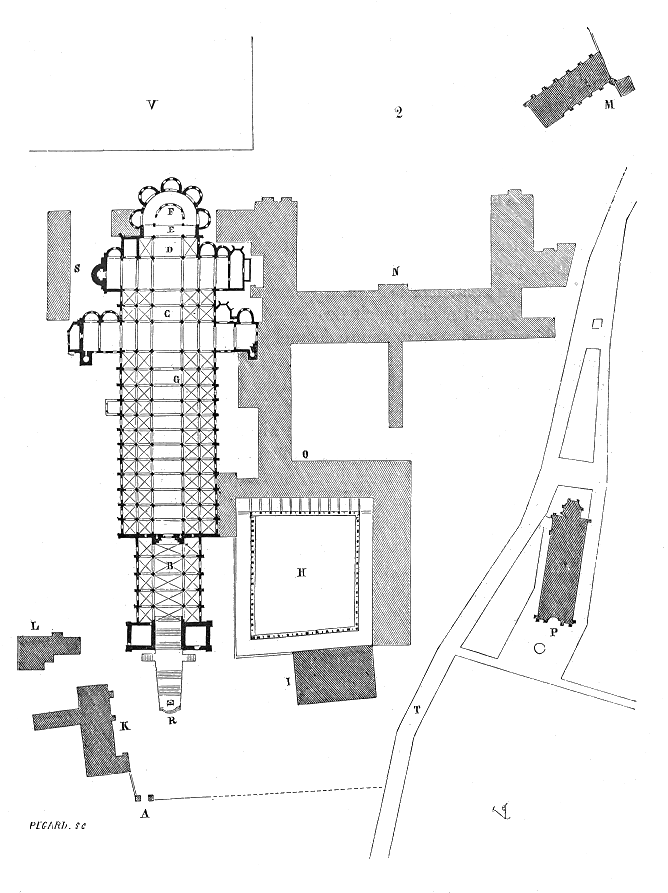
План абатства в Клюні XIII ст.

Стиль західноєвропейського мистецтва Х–XII століття отримав назву «романський». Він виник у монументальній кам'яній архітектурі, а в той час всі кам'яні споруди називалися римськими (Roma — Рим), на відміну від варварських — дерев'яних. На формування нового стилю вплинули і рівень будівельної техніки того часу (значний практичний досвід був накопичений, але складні інженерні способи не використовувалися), і реалії політичного життя (провідна роль церкви, зміцнення земельних володінь феодалів, безперервні війни).

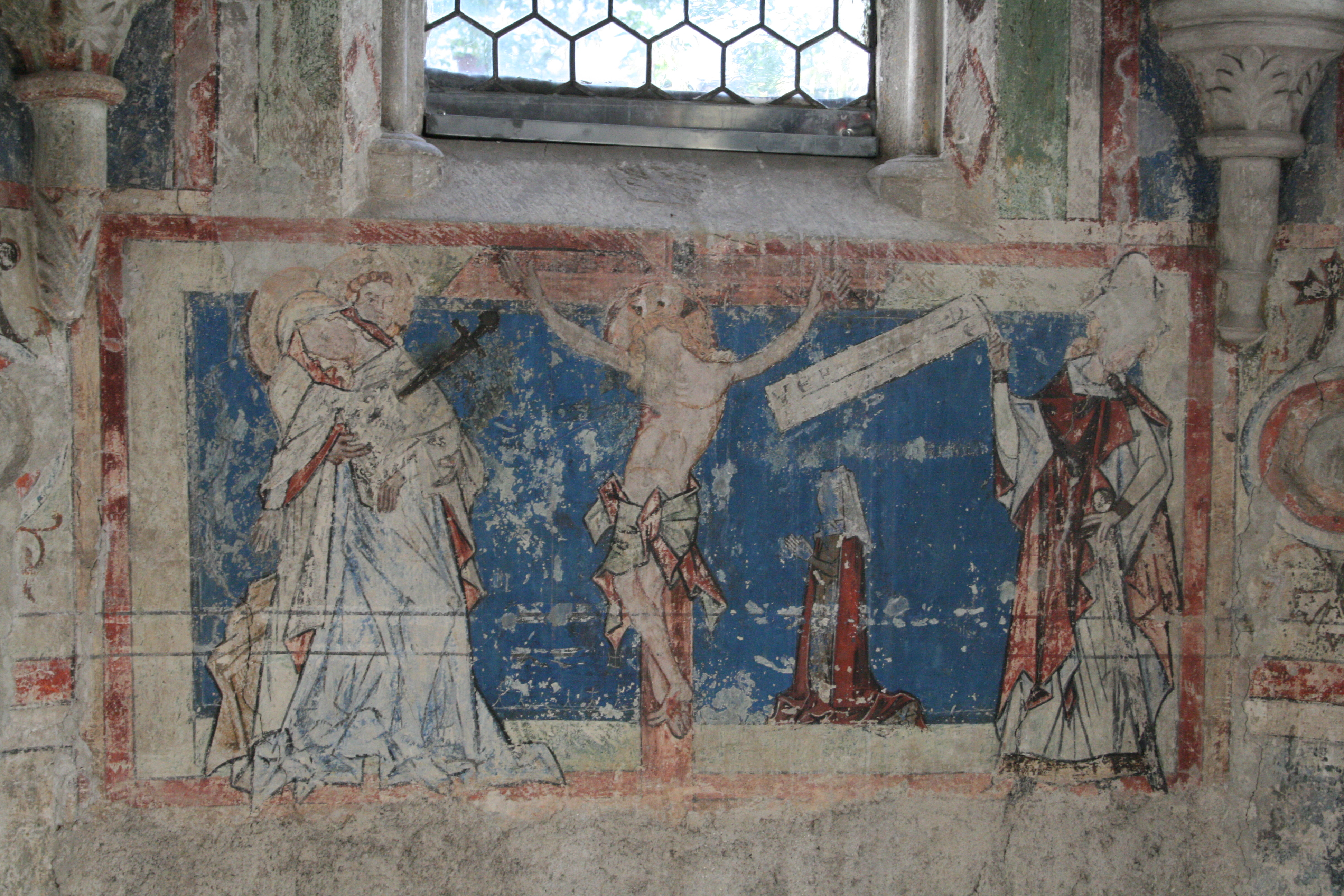
Розп'яття, фреска, Штаєрмарк. Австрія

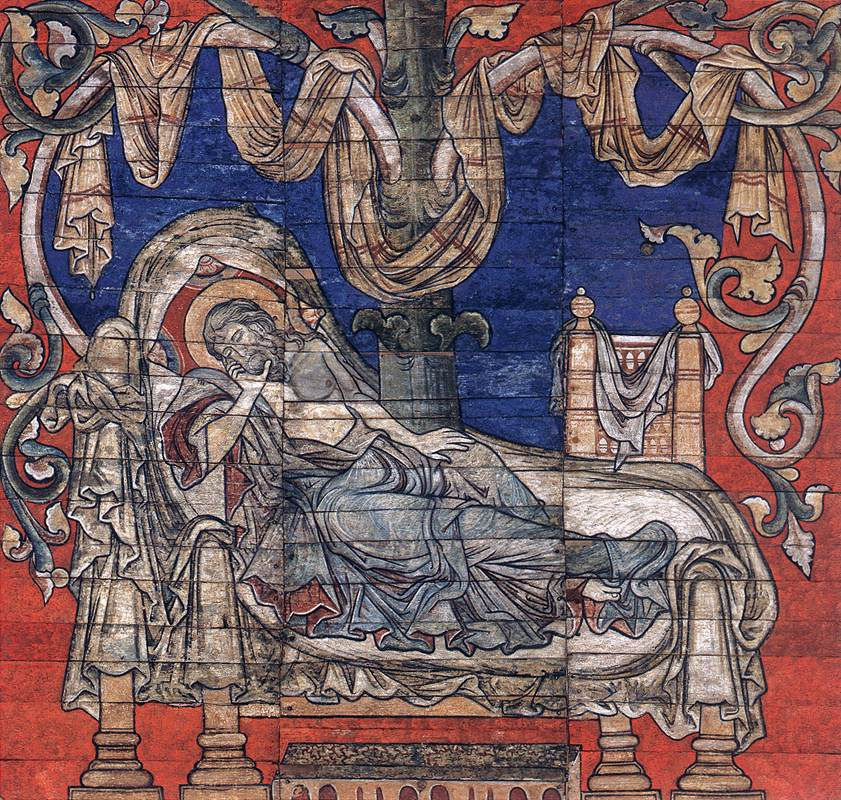
Анонім з Гільдесгайма, «Сон Єссея», батька царя Давида, до 1250 р. Живопис на дубових дошках, церква Архангела Михаїла. Гільдесгайм

Найхарактерніші для романського мистецтва типи споруд — замок (укріплене житло феодала) і храм, також дуже міцний ззовні. Зразком планування романського храму стала римська базиліка (в перекладі — «царський будинок») — величне прямокутне приміщення, розділене поперечними опорами-колонами на декілька зал — нефів. Стіни були масивними, важкими, вузькі вікна розташовувалися високо над землею. Дахи спочатку створювали з дерева, але часті пожежі примусили перейти до будівництва кам'яних склепінь. Перекривати великі площі навчились не одразу, тому зводили додаткові опорні стовпи. Характерна деталь — у зовнішньому вигляді будівлі чітко проглядається його конструкція і внутрішній устрій. Приміщення прикрашали скульптурою і фресками. Для романського живопису характерні дуже яскраві, контрастні кольори. У Європі в XI столітті найбільшою вважалася церква Клюнійського абатства — резиденція ордену бенедиктинців на півдні Франції. До наших днів вона не збереглася, оскільки була зруйнована в наполеонівські часи, коли романські споруди зовсім не цінувалися. Але поземний план церкви Клюнійського абатства став взірцем для споруд соборів у Франції, Іспанії, Німеччині.

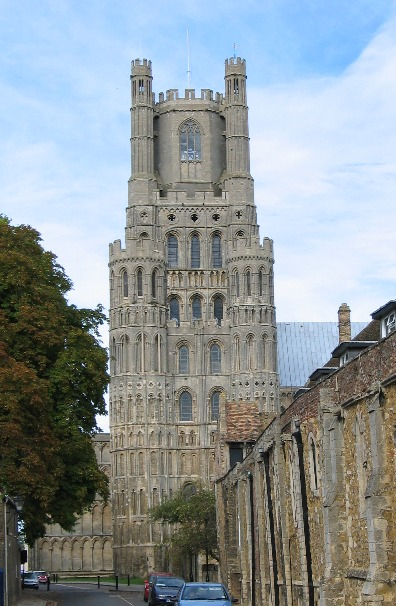
Елі катедральний собор, західна вежа, Англія.
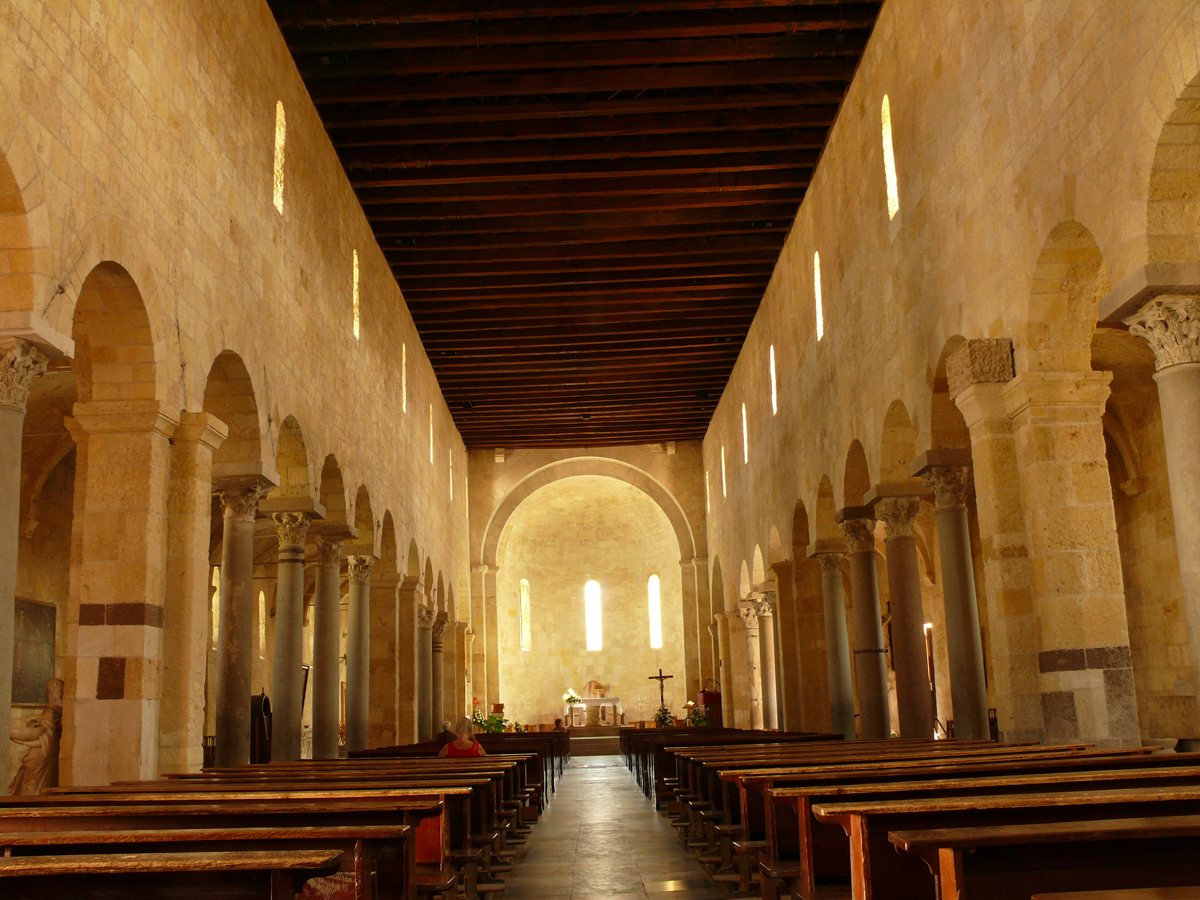
Базиліка ді Сан Гавіно, Сардинія, Італія, інтер'єр
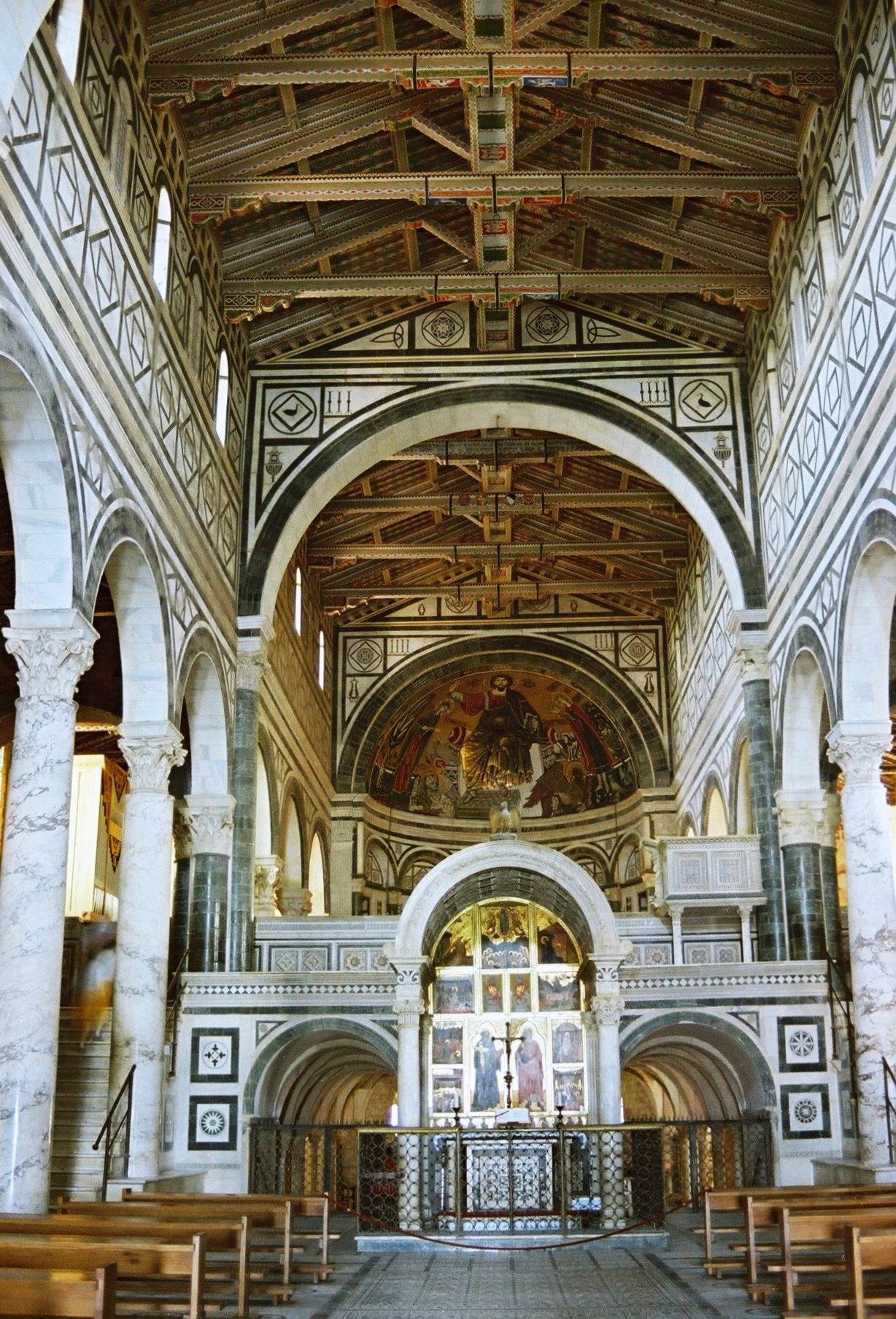
Сан Міньято аль Монте, Флоренція, Італія
Абатство Марія Лаах, Німеччна, романський стиль

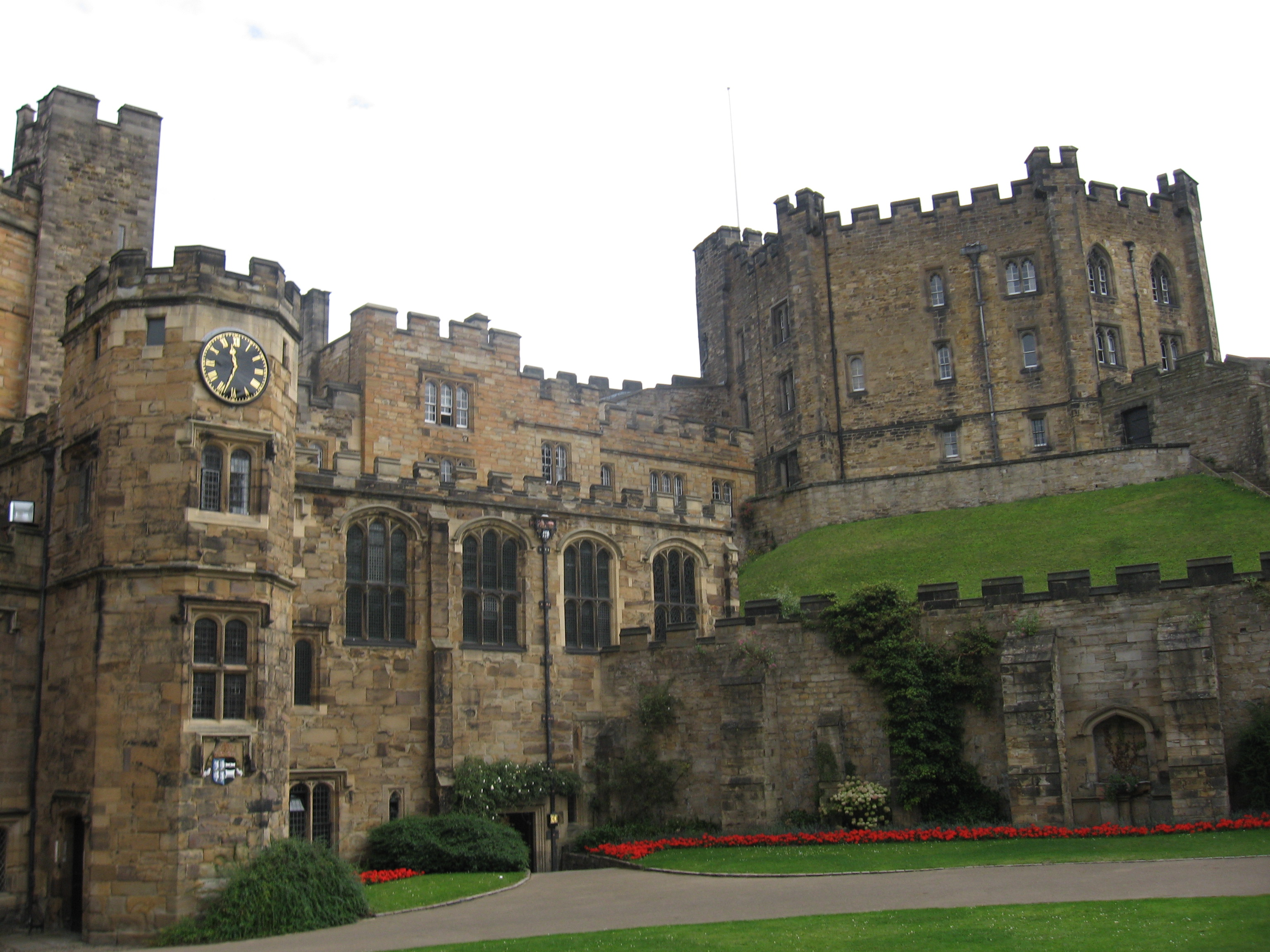
Замок Дарем, Англія

Усією Західною Європою живим відгомоном середньовіччя залишаються лицарські замки, від одних збереглися тільки мальовничі руїни, але чимало вистояло і залишилося майже незайманими. Спочатку замок був дерев'яною вежею (донжон), розділеною на декілька поверхів-ярусів, оточеною земляним валом, огорожею і ровом. Вибирали стратегічно важливі місця, що панували б в ландшафті — гору, скелю, край обриву, острів. Коли перейшли до кам'яного будівництва, замки поступово перетворилися в складні оборонні комплекси. Головний принцип їхнього устрою — створення низки перешкод для нападників. Через рів, часто заповнений водою, до замку можна було дістатися лише через розвідний міст. Головним укріпленням були декілька рядів зубчатих мурів з вежами. Обов'язково на подвір'ї замку був колодязь або створювався великий запас води на випадок облоги. На окремому дворі будували домівку для власника, церкву або каплицю, господарські приміщення, арсенал.
У XII–XV століттях зростання міст, комплекс нових явищ духовного життя, побутового устрою, технічний прогрес призвели в художній сфері до виникнення нового стилю — готики. Готичний стиль формується, як і романський, в архітектурі. Термін «готика» введено в епоху Відродження, вклавши в нього дещо негативне ставлення до варварської, як вважали, архітектури середньовіччя (готи — назва одного з варварських племен).

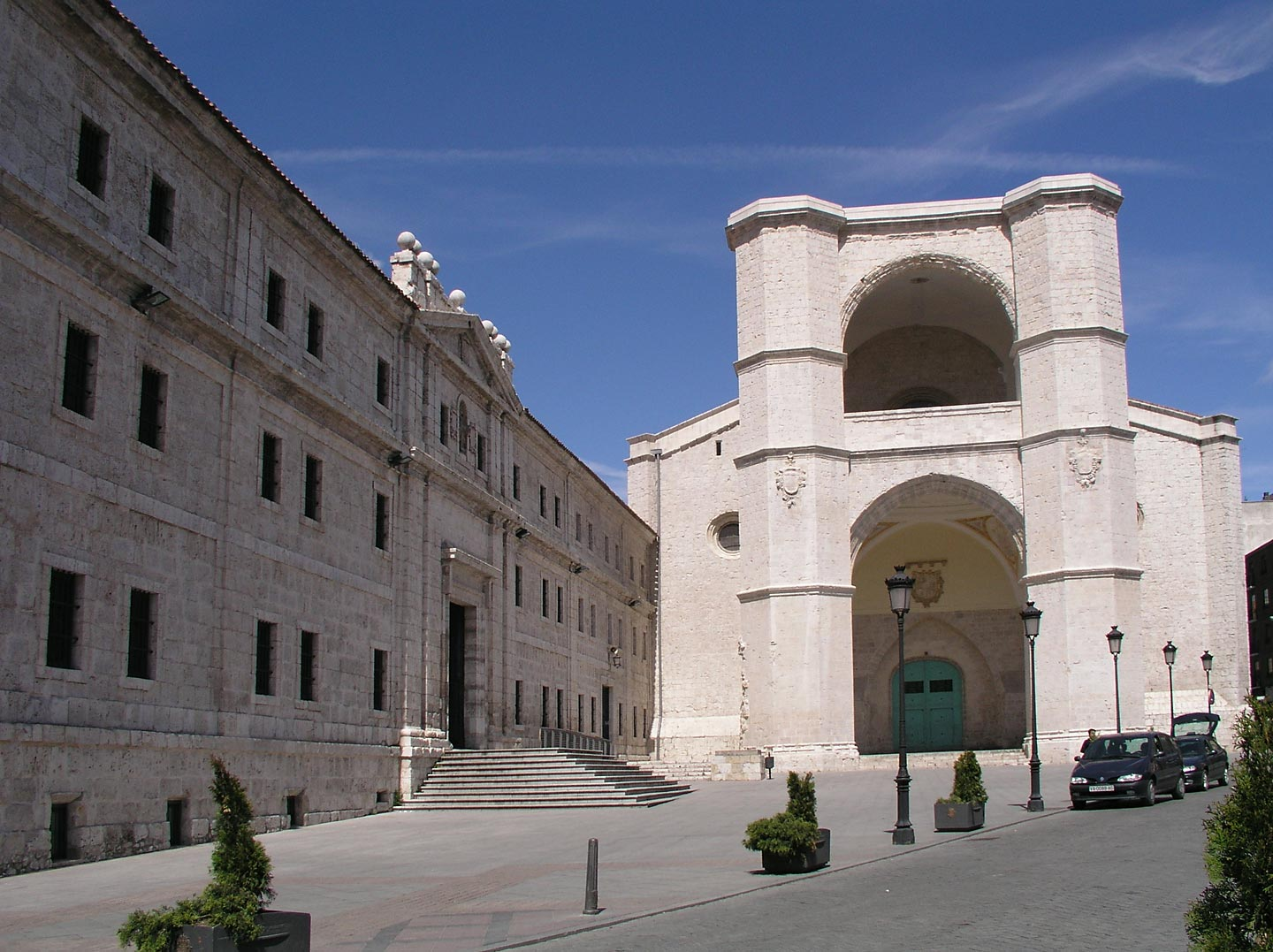
Монастир Сан Беніто ель Реал, Вальядолід, Іспанія
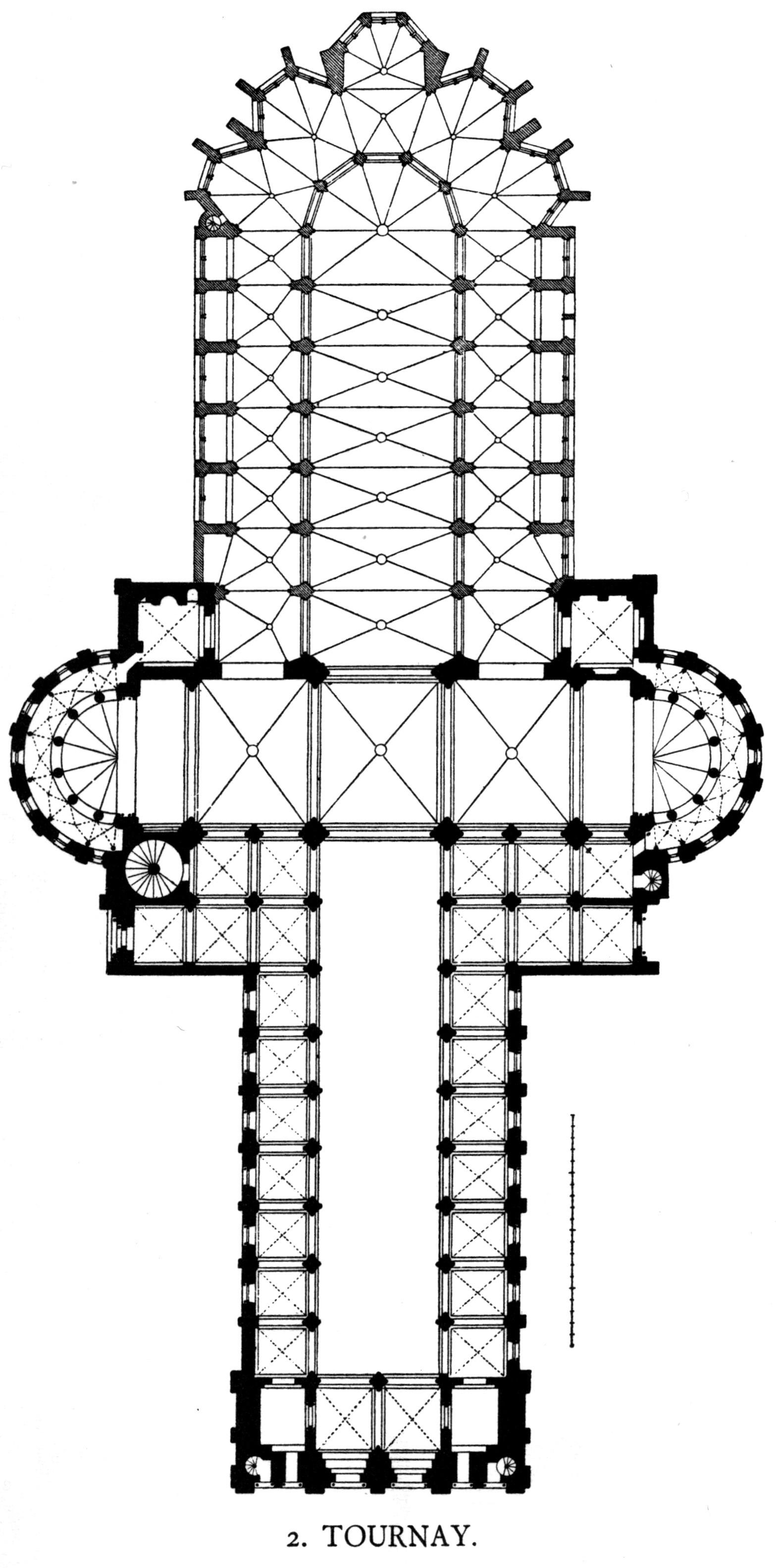
Собор у Тюрне
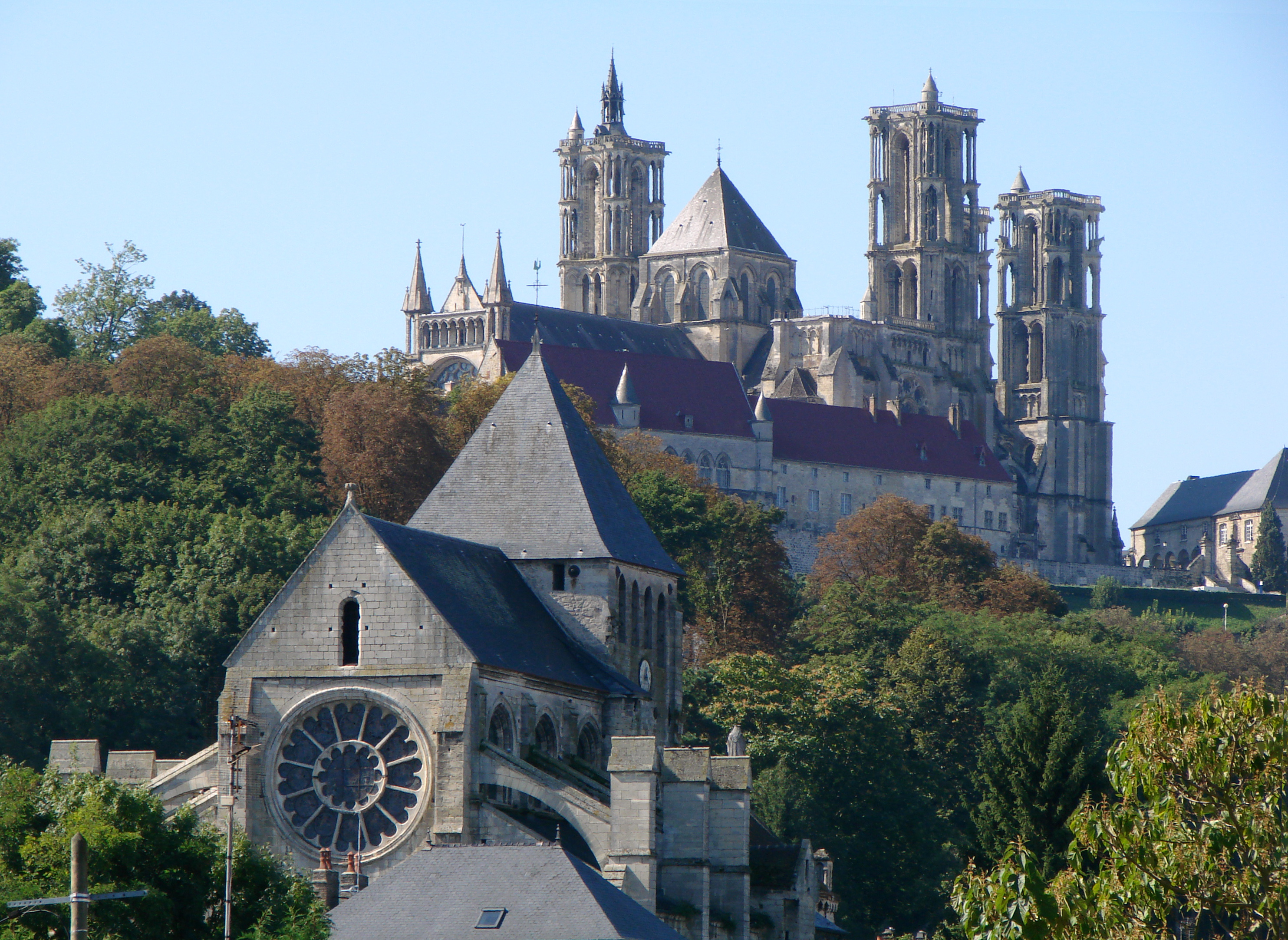
Катедральний собор міста Лан (Ена), Франція
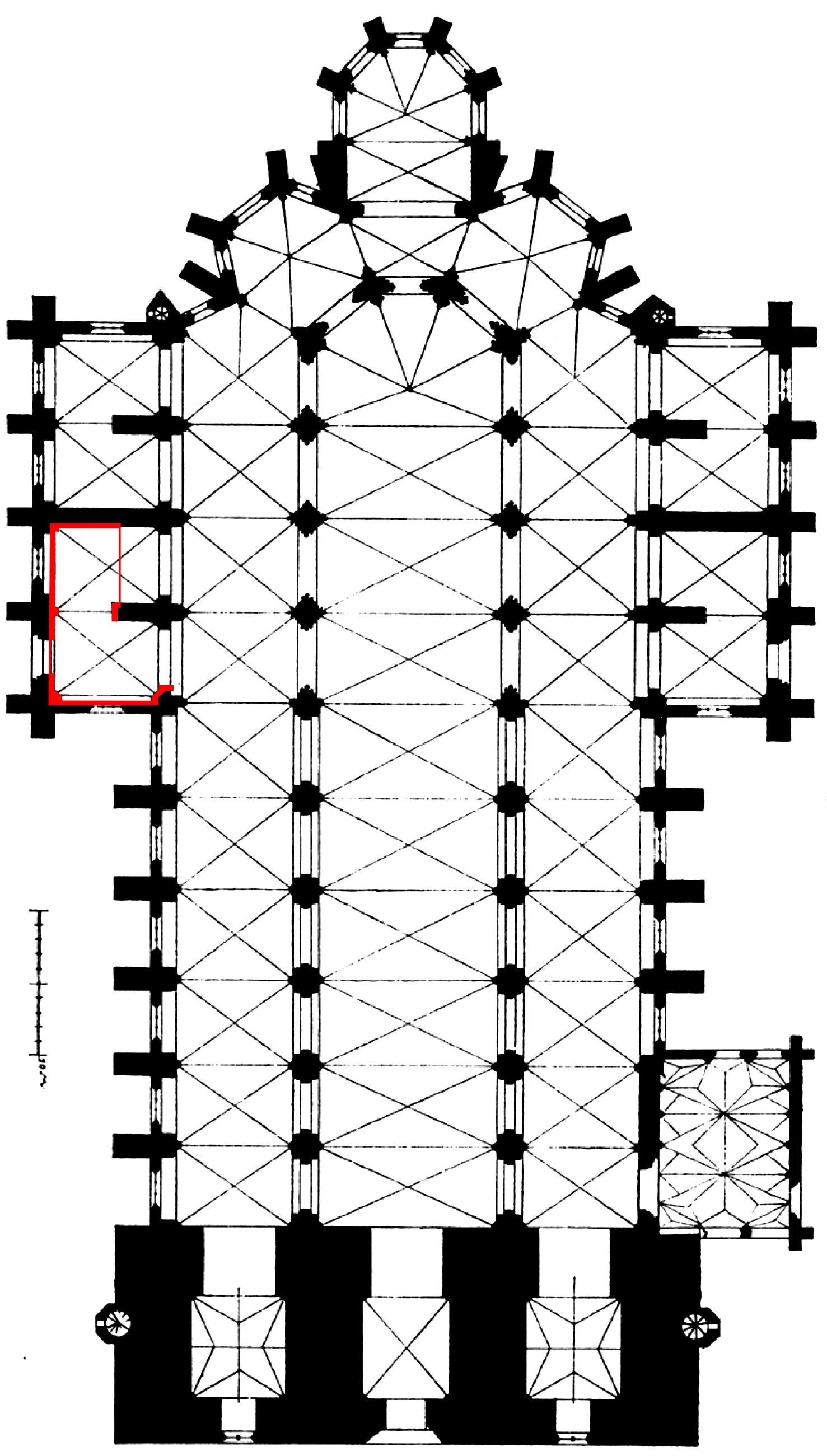
Любек,план собору Марієнкірхе доби готики
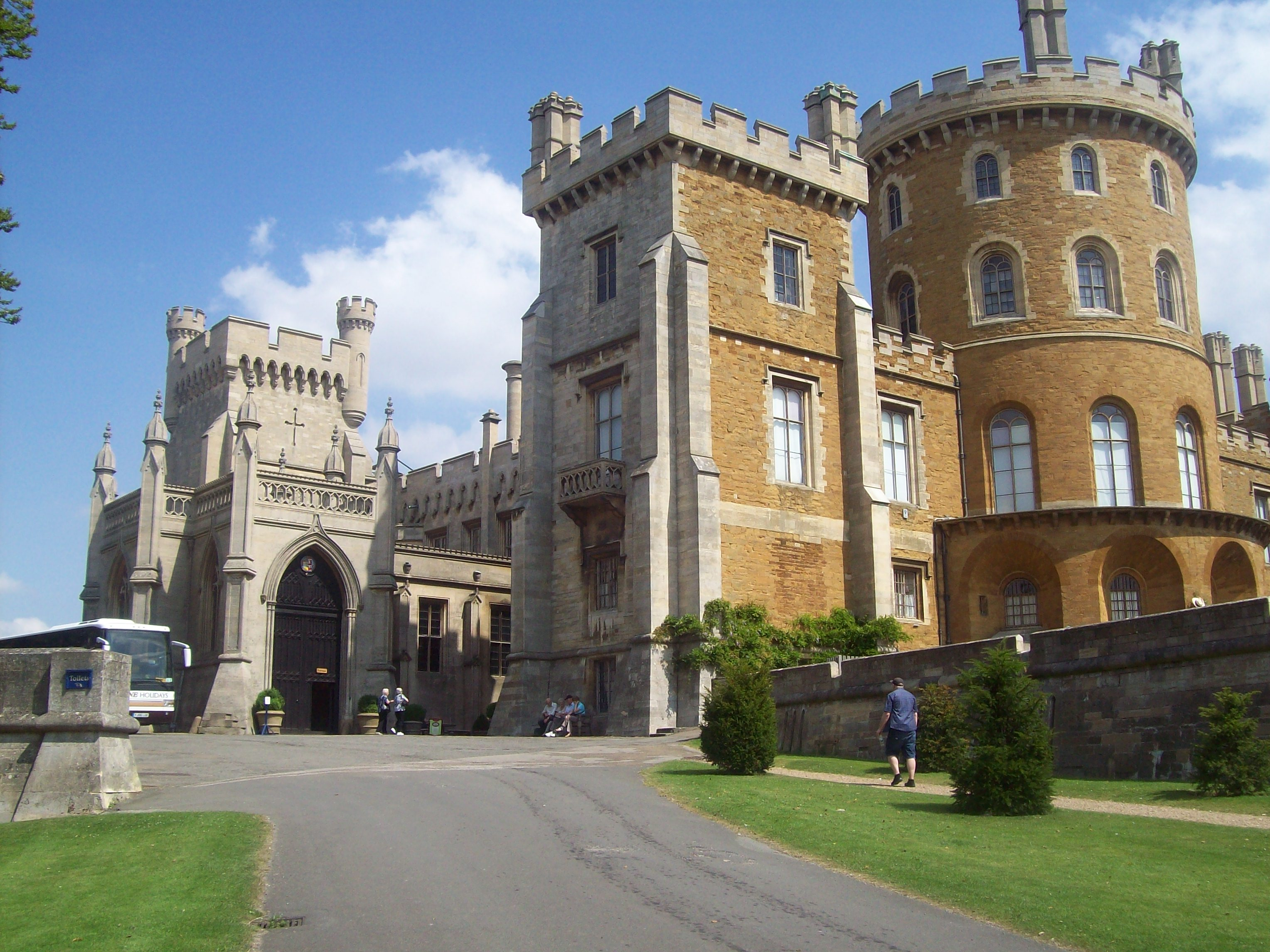
Замок Бівер, Англія
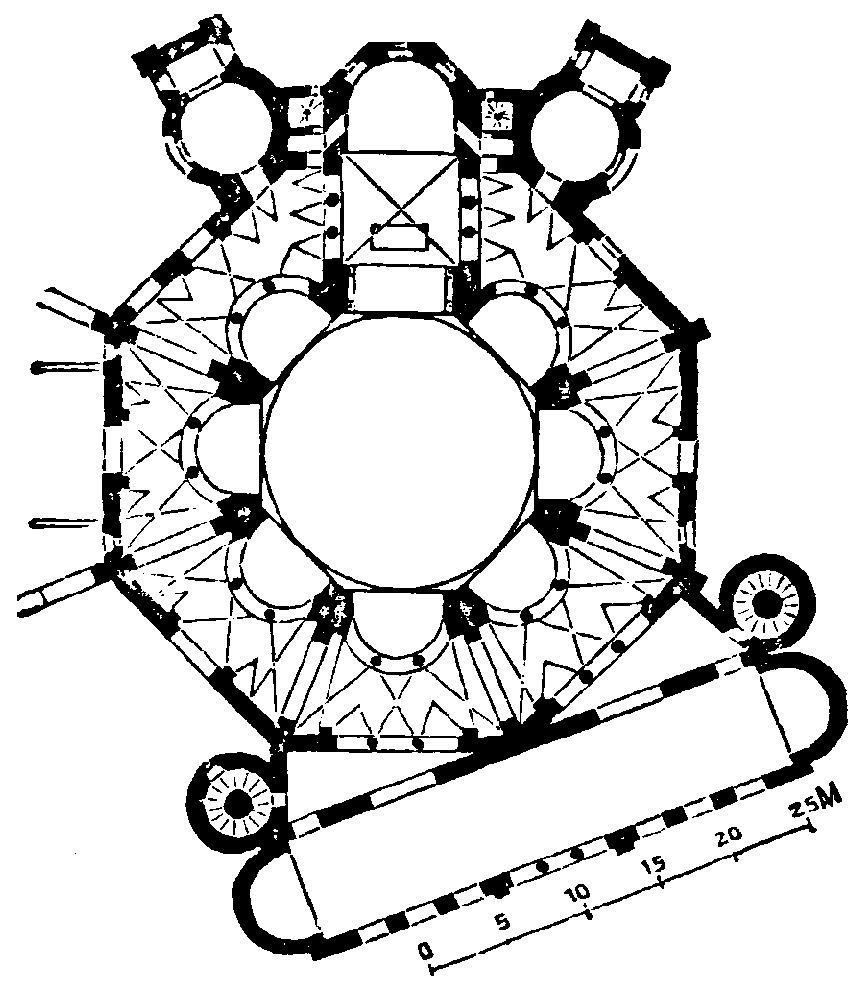
Ц-ва Сан Віталє, Равенна, план
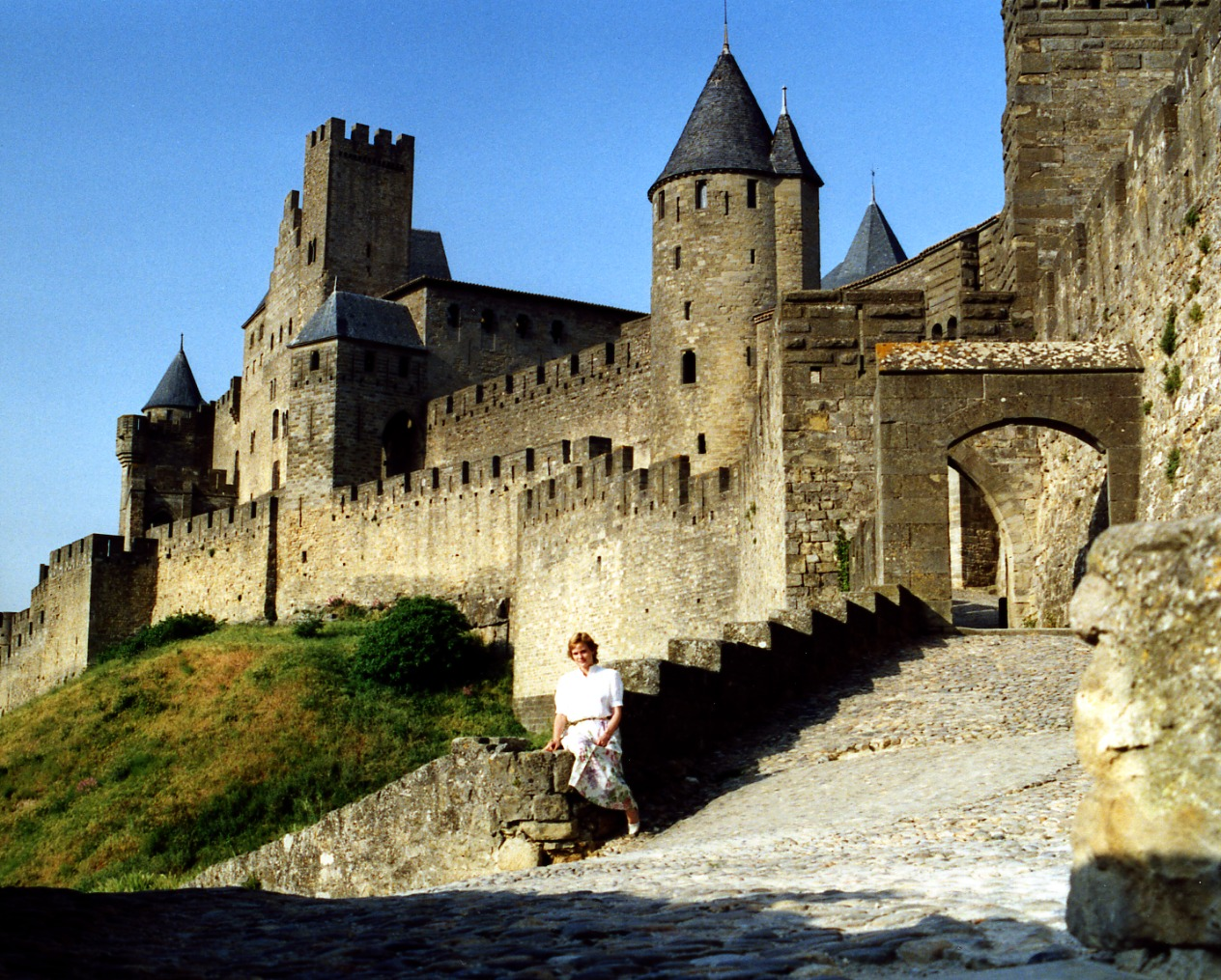
Готична фортеця міста Каркассон, Франція
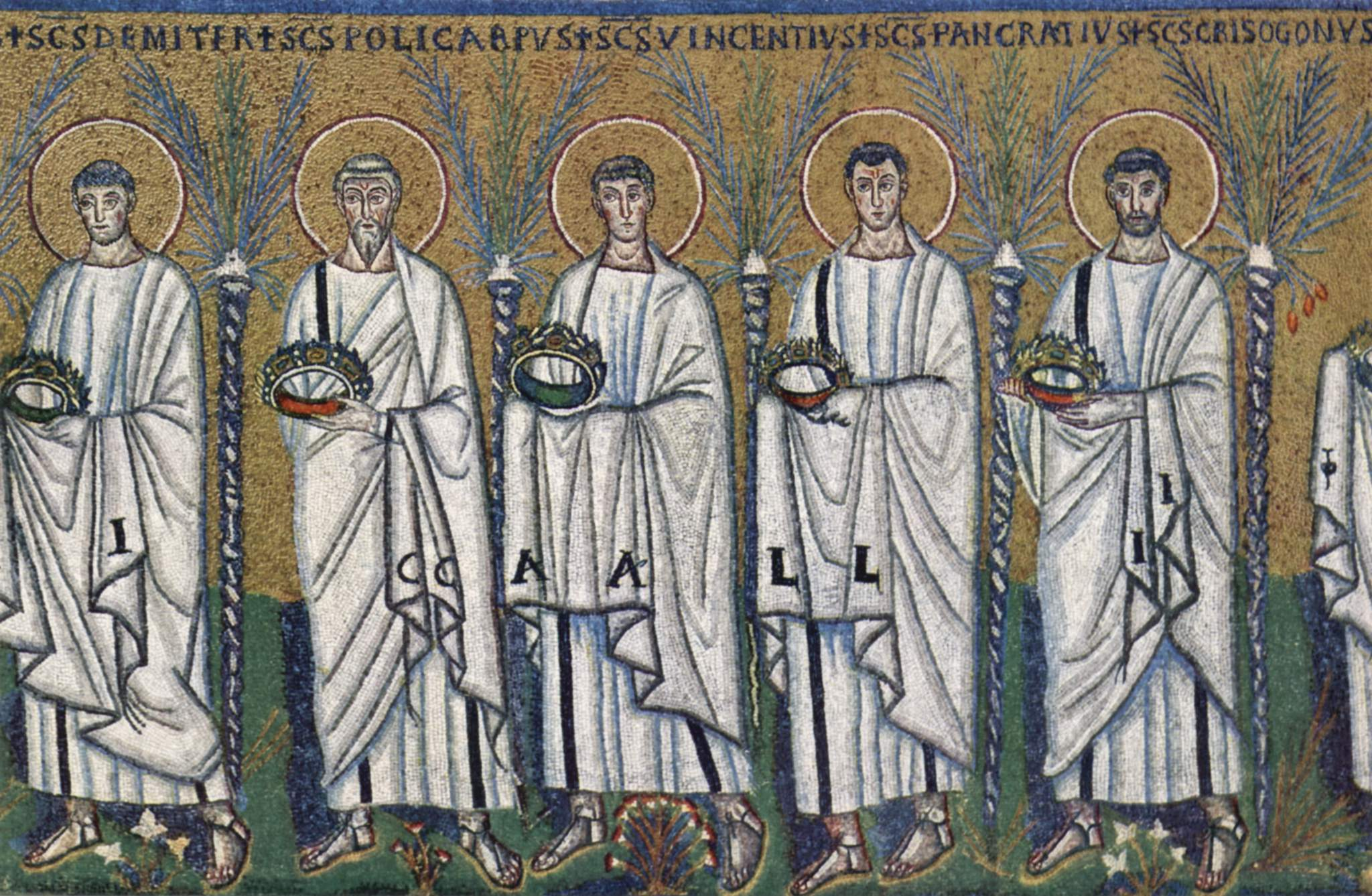
Мученики за християнську віру, мозаїка в Сант Аполлінаре Нуово, Равенна
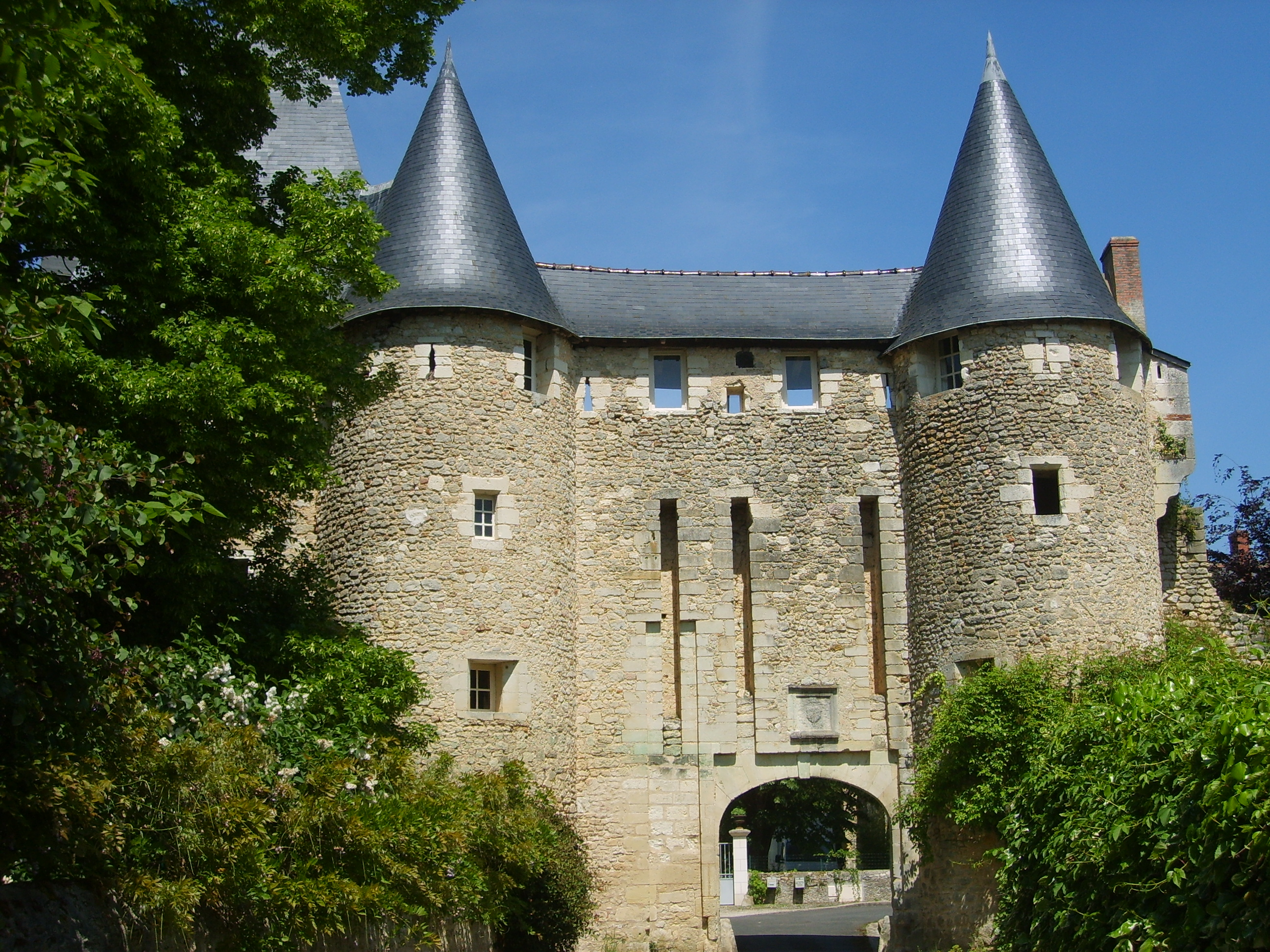
Залишки абатства Малельйон Куланж, Франція
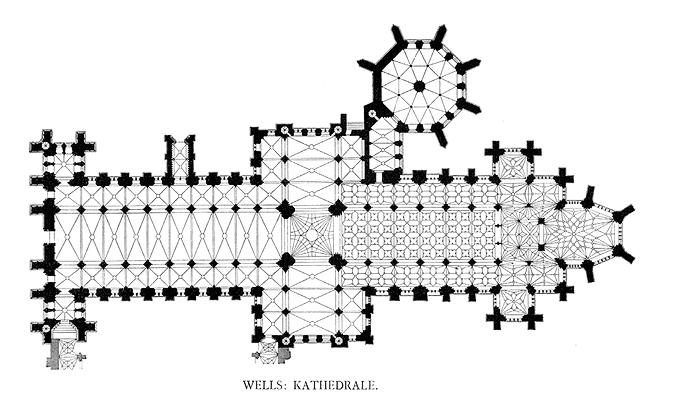
Британія, Уельс, готична катедра
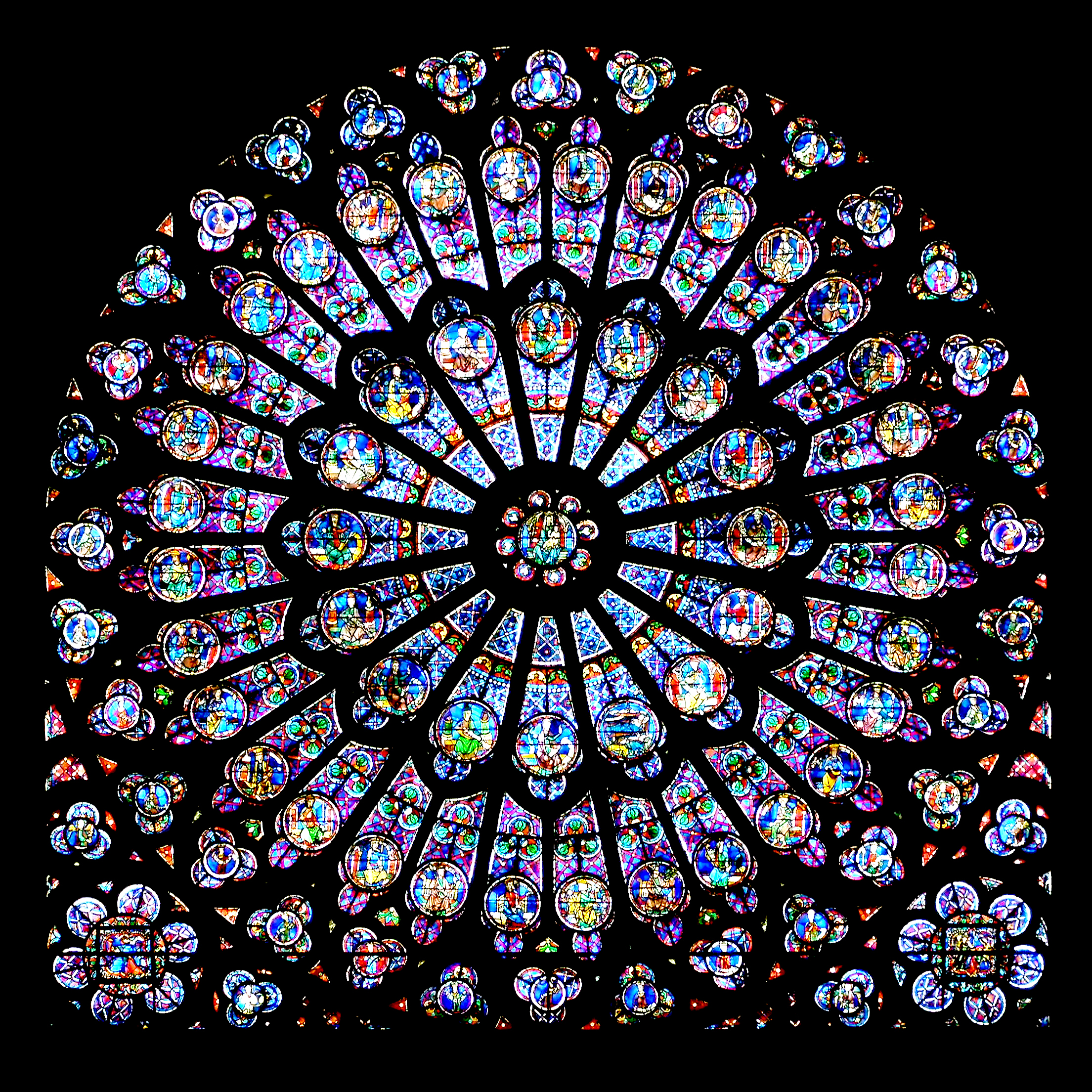
Вітраж-троянда собору Паризької Богоматері.

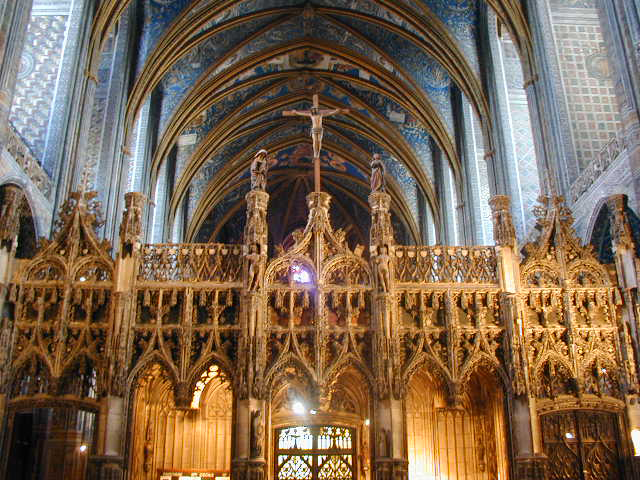
Собор в Альбі, вівтар. Франція

Найяскравіші готичні пам'ятники — міські споруди: ратуші і, головне, собори. У ратуші концентрувалася ділова, практична частина управління містом. Осереддям же всього суспільного життя, безумовно, був собор. Крім основного призначення — проведення богослужіння — тут читалися лекції, проходили містерії — театралізовані вистави на біблійні сюжети, укладалися особливо важливі договори. Собори будувалися на замовлення міських комун, які, як правило, не жалкували на їх зведення грошей, оскільки собор був свого роду символом міста, уособленням християнських чеснот мешканців. Собор бував настільки великим, що його не могло заповнити і все населення міста. Готичний Собор Паризької Богоматері панує навіть над сучасною столицею Франції, перевершуючи величчю все побудоване пізніше. Будівництво могло тривати десятиріччями, а те і сторіччями. Найзнаменитіший довгобуд — Кельнський собор, який заклали в XII ст, закінчували за старовинними кресленнями вже в XIX в.

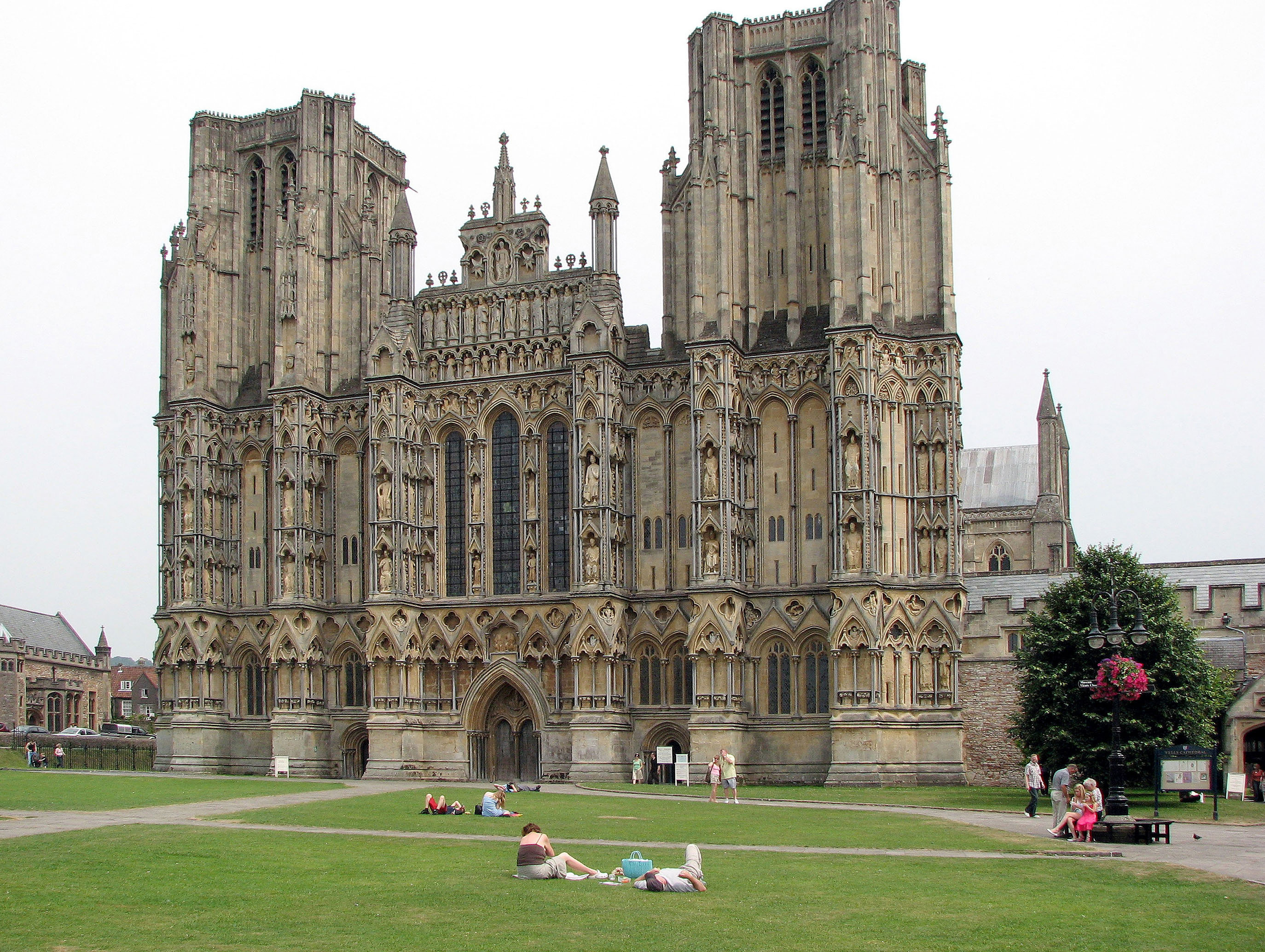
Сомерсет, собор, Англія.

Головна візуальна особливість готичної архітектури — спрямованість будівлі угору. Готичні собори справляють відчуття легкості при своїй запаморочливій висоті. Як досягається подібний ефект? Основний технічний спосіб перекриття для готики — стрілчасті склепіння. У романських будівлях кам'яне склепіння даху було напівкруглим і спиралося на стіни. Щоб витримати навантаження, стіни повинні були бути масивними. В готичній споруді конструюється складний каркас з опорою прямо на підмурівок та виносні опори. Таким чином, стіни дещо позбавляються конструктивного навантаження, звідси — можливість зробити їх тонкими, насичувати прикрасами, робити великі і високі вікна. У готичних соборах багато вікон зі складними рамами, величезні вітражі, галереї, переходи, вежі, скульптури. За зовнішнім виглядом абсолютно неможливо здогадатися, який внутрішній устрій будівлі. Кожний з фасадів несхожий на інші. Наприклад, за фотографіями Собору Паризької Богоматері, зробленими з різних сторін, можна і не здогадатися, що це одна і та ж будівля.
Кожен із соборів присвячувався якій-небудь основній темі: Паризький — Богоматері, Шартрський — історії французького королівського роду. Прикраси соборів — рельєфи, скульптури, фрески, вітражі — справжня енциклопедія середньовічного світогляду і середньовічного життя. Наприклад, Шартрський собор прикрашають 9 тисяч скульптур. Химерно переплітаються тут біблійні сюжети, античні образи, побутові сцени, язичницькі мотиви, фантастичні фігури. Можна зустріти своєрідні карикатури в камені (один з рельєфів собору в місті Парма (Італія) — зображує віслюка в одязі ченця, який читає проповідь вовкам). Бували найнесподіваніші рішення. На вежах собору в місті Лан (Ена), Франція — стоять великі статуї биків — так міщани увічнили працю тварин (перевезення будматеріалів на будівництві). Віктор Гюго писав: «Книга архітектури не належала більше духівництву, релігії, Риму, але — уяві, поезії, народу… У цю епоху існує для думки, вираженої в камені, привілей, зовсім подібний нашій свободі друку: це свобода архітектури».

## Середньовічна скульптура різних країн

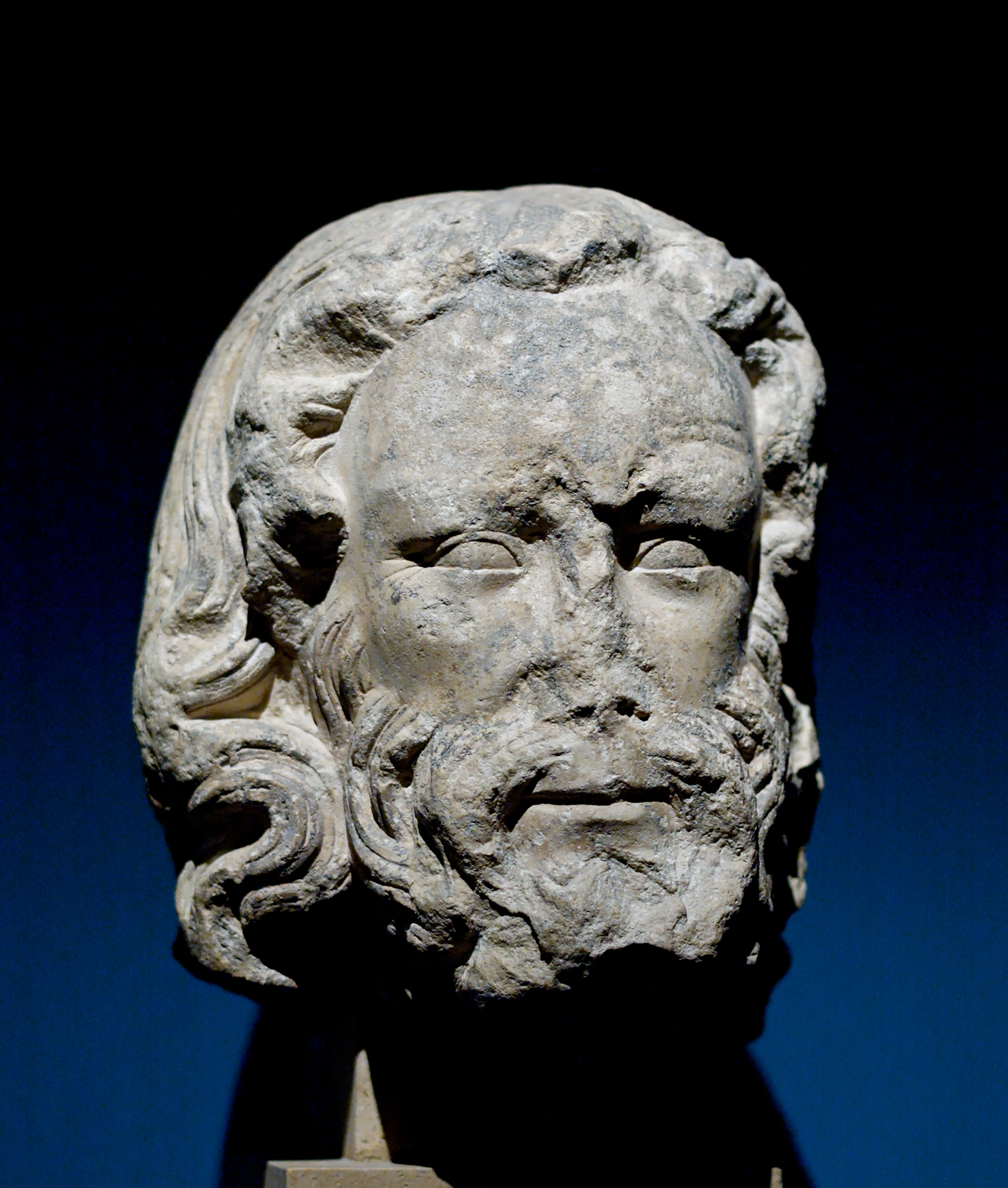
Голова кам'яної скульптури, Франція, XIII століття, Музей Клюні.

«Рельєф з грифоном». Візантія, 1250–1300 рр., мармур. Музей мистецтва Метрополітен, США.
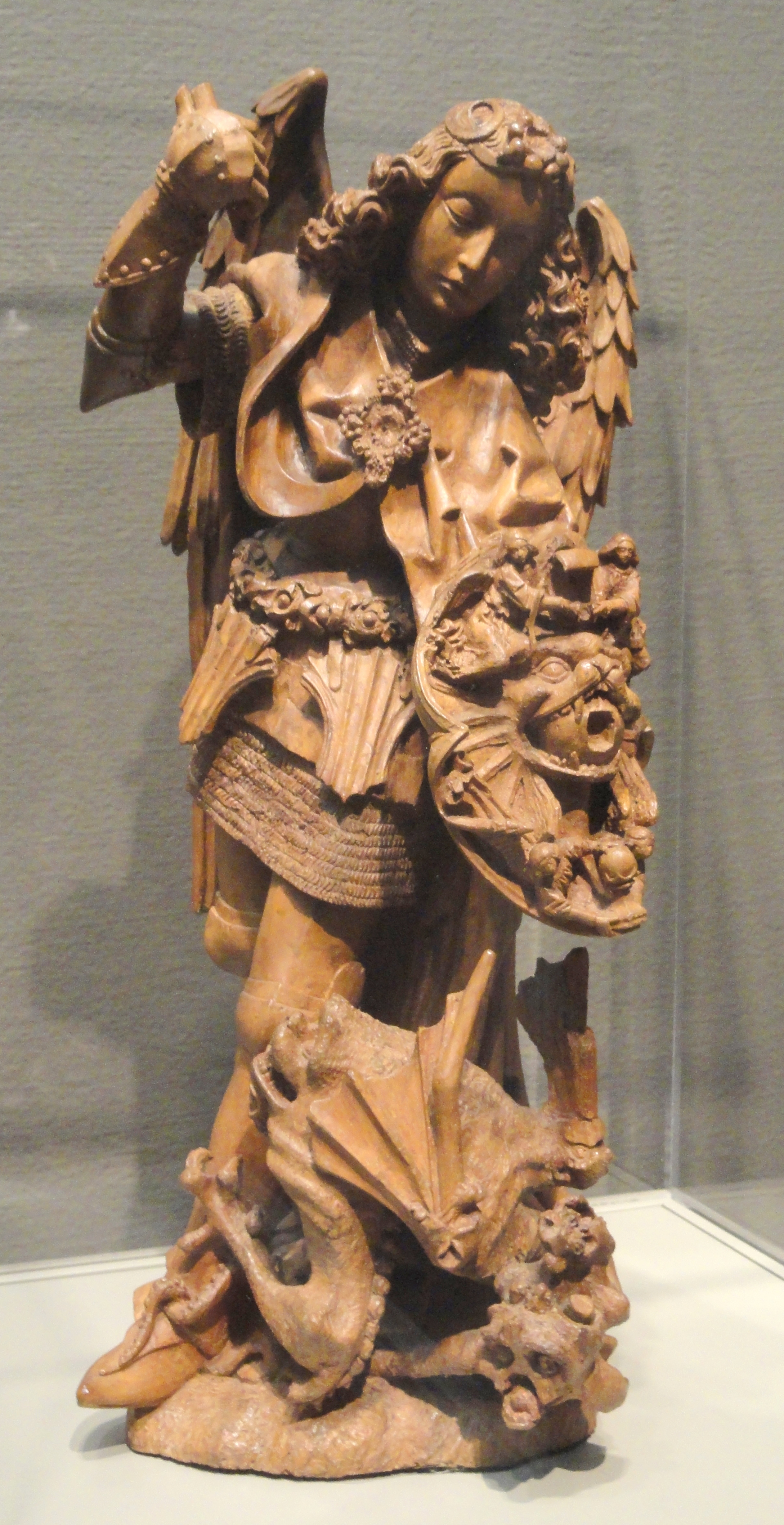
«Архангел Михаїл вражає Диявола», деревина, Іспанія, до 1500 року. Художній інститут Чикаго
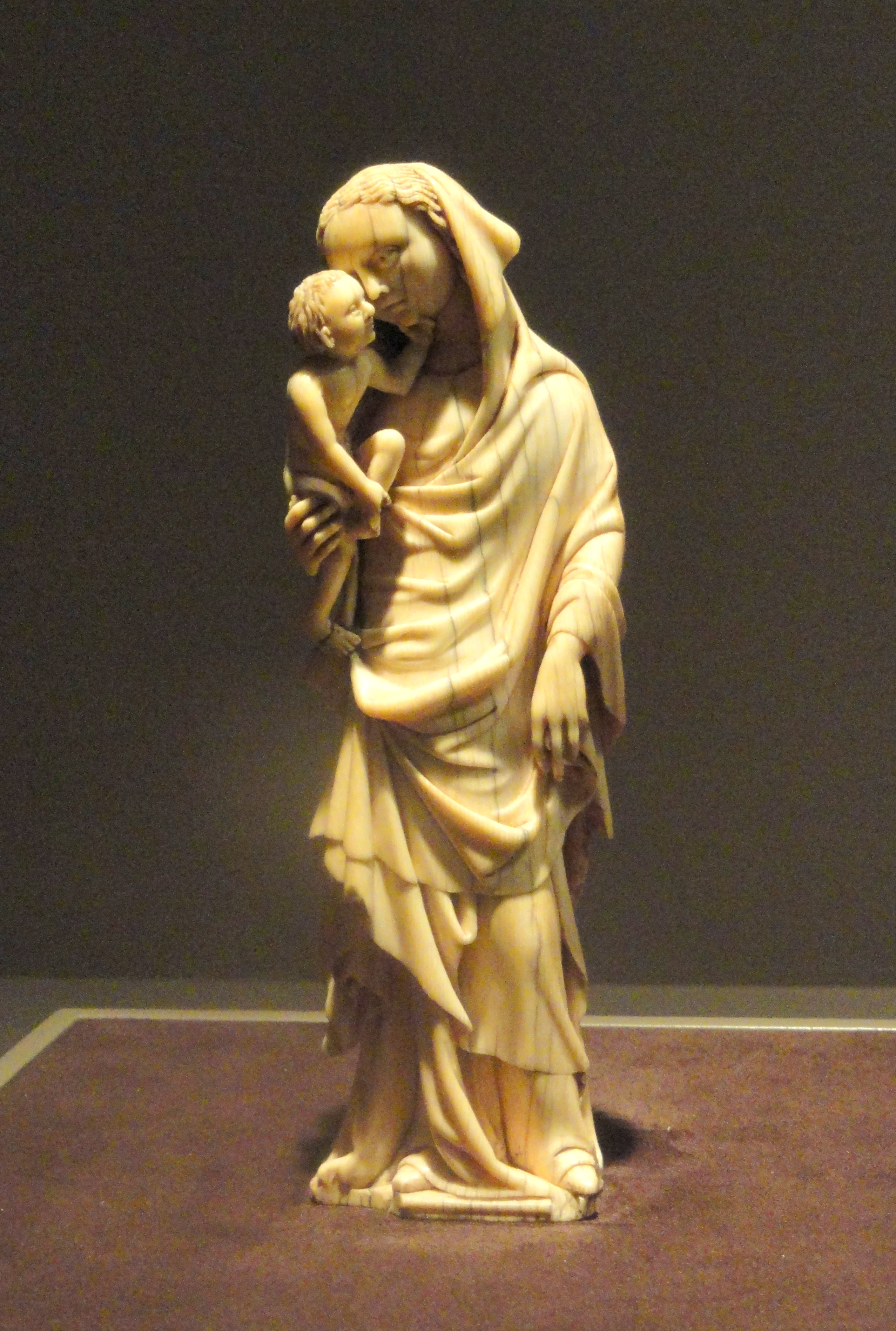
Мадонна з немовлям, слонова кістка, до 1375 року, Нідерланди. Художній інститут Чикаго

Релігійні зображення над входом та у галереях середньовічного собору служили біблією для неписьменних. Саме тут з моменту падіння Римської імперії розвивалася християнська скульптура. 
У середньовічному мистецтві одразу почав діяти принцип релігійного почуття— коли одного разу прийнявши відомий образ, релігія забороняла художникам відступати від нього. Це перетворювало художника на безіменного ремісника, що створює копії, засуджувало до відтворення робіт попередників. Скульптори не могли вносити суттєвих змін в оригінали, але мали можливість проявляти себе в технічному виконанні. І, перш ніж майстри епохи Відродження відвоювали у церкви право на авторство і наблизилися до генія античної думки, минула тисяча років. Поряд із технічними прийомами обробки каменю було втрачено й моделювання — велика сила, здобута стародавнім шляхом вивчення законів сонячного світла. Саме ця сила брала участь у відтворенні життя, насичувала твори античних авторів. Загальноцерковні вимоги і дефіцит знань призвели до того, що перехід від низького рельєфу до високого, а потім до портретної, станкової та окремої скульптури тривав кілька століть. За цей час християнську скульптуру позбавили динаміки, зробили жорсткою, непластичною, звільнили від античних канонів.
Христос на хресті з ослаблими ногами і торсом, схиленими до людей, гріхи яких викуплені Його стражданнями. Діва Марія, розкинута на трупі свого сина. Марія Магдалина на одному з вівтарів Баптистерія у Флоренції — все це варіативні копії з Венери Мілоської,  їх безліч.
У Середньовіччі існувала своя ідея порядку. Вища мудрість прагнула царства небесного, попри світ. Мистецтва більше не служили природі, тепер вони створювалися для церкви. Але ні живопис, ні скульптура неспроможні задовольнити душу, звернену до божественної любові. Основним художнім завданням мистецтва Середньовіччя було відобразити картину світобудови. Зображення мали налякати смертну людину, змусити її жити за заповідями і вірити у відпущення гріхів. Звідси типові композиційні елементи: спокуса і душа, що самодостатня, страждання, покаяння і прощення, відраза до земного життя і боротьба з кайданами плоті. Звичайно, в ранньому середньовіччі скульптура йшла дещо позаду всіх образотворчих мистецтв, але розквіт готичної думки швидко вивів її на провідні позиції.

## Література Середньовіччя

Колесо фортуни

## Мистецькі скарби середньовіччя України

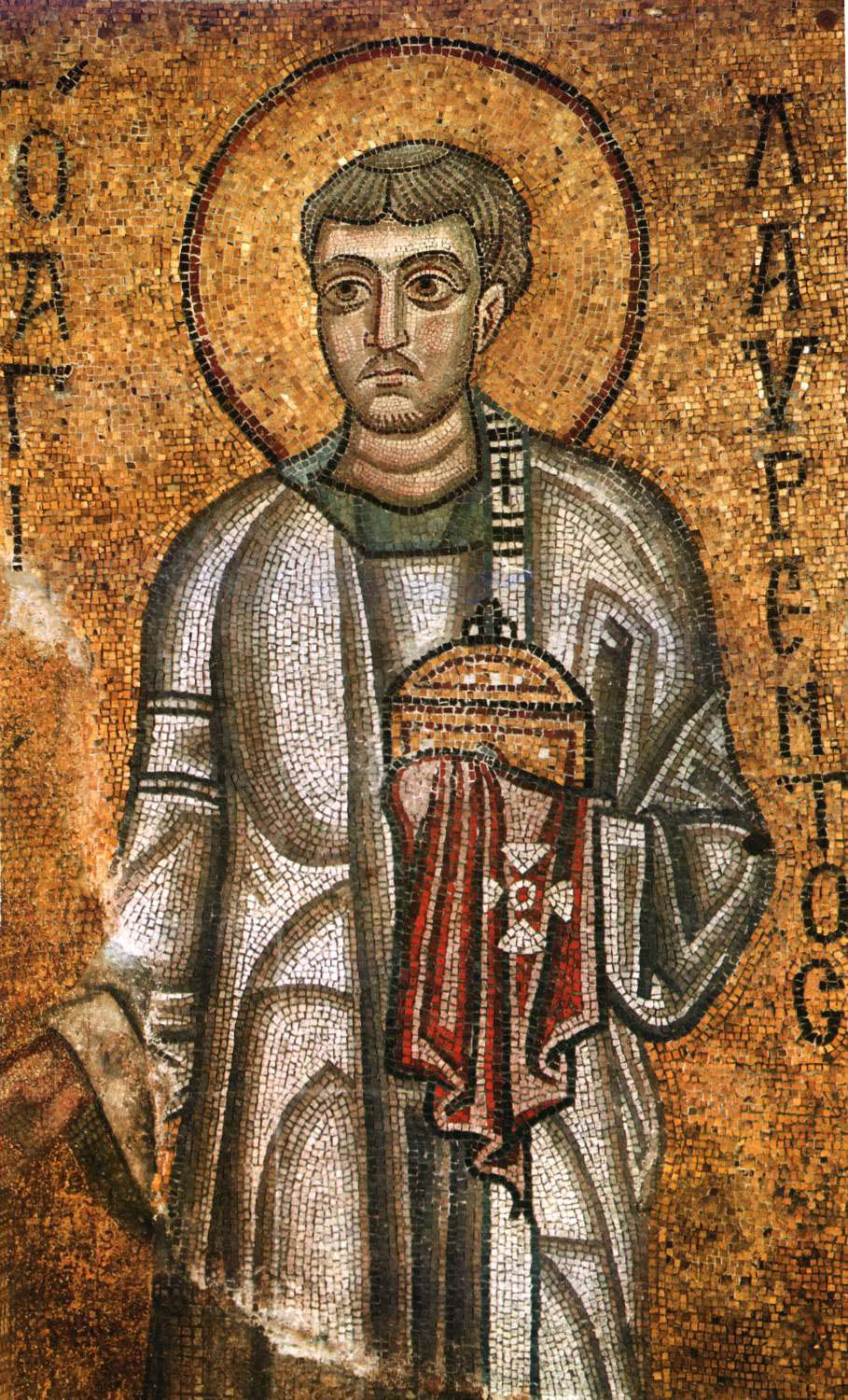
Св. Лаврентій, мозаїка собору Св. Софії, Київ, XI століття.

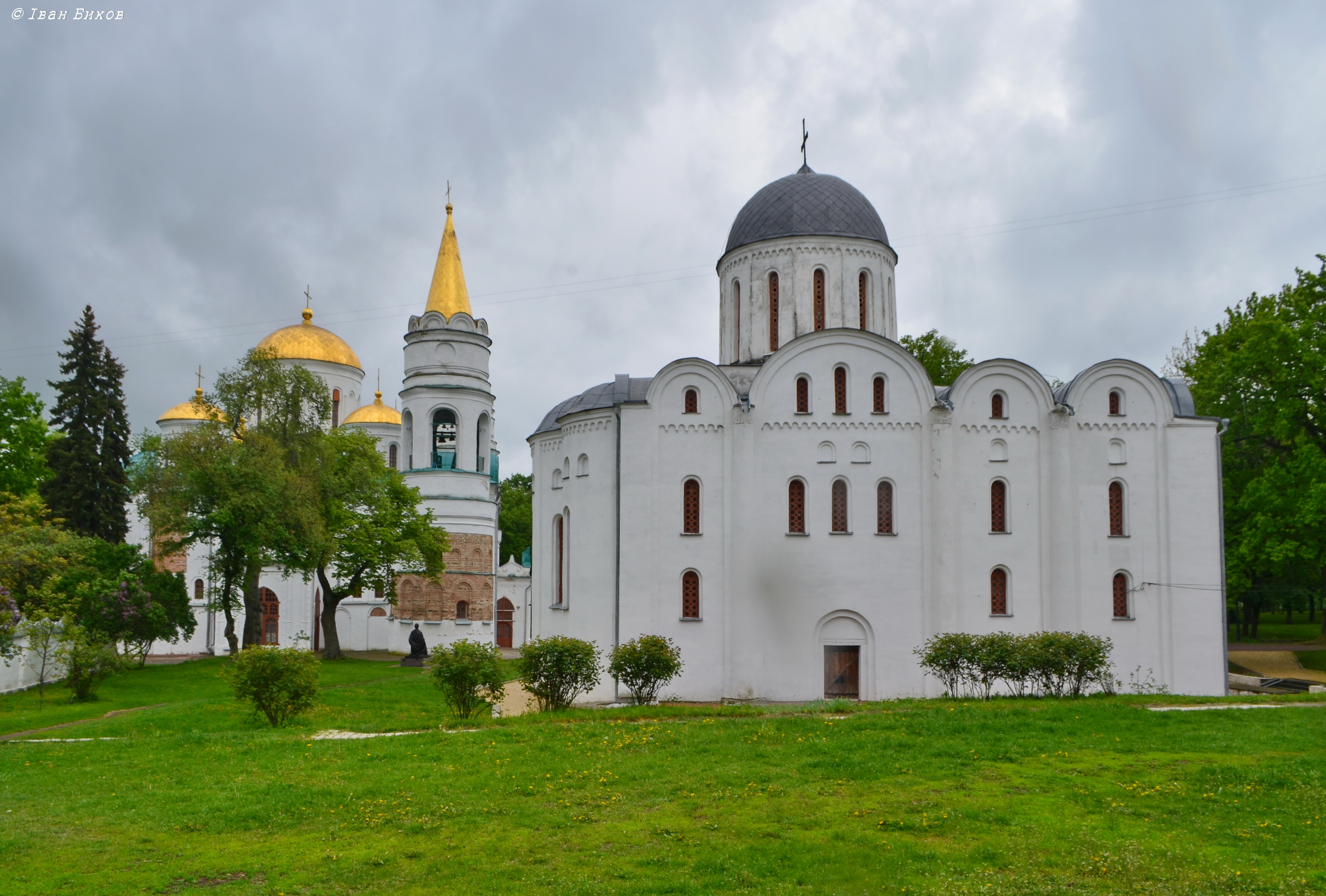
Собор Бориса й Гліба (Чернігів)
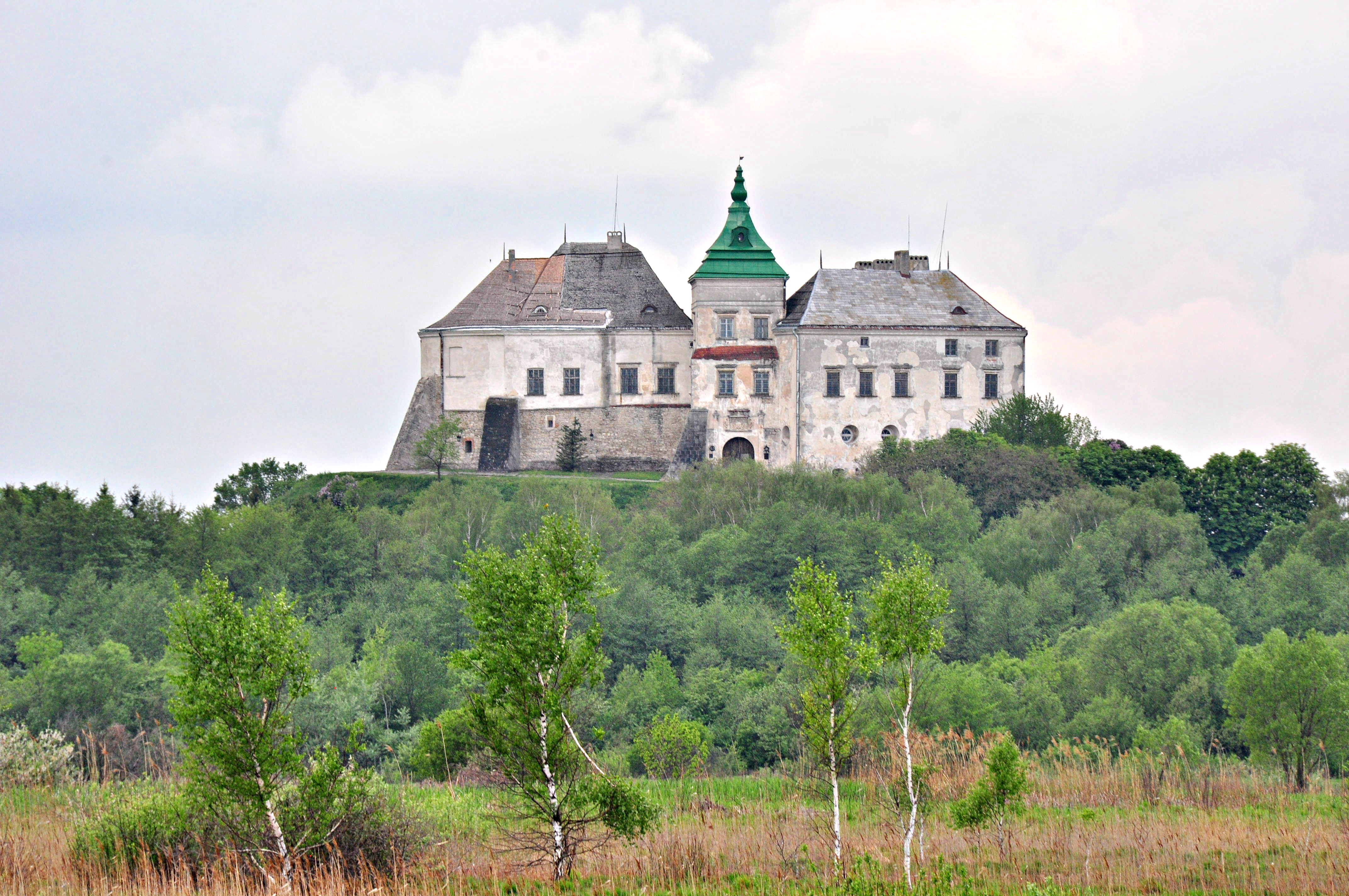
Олеський замок
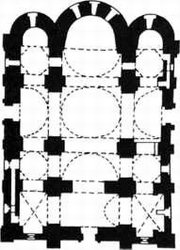
Кирилівська церква, Київ, поземний план
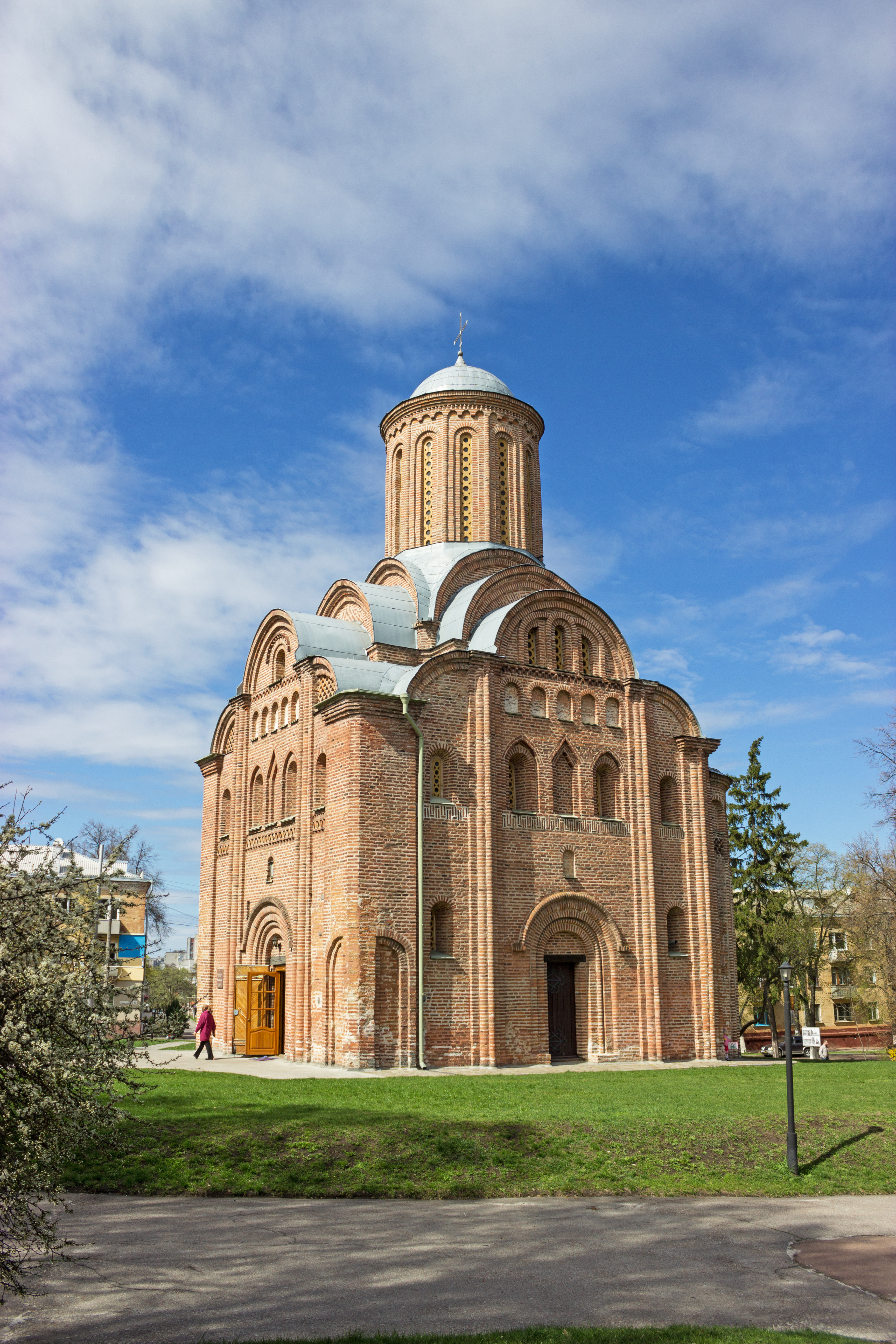
П'ятницька церква у м. Чернігові, побудована у XII–XIII ст. у візантійському стилі, реконструйована арх. П.Д.Барановським у 1962 р.
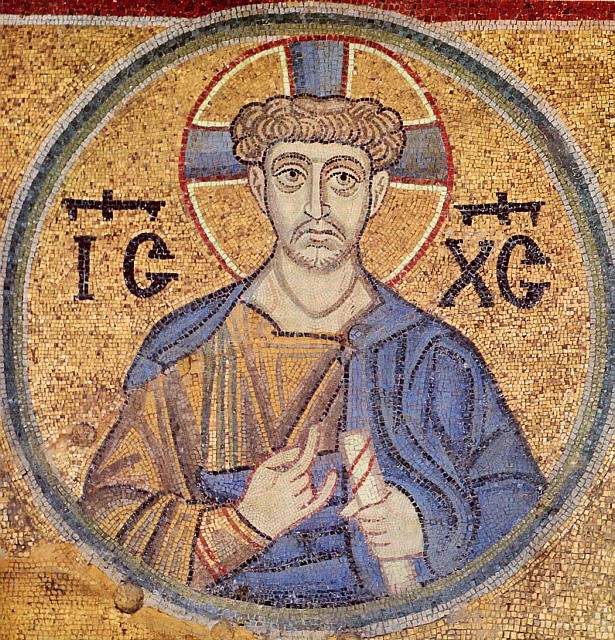
Спас ієрей, мозаїка Софійського собору, Київ
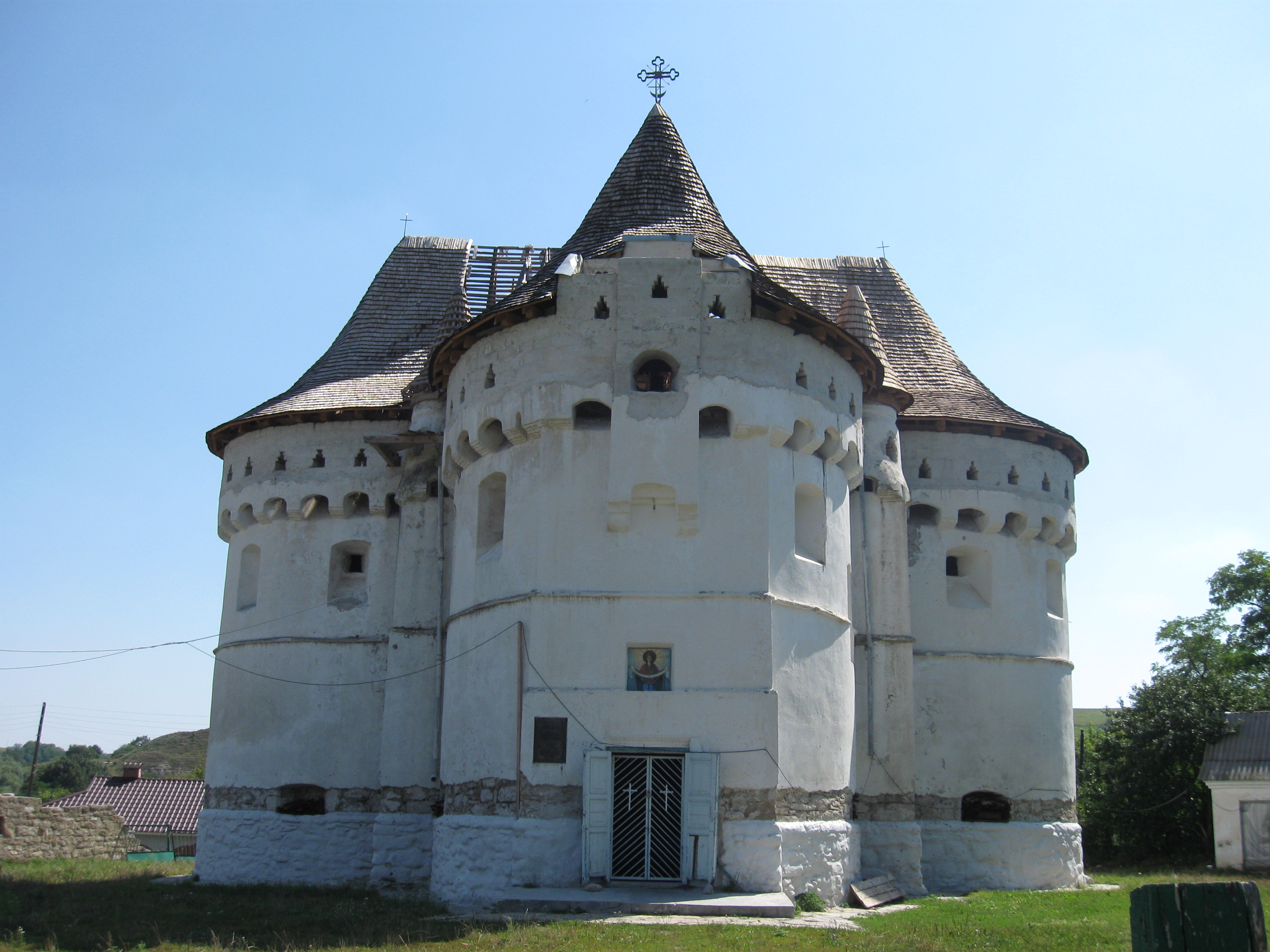
Оборонна Покровська церква (Сутківці) 15-перебудови XVIII ст. Хмельницька область.
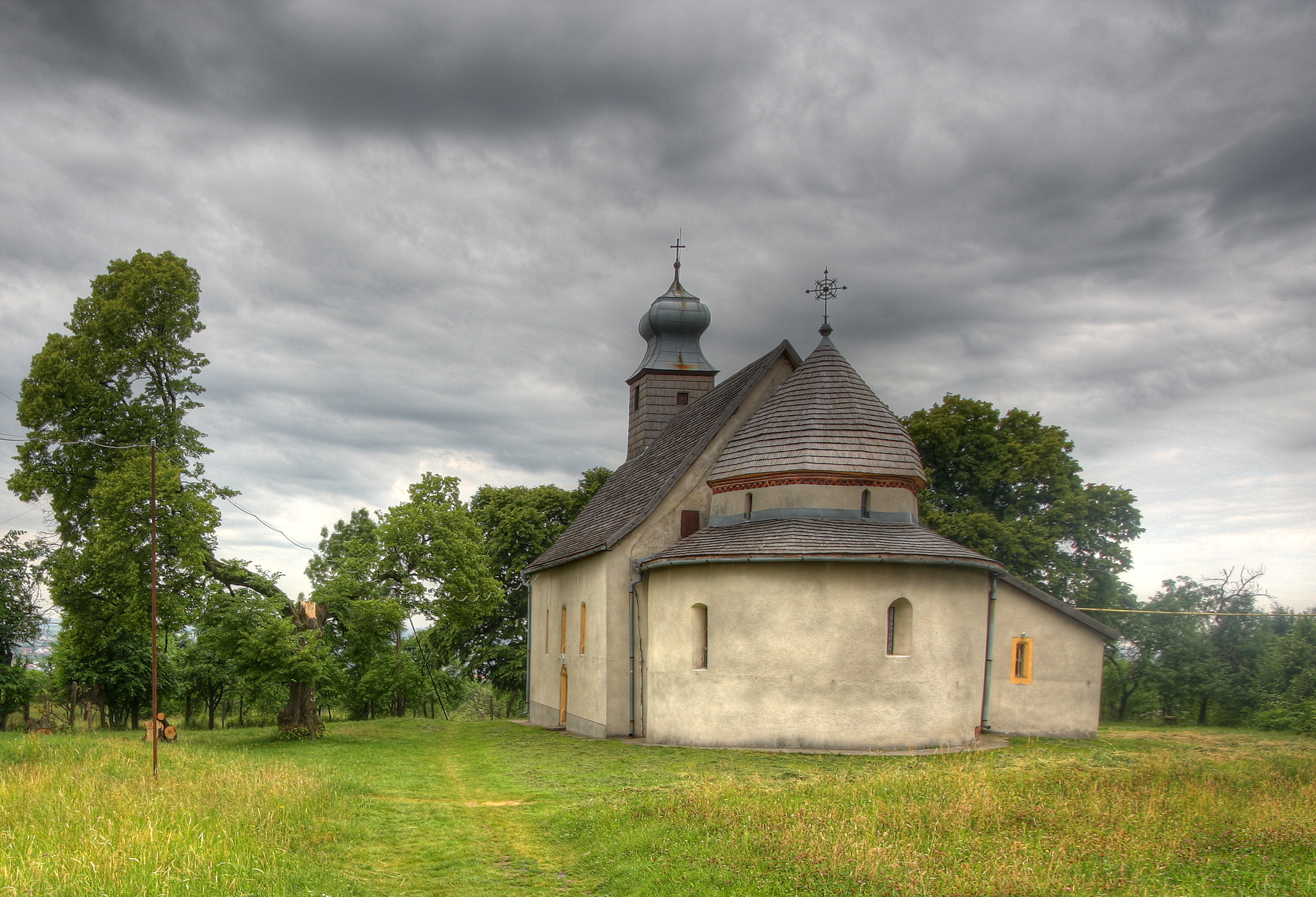
Горянська ротонда, м. Ужгород